# Art persa
L'art persa (en persa, هنر ایرانی) o l'art iranià té un dels patrimonis artístics més rics de la història mundial i ha estat molt present en molts mitjans, com ara l'arquitectura, la pintura, el teixit, la ceràmica, la cal·ligrafia, l'orfebreria i l'escultura. En diferents moments, les influències de l'art de les civilitzacions veïnes han estat molt importants, i últimament l'art persa va donar i va rebre influències importants com a part dels estils més amplis de l'art islàmic. Aquest article cobreix l'art de Pèrsia fins al 1925 i el final de la dinastia Qajar; per a l'art posterior vegeu art modern i contemporani iranià, i per a l'artesania tradicional vegeu arts de l'Iran. L'art rupestre a l'Iran és el seu art supervivent més antic. L'arquitectura iraniana es tracta en aquest article.
Des de l'Imperi aquemènida del 550 aC–330 aC, durant la major part del temps un gran estat de parla iraniana ha governat zones semblants als límits moderns de l'Iran, i sovint àrees molt més àmplies, de vegades anomenades la Gran Iran, on un procés de persització cultural va deixar resultats duradors fins i tot quan el govern es va separar. Les corts de les dinasties successives han liderat generalment l'estil de l'art persa, i l'art patrocinat per la cort ha deixat moltes de les supervivències més impressionants.

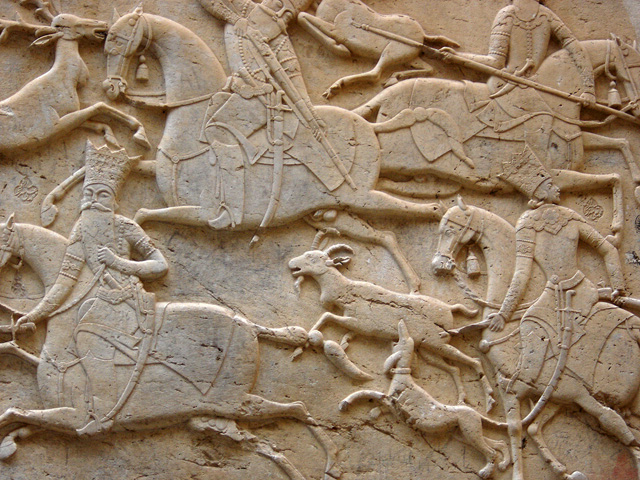
Relleus en roca de la dinastia Qajar a Tangeh Savashi, de l'època Fath Ali Shah, c. 1800, un renaixement d'un antic tipus persa.
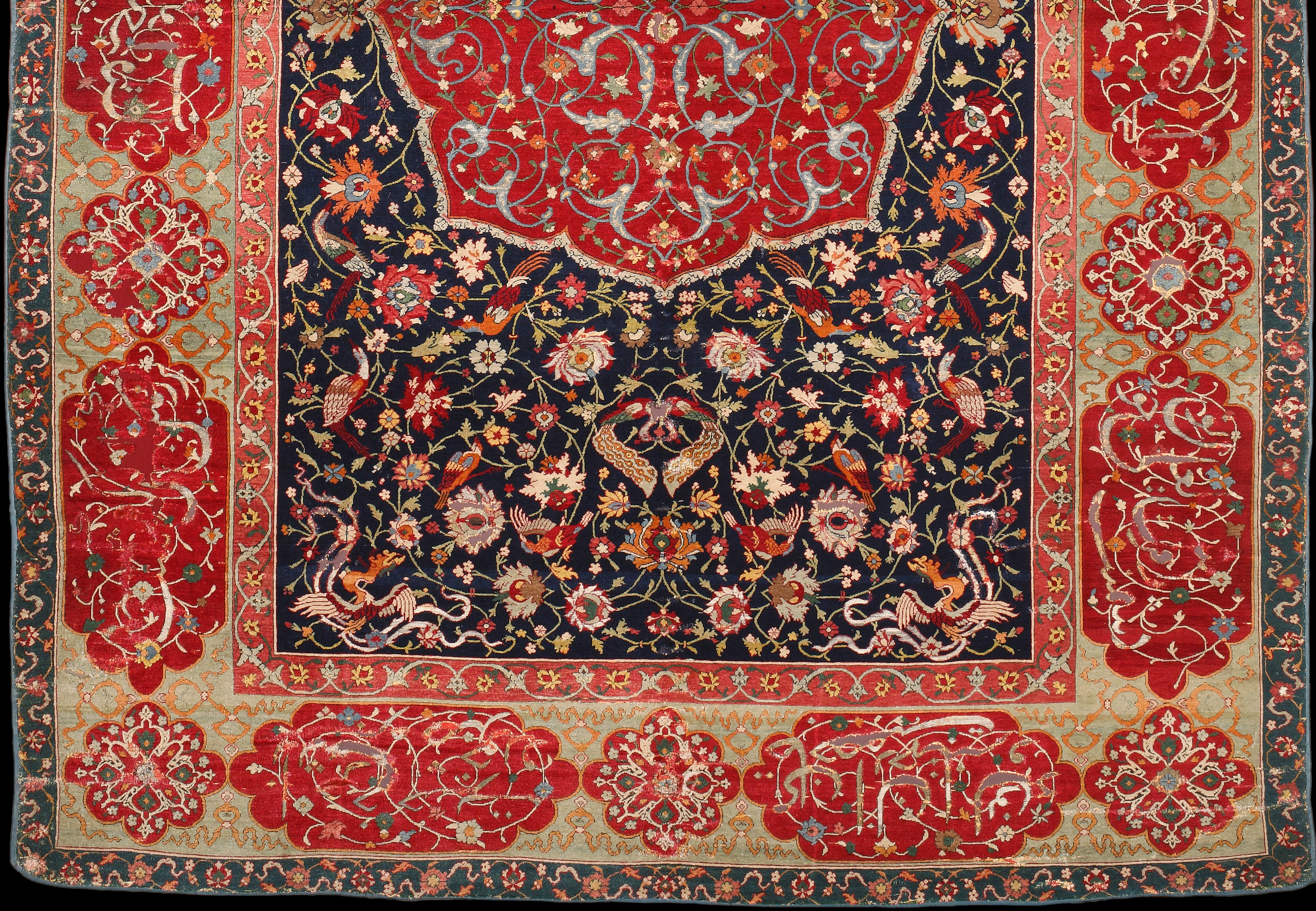
La meitat d'una «catifa saladora», safàvida, de llana, seda i fil metàl·lic, cap al 1600
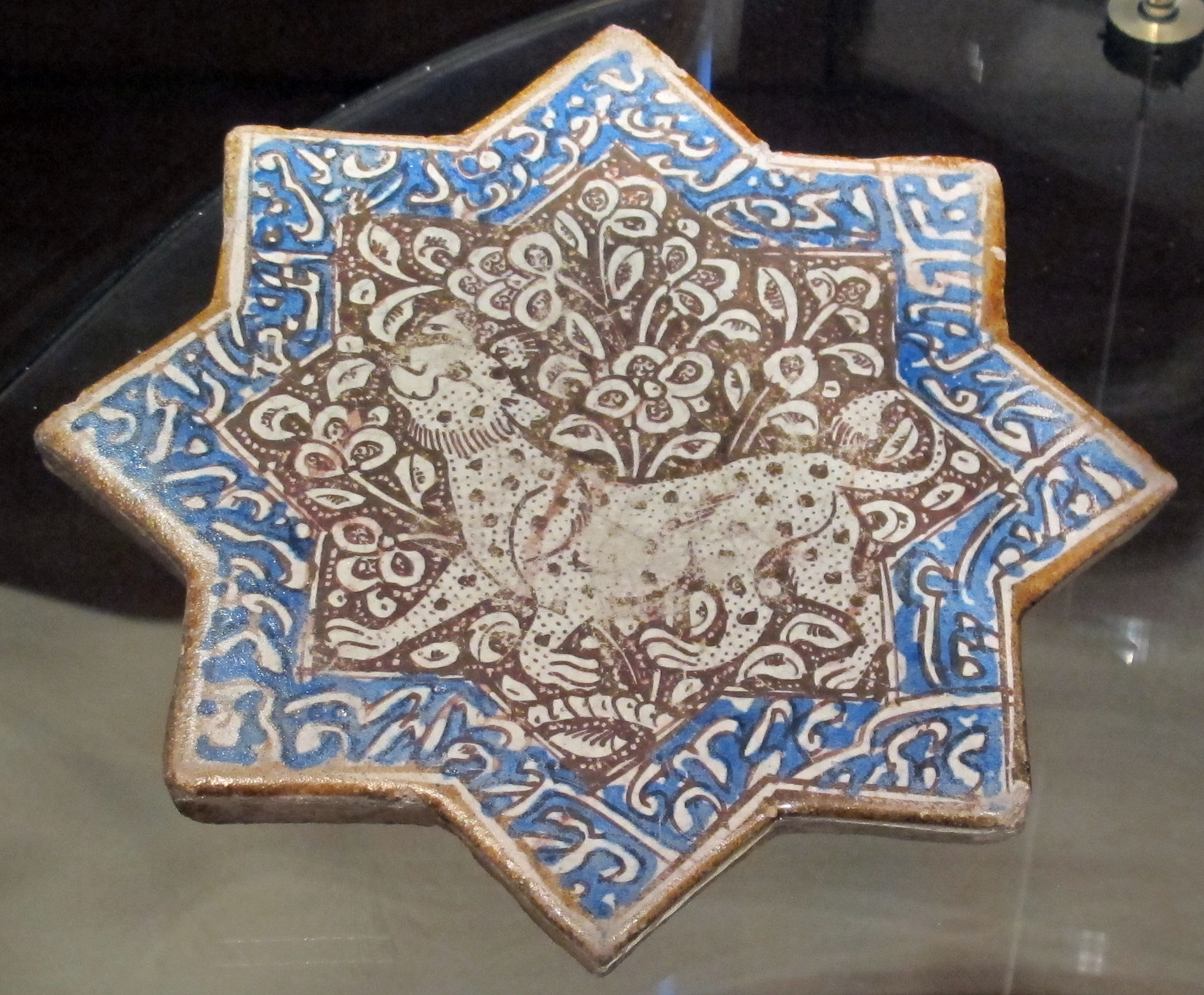
Rajola-estrella, Kashan (segles xiii-xiv)

En l'antiguitat, els monuments supervivents de l'art persa destaquen per una tradició centrada en la figura humana (majoritàriament masculina, i sovint reial) i els animals. L'art persa va continuar posant més èmfasi en les figures que l'art islàmic d'altres àrees, tot i que per motius religiosos ara generalment s'evita els grans exemples, especialment en l'escultura. L'estil general islàmic de decoració densa, dissenyat geomètricament, es va desenvolupar a Pèrsia en un estil supremament elegant i harmoniós que combina motius derivats de plantes amb motius xinesos com la banda de núvols, i sovint animals que es representen a una escala molt més petita que la elements vegetals que els envolten. Sota la dinastia safàvida al segle xvi, aquest estil es va utilitzar en una gran varietat de mitjans i es va difondre des dels artistes de la cort del xa, la majoria eren principalment pintors.

## Art primerenc
Les evidències d'una civilització de ceràmica pintada al voltant de Susa s'han datat cap al 5000 aC. Susa estava fermament dins de l'esfera cultural sumèria d'Uruk durant el període d'Uruk. A Susa es troba una imitació de tot l'aparell estatal d'Uruk, protoescriptura, segells cilíndrics amb motius sumeris i arquitectura monumental. Susa podria haver estat una colònia d'Uruk. Com a tal, la periodització de Susa correspon a Uruk; els períodes Susa II primerenc, Susa II mitjà i Susa II (3800–3100 aC) corresponen als períodes Uruk primerenc, Uruk mitjà i Uruk final.
Poc després de l'assentament de Susa fa 6000 anys, els seus habitants van aixecar un temple sobre una plataforma monumental que s'alçava sobre el paisatge pla que l'envoltava. L'excepcionalitat del lloc encara es reconeix avui en dia en l'art dels recipients de ceràmica que es col·locaven com a ofrenes en mil o més tombes prop de la base de la plataforma del temple. Al cementiri es van recuperar prop de dos mil vasos, la majoria d'ells ara al Museu del Louvre. Els recipients trobats són un testimoni eloqüent dels èxits artístics i tècnics dels seus fabricants, i tenen pistes sobre l'organització de la societat que els va encarregar. Els vasos ceràmics pintats de Susa en el primer estil més antic són una versió regional tardana de la tradició ceràmica obeida mesopotàmica que es va estendre per tot el Pròxim Orient durant el mil·lenni V aC.

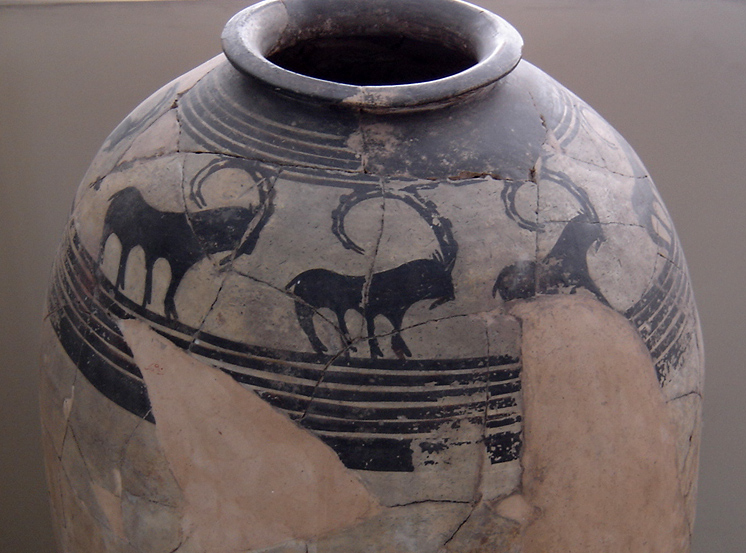
Gerro de ceràmica, mil·lenni IV aC
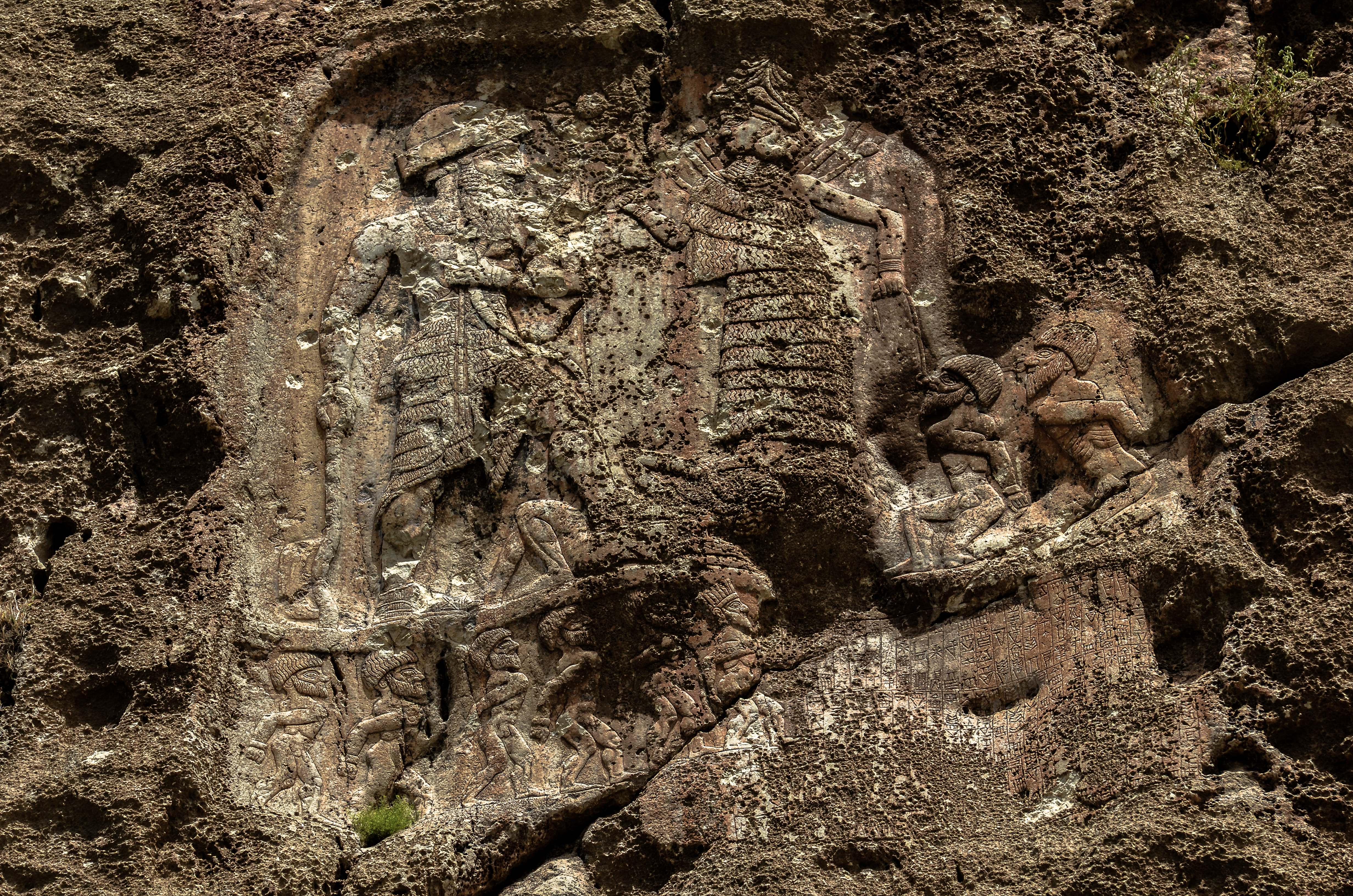
El relleu en roca d'Anubanini, c. 2300 aC.

L'estil Susa I va ser molt producte del passat i d'influències de les indústries ceràmiques contemporànies a les muntanyes de l'oest de l'Iran. La recurrència en estreta associació de recipients de tres tipus (una copa o un vas per a beure, un plat per servir i un gerro petit) implica el consum de tres tipus d'aliments, aparentment pensats que són tan necessaris per a la vida en el més enllà com ho és en aquest món. Les ceràmiques d'aquestes formes, que van ser pintades, constitueixen una gran part dels vasos del cementiri. Altres són, per descomptat, pots i bols de tipus cuina amb bandes senzilles pintades i probablement eren els objectes funeraris dels ciutadans més humils, així com dels adolescents i, potser, dels nens. La ceràmica està feta a mà i amb cura. Tot i que es podria haver utilitzat un torn de terrissaire, la asimetria dels vasos i la irregularitat del dibuix de línies i bandes envoltants indiquen que la major part del treball es va fer a mà alçada.

### Relleus en roca de Lullubi
Els relleus en roca del regne muntanyenc de Lullubi, especialment el relleu en roca d'Anubanini, són relleus en roca de c. 2300 aC o de principis del mil·lenni II aC, els primers relleus en roca de l'Iran. Es troben a la província de Kermansah. Es creu que aquests relleus van influir en els posteriors relleus aquemènides de Behistun, aproximadament un mil·lenni i mig després.

### Elam
L'art elamita, del sud i l'oest de l'Iran modern, compartia moltes característiques amb el veí art de Mesopotàmia, tot i que sovint era menys sofisticat. Es troben segells cilíndrics, petites figures de adoradors, déus i animals, relleus poc profunds i algunes grans estàtues de governants. Hi ha un petit nombre de recipients d'or molt fi amb figures en relleu.

### Els bronzes del Lorestan

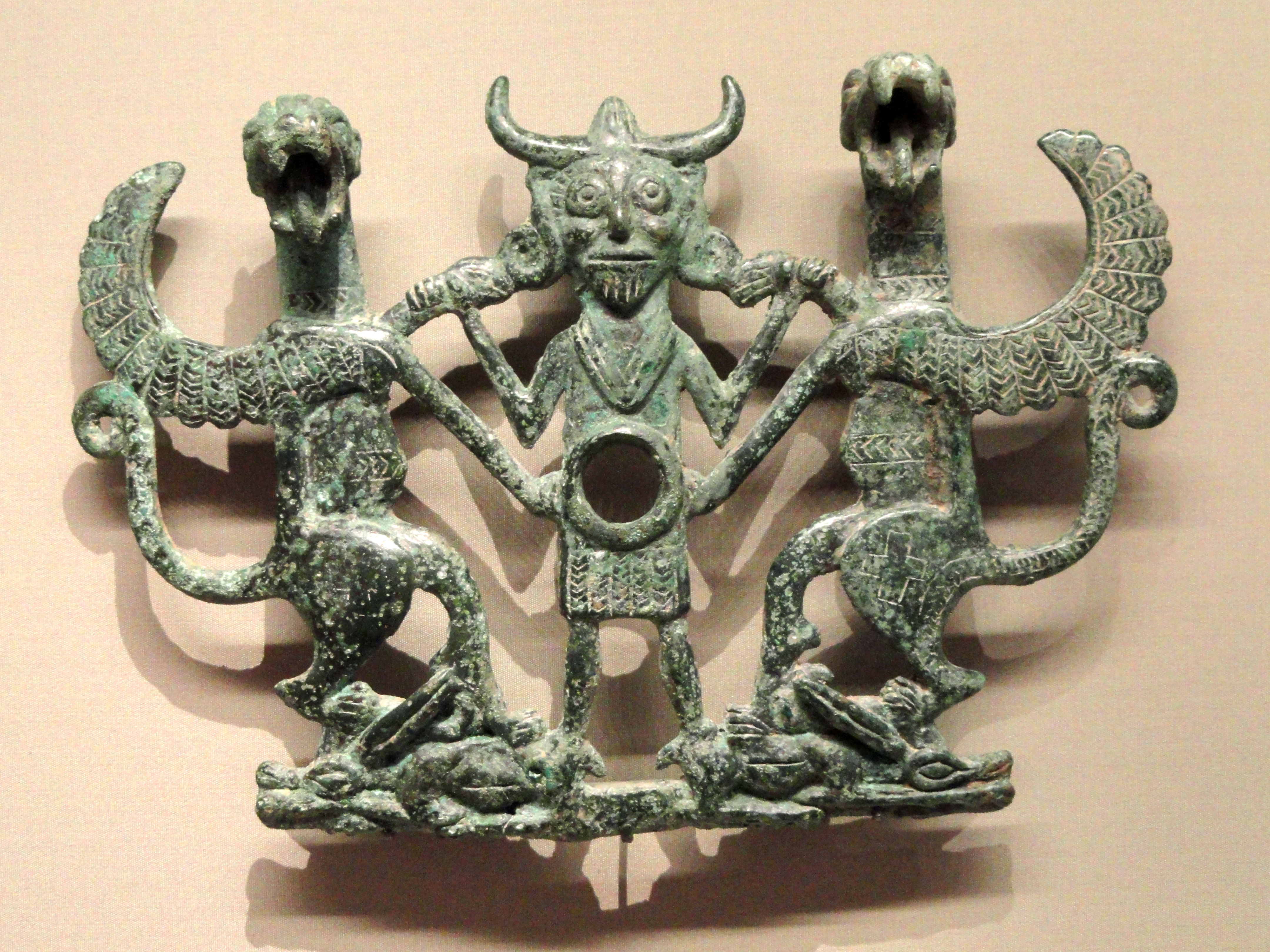
Part d'una brida de cavall amb motiu «Mestre dels animals», c. 700 aC

Els bronzes del Lorestan (també «Luristan»; rarament «Lorestān», «Lorestāni» etc. en fonts en anglès) són petits objectes de fosa decorats amb escultures de bronze de l'Edat del Ferro primerenca que s'han trobat en gran nombre a la província de Lorestan i Kermansah, al centre-oest de l'Iran. Inclouen un gran nombre d'ornaments, eines, armes, accessoris per a cavalls i un nombre menor de recipients (inclosos sitres), i els que es troben en excavacions registrades es troben generalment en enterraments. L'ètnia de les persones que els van crear encara no està clara, tot i que potser eren perses, possiblement relacionats amb els moderns Luris que han donat el seu nom a la zona. Probablement daten entre el 1000 aC i el 650 aC aproximadament.
Els bronzes solen ser plans i utilitzen calats, com la metal·lúrgia relacionada de l'art escita. Representen l'art d'un poble nòmada o transhumant, per al qual totes les possessions havien de ser lleugeres i portàtils, i els objectes necessaris com ara armes, coronaments (potser per a pals de tendes de campanya), accessoris de brides de cavalls, agulles, copes i petits accessoris, molt decorats per la seva petita superfície. Són habituals les representacions d'animals, sobretot cabres o ovelles amb banyes grans, i les formes i els estils són distintius i inventius. El motiu «Mestre dels animals», que mostra un humà agafant dos animals enfrontats posicionat enmig d'aquests dos animals, és comú, però normalment molt estilitzat. També es poden veuen algunes dones «amants dels animals».
El tresor de Ziwiyeh (c. 700 aC) és una col·lecció d'objectes, la majoria de metall i no trobats junts d'aproximadament la mateixa data, que probablement mostren l'art de les ciutats perses de l'època. S'han trobat delicades peces metàl·liques de l'època de l'Edat del Ferro II a Hasanlu, i de més antigues a Marlik.

## Antiguitat

### Art aquemènida
L'art aquemènida inclou relleus en fris, treballs metàl·lics, decoració de palaus, maçoneria vidriada, artesania fina (maçoneria, fusteria, etc.) i jardineria. La majoria de supervivències de l'art de la cort són escultures monumentals, sobretot relleus, capitells de columnes perses amb doble cap d'animals i altres escultures de Persèpolis.

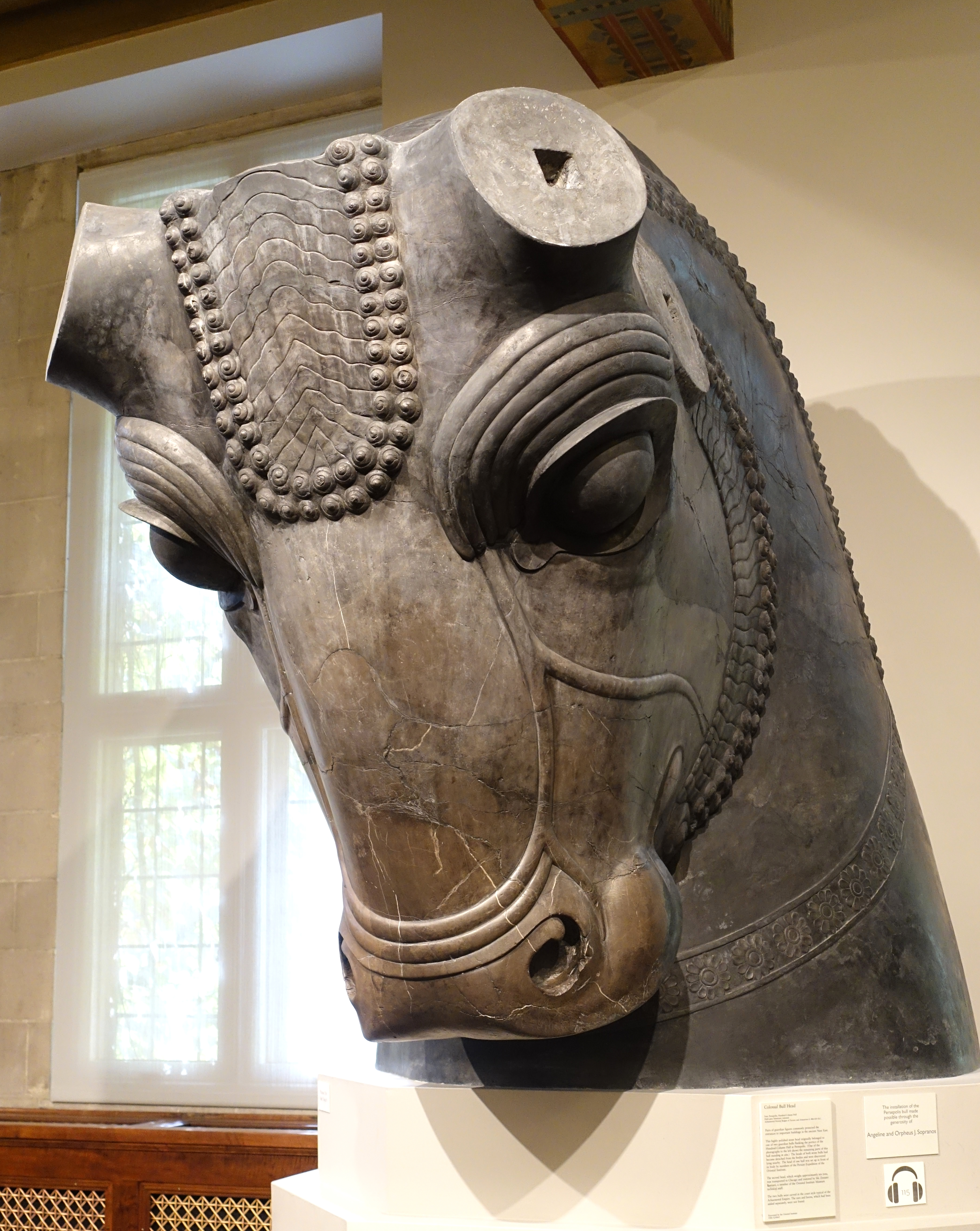
Cap de toro colossal de pedra calcària restaurada. Capitell d'una columna persa de Persèpolis, 486-425 aC
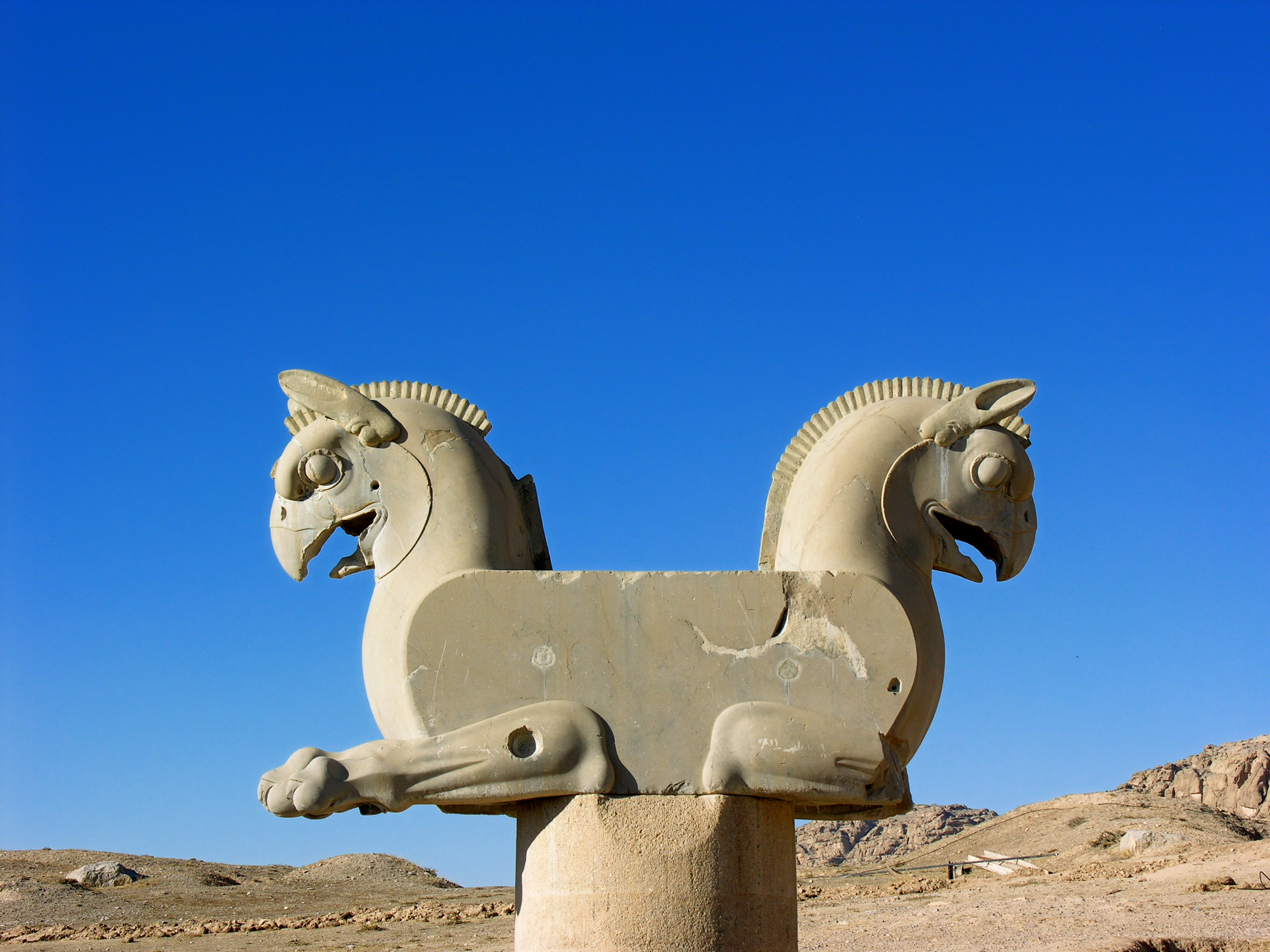
Griu a la capital aquemènida, a Persèpolis
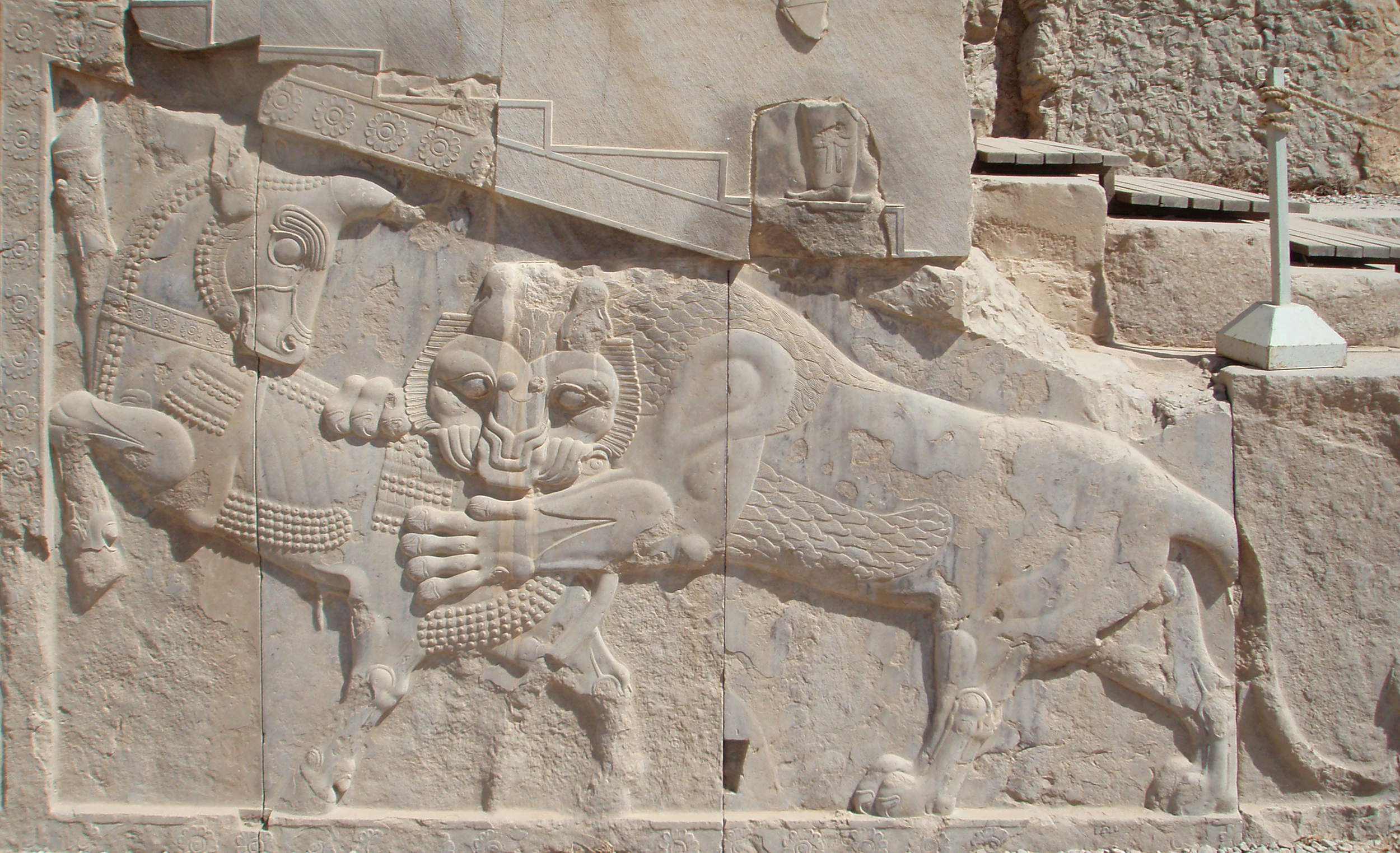
Baix relleu a Persèpolis. Símbol en zoroastrià per a Nowruz, toro de lluita eterna (que personifica la lluna) i un lleó (personifica el Sol) que representa la primavera.

Encara que els perses van prendre artistes, amb els seus estils i tècniques, de tots els racons del seu imperi, van produir no només una combinació d'estils, sinó una síntesi d'un nou estil persa únic. De fet, Cir el Gran tenia una extensa herència iraniana antiga darrere seu; el ric treball d'or aquemènida, que les inscripcions suggereixen que podria haver estat una especialitat dels medes, era, per exemple, inspirat en la tradició dels lloc antics.

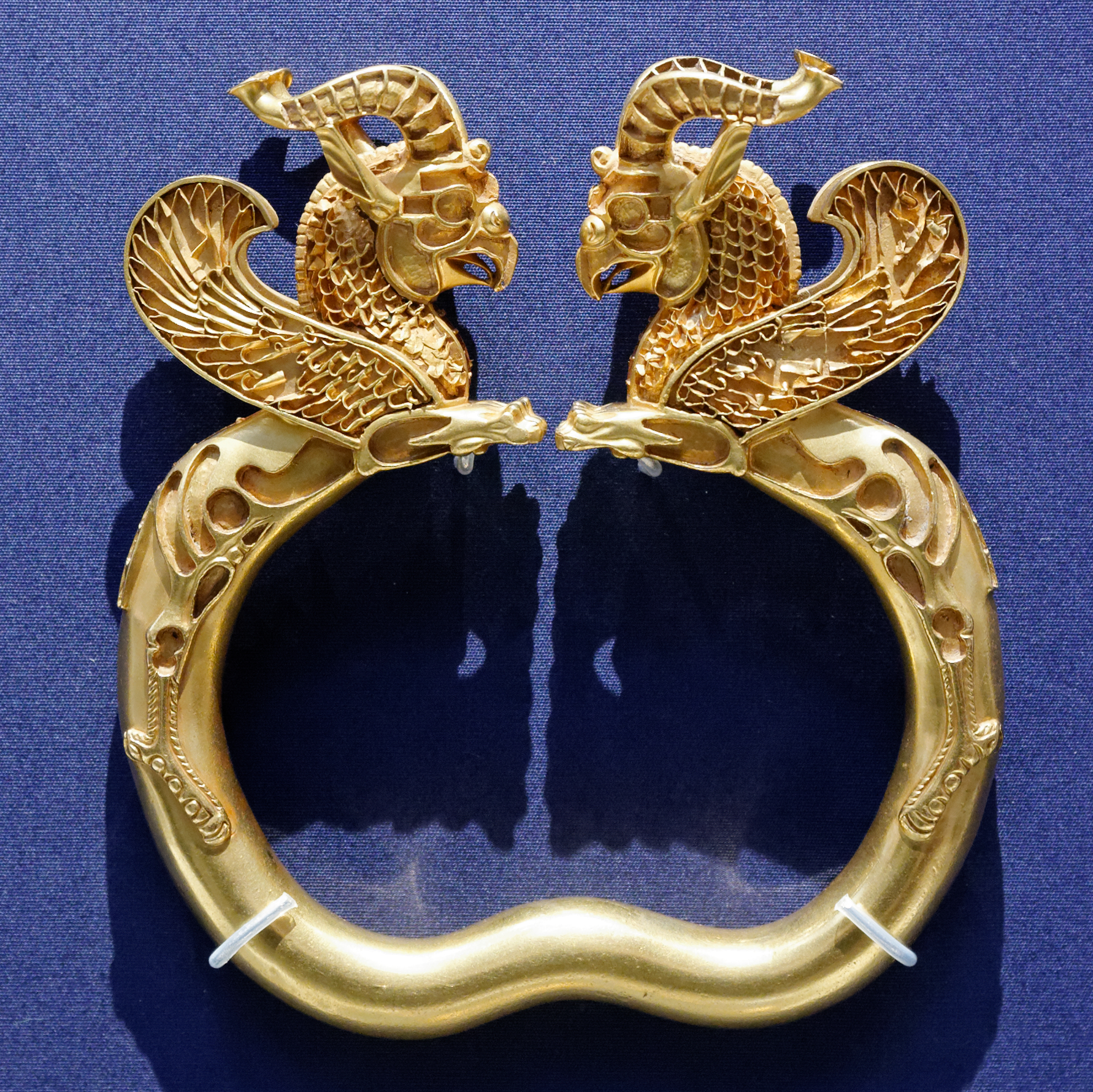
Un torc del tresor de l'Oxus, que ha perdut les seves incrustacions de pedres precioses o esmalt
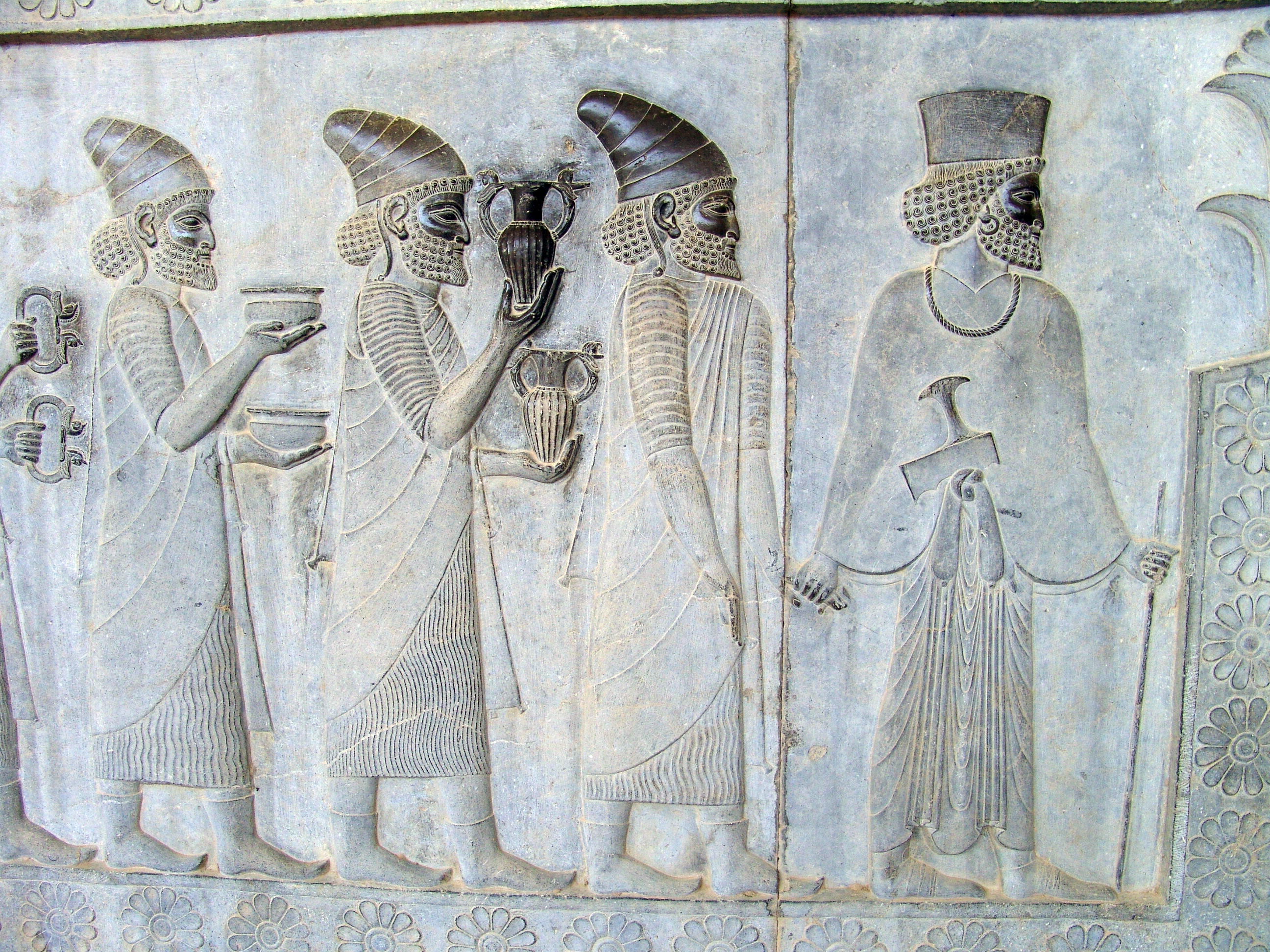
Baix relleu de Persèpolis, homes que porten bols i àmfores amb nanses en forma de griu es donen com a homenatge
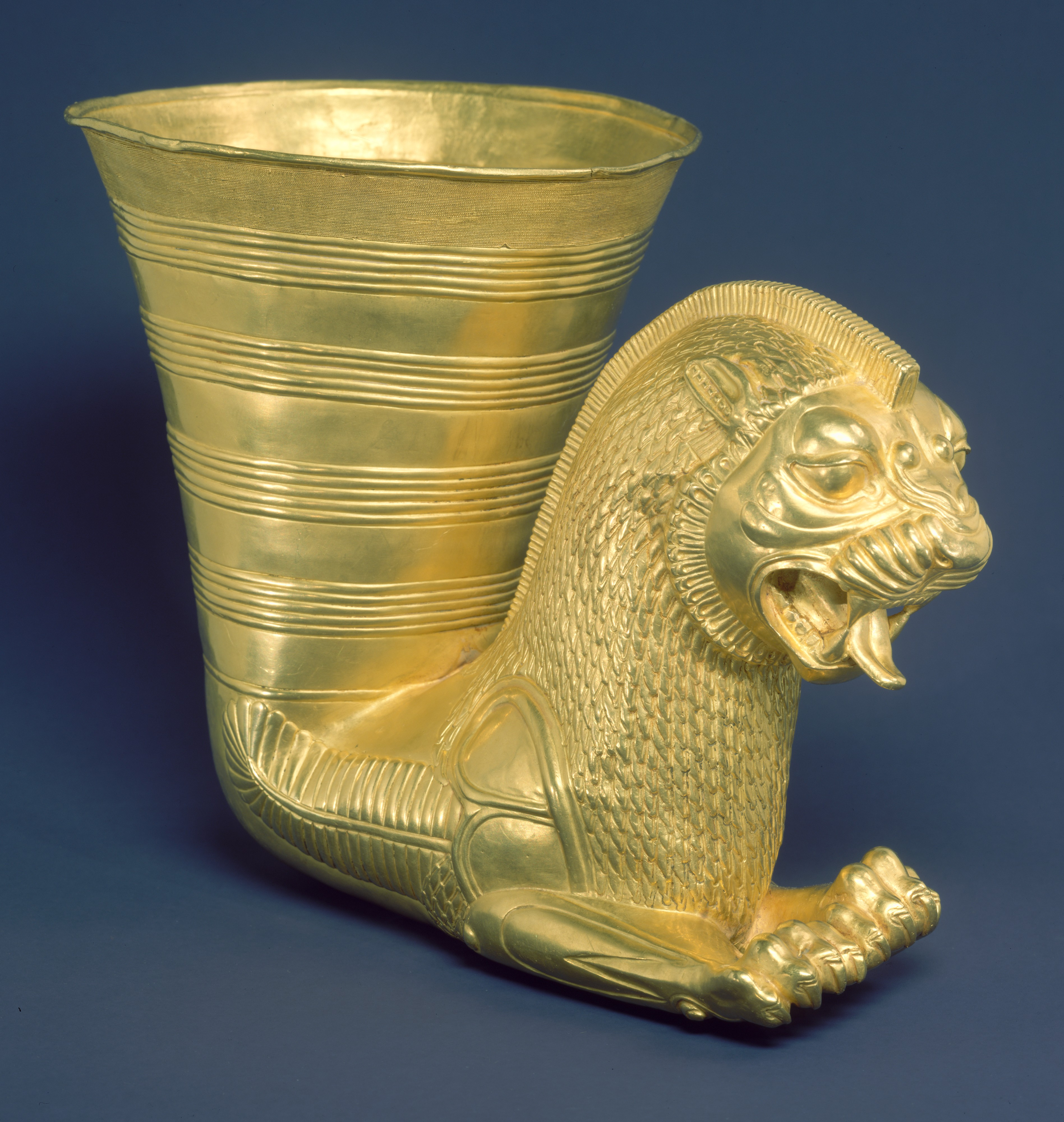
Ríton en forma de lleó persa aquemènida

El recipient per beure ríton, amb forma de banya i que normalment acaba en forma d'animal, és el tipus de gran obra metàl·lica per a un ús diari, com per exemple, el ríton en forma de lleó persa aquemènida conservat a Nova York. Hi ha una sèrie de petites joies o incrustacions de metall preciós molt fines, que també inclouen animals, i el Tresor de l'Oxus té una àmplia selecció de tipus. Les peces petites, normalment d'or, van ser cosides a la roba per l'elit, i una sèrie de torques d'or han sobreviscut.

### Relleu en roca

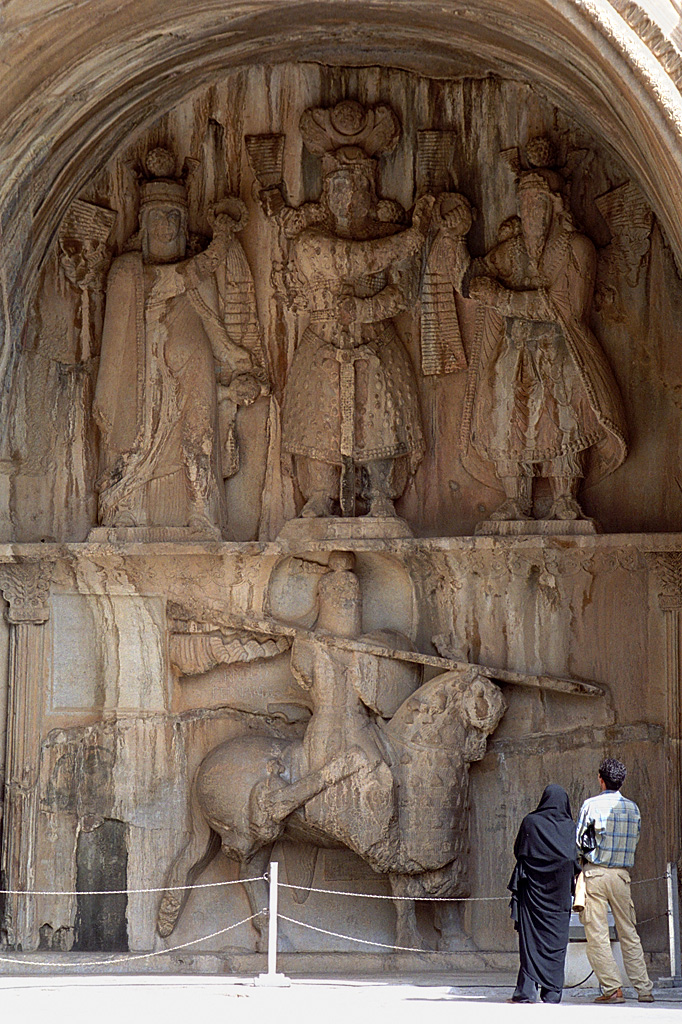
Taq-e Bostan; el «cavaller» és probablement Còsroes II muntat sobre Shabdiz

El gran relleu en roca tallada, normalment col·locat al costat d'una carretera i prop d'una font d'aigua, és un mitjà comú en l'art persa, utilitzat principalment per glorificar el rei i proclamar el control persa sobre el territori. Comença amb els relleus rocosos de Lullubi i elamites, com els de Sarpol-e Zahab (c. 2000 aC), Kul-e Farah i Eshkaft-e Salman al sud-oest de l'Iran, i continua sota els domini dels assiris.
El relleu i la inscripció de Behistun, fets al voltant del 500 aC per a Darios el Gran, són a una escala molt més gran, reflectint i proclamant el poder de l'imperi aquemènida. Els governants perses van presumir comunament del seu poder i èxits, fins que la conquesta musulmana va eliminar la imatgeria d'aquests monuments; molt més tard hi va haver un petit renaixement sota la dinastia Qajar. Behistun és inusual en tenir una inscripció gran i important, que com la pedra de Rosetta egípcia repeteix el seu text en tres idiomes diferents, aquí tots utilitzant escriptura cuneïforme: persa antic, elamita i babilònic (una forma posterior de l'accadi). Això va ser important en la comprensió moderna d'aquestes llengües.
Altres relleus perses generalment no tenen inscripcions, i els reis implicats sovint només es poden identificar provisionalment. El problema es veu ajudat en el cas dels sassànides pel seu costum de mostrar un estil diferent de corona per a cada rei, que es pot identificar a partir de les seves monedes.
Naqsh-e Rostam és una necròpolis de la dinastia aquemènida (500-330 aC), amb quatre grans tombes tallades a la paret d'un cingle. Aquestes tenen principalment decoració arquitectònica, però les façanes inclouen grans panells sobre les portes, cadascun d'ells molt semblant en contingut, amb figures del rei investides per un déu, damunt d'una zona amb fileres de figures més petites d'homenatge, amb soldats i oficials. Les tres classes de figures tenen una grandària molt diferenciada. L'entrada de cada tomba es troba al centre de cada creu, que s'obre a una petita cambra, on el rei jaia en un sarcòfag. Es creu que la biga horitzontal de cadascuna de les façanes de la tomba és una rèplica de l'entrada del palau de Persèpolis. Només una té inscripcions i la concordança dels altres reis amb tombes és una mica especulativa; les figures en relleu no estan pensades com a retrats individualitzats. La tercera des de l'esquerra, identificada per una inscripció, és la tomba de Darios I el Gran (c. 522-486 aC). Es creu que les altres tres són les de Xerxes I (c. 486-465 aC), Artaxerxes I (c. 465-424 aC) i Darios II (c. 423–404 aC) respectivament. Una cinquena tomba inacabada podria ser la d'Artaxerxes III, que va regnar durant dos anys , però és més probable que fos la de Darios III (c. 336-330 aC), l'últim de la dinastia dels aquemènides. Les tombes van ser saquejades després de la conquesta de l'Imperi aquemènida per Alexandre el Gran.

Vista panoràmica de Naqsh-e Rostam. Tombes aquemènides a dalt, relleus sassànides a sota. Les tombes, d'esquerra a dreta, probablement pertanyen a: Darios II, Artaxerxes I, Darios I, Xerxes I

Molt per sota de les tombes aquemènides, prop del nivell del sòl, hi ha relleus en roca amb grans figures de reis sassànides, alguns trobant-se amb déus, altres en combat. El més famós mostra el rei sassànida Sapor I a cavall, amb l'emperador romà Valerià fent una reverència davant d'ell en submissió, i Felip l'Àrab (un emperador anterior que Sapor també va pagar tribut) agafat per Sapor, mentre que l'emperador Gordià III, mort en la batalla, es troba a sota (s'han suggerit altres identificacions). Això commemora la batalla d'Edessa de l'any 260 dC, quan Valerià es va convertir en l'únic emperador romà que va ser capturat com a presoner de guerra, una humiliació duradora per als romans. La col·locació d'aquests relleus suggereix clarament la intenció sassànida de vincular-se amb les glòries de l'anterior Imperi aquemènida; hi ha tres tombes reials aquemènides més amb relleus similars a Persèpolis, una d'elles inacabada.

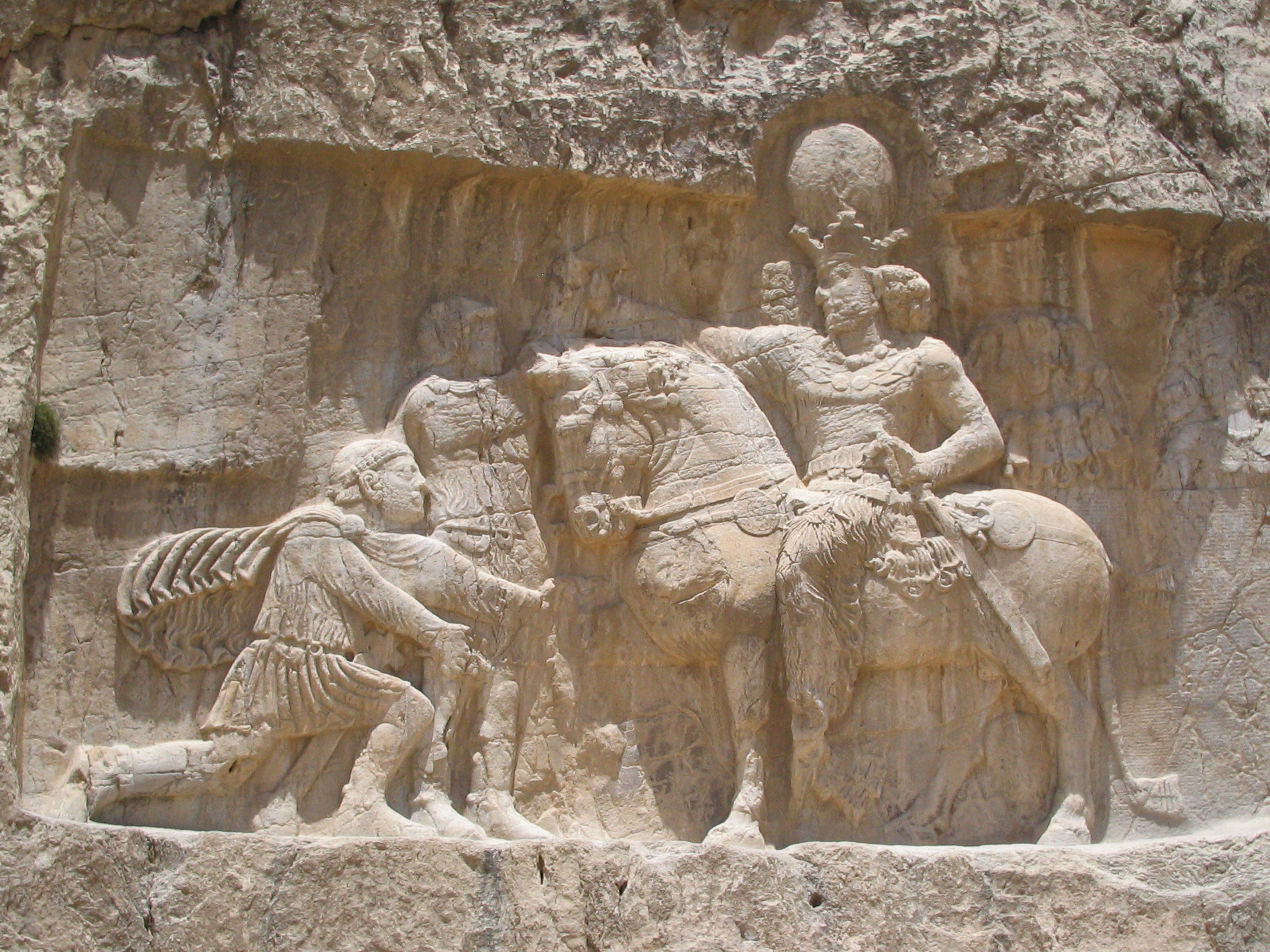
Una escultura en baix relleu a Naqsh-e Rostam (Iran), que representa el triomf de Sapor I sobre l'emperador romà Valerià
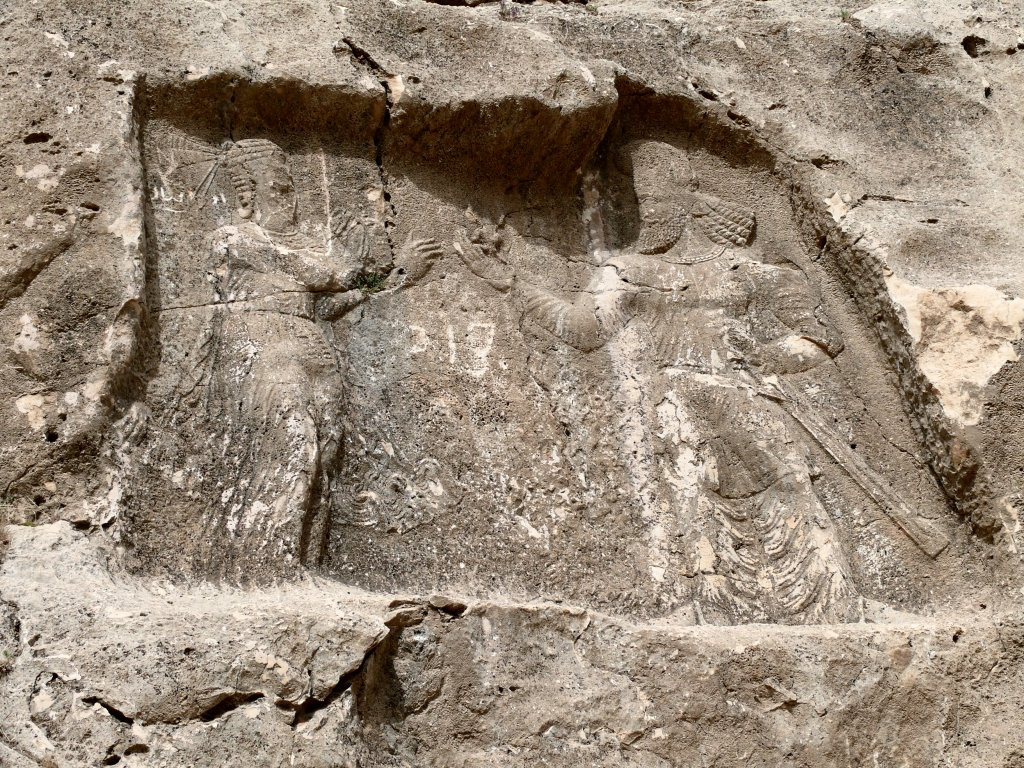
Relleu en roca es diu de Barm-e Dilak. Escena familiar que representa el rei sassànida Bahram II oferint una flor de lotus a la seva esposa. Zona de Siraz, província de Fars (Iran)

Els set relleus sassànides, les dates aproximades dels quals van del 225 al 310, mostren temes com escenes d'investidura i batalles. El relleu més antic del lloc és elamita, d'uns 1000 aC. A un quilòmetre de distància hi ha Naqsh-e Rajab, amb quatre relleus en roca sassànides més, tres celebracions reials i un gran sacerdot. Un altre lloc important sassànida és Taq-e Bostan, amb diversos relleus que inclouen dues investidures reials i una famosa figura d'un catafracta o cavalleria pesant persa, aproximadament el doble de mida natural, probablement representant el rei Còsroes II muntat al seu cavall favorit Shabdiz; la parella es va continuar sent coneguda en la literatura persa posterior. Firuzabad i Bixapur tenen grups de relleus sassànides, el primer inclòs el més antic, una gran escena de batalla, ara molt erosionada. A Barm-e Delak un rei ofereix una flor a la seva reina. Els relleus sassànides es concentren en els primers 80 anys de la dinastia, tot i que un conjunt important és del segle vi i en relativament pocs llocs, principalment al cor del territori sassànida. Els posteriors, en particular, suggereixen que es basen en una tradició avui perduda de relleus similars en palaus d'estuc. Els relleus en roca probablement estaven revestits de guix i pintats.
Els relleus en roca dels seljúcides i parts perses anteriors són generalment més petits i més bruts, i no totes eren escenes reials com ho eren clarament les sassànides. A Behistun, un relleu anterior que inclou un lleó es va adaptar a Hèracles reclinat en un estil totalment hel·lenístic; està reclinat sobre una pell de lleó. Això només es va descobrir sota les runes fa relativament poc temps; una inscripció el data l'any 148 aC. Altres relleus a l'Iran inclouen el rei assiri en relleu poc profund a Shikaft-e Gulgul; no tots els llocs amb relleus perses es troben a l'Iran modern. Com altres estils sassànides, la forma va gaudir d'un petit renaixement sota el Qajar, els relleus dels quals inclouen un panell gran i animat que mostra una escena de caça reial en Tangeh Savashi, i un panell, encara en gran part amb el seu color intacte, al Taq-e Bostan que mostra el xa assegut amb els assistents.

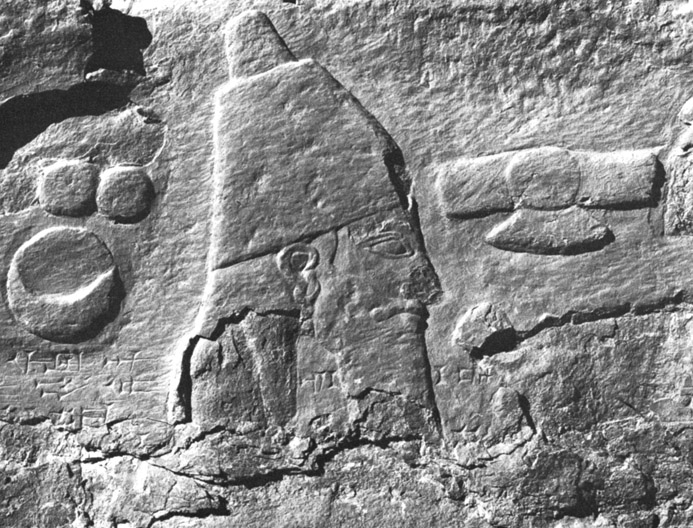
Relleu d'un rei assiri a Shikaft-e Gulgul
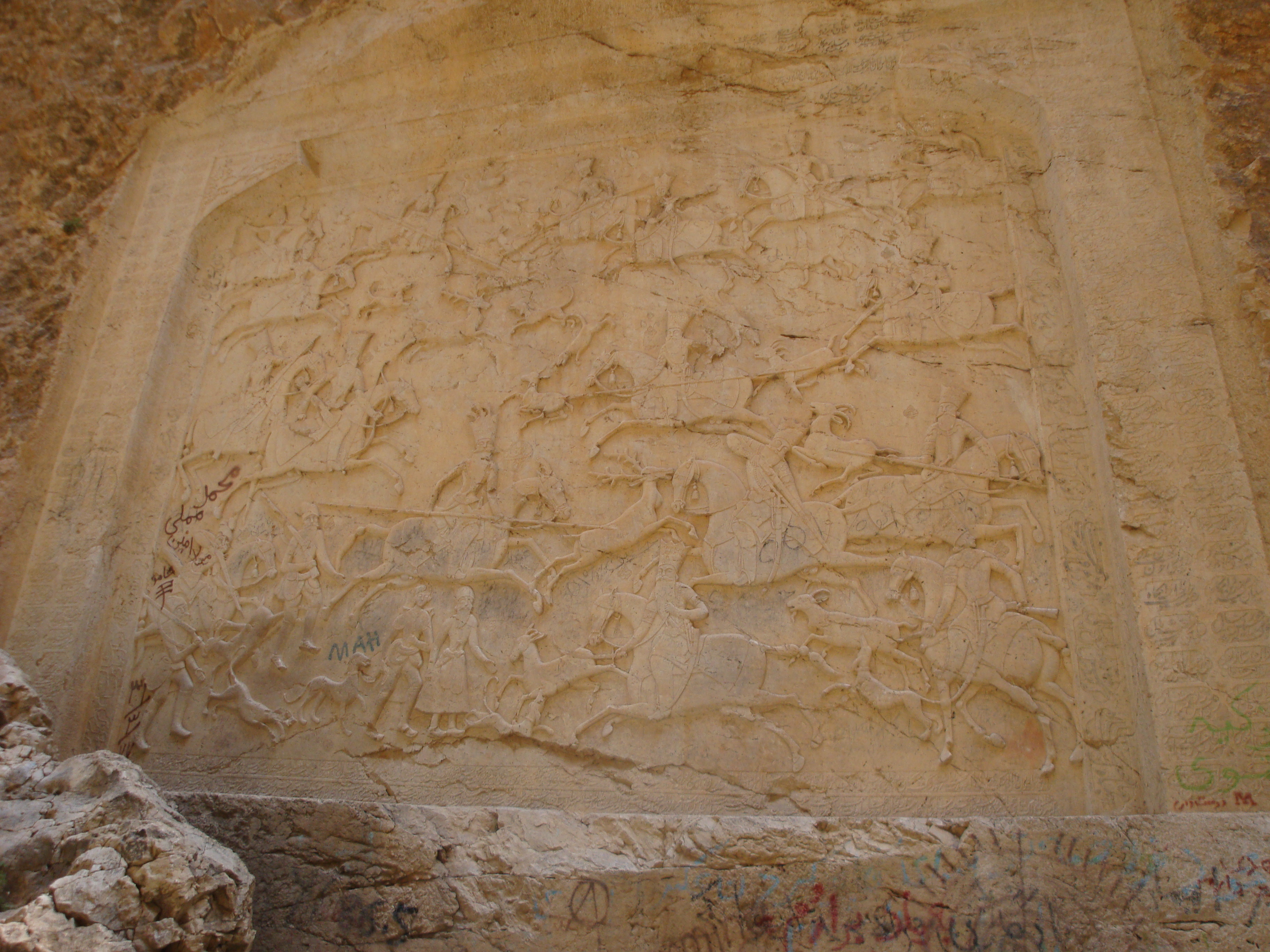
Escena de caça reial a Tangeh Savashi

El catàleg estàndard de relleus perses preislàmics enumera els exemples coneguts (al 1984) de la següent manera: Lullubi #1–4; Elam #5–19; Assiri #20–21; Aquemènida #22–30; Tardà/Post-aquemènida i selèucida #31–35; Part #36–49; Sassànida #50–84; altres #85–88.

### Els parts

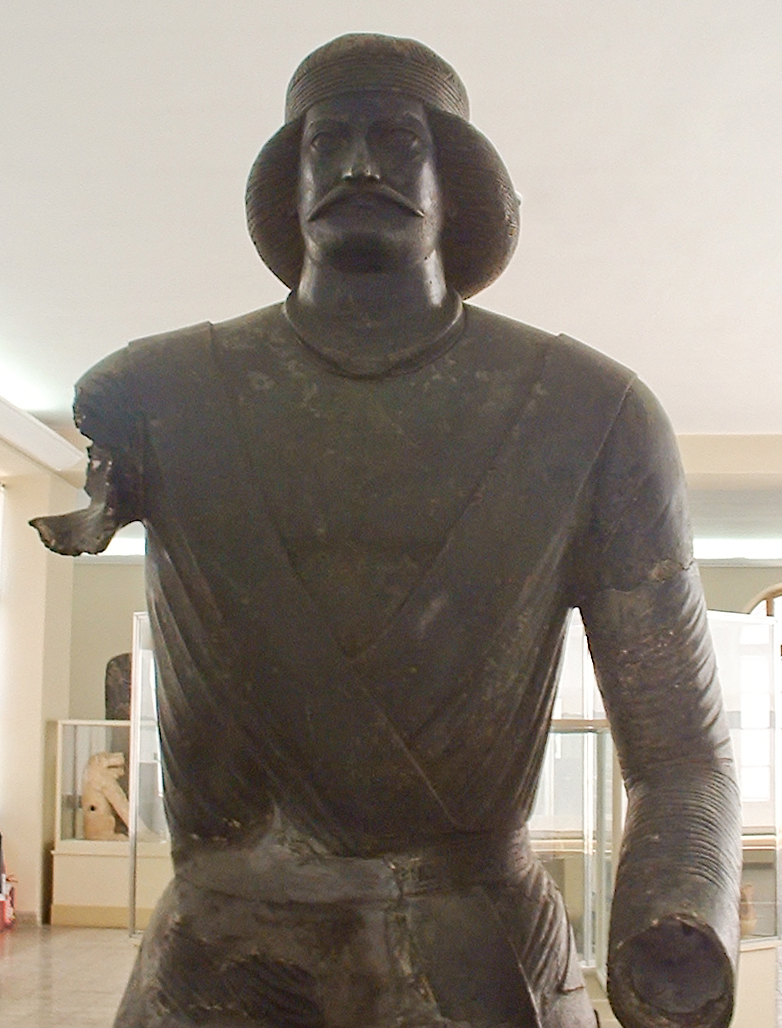
Estàtua de bronze d'un noble part del santuari de Shami, a Elymais

L'art dels parts era una barreja d'estils iranians i hel·lenístics. L'Imperi Part va existir des del 247 aC fins al 224 al que avui és el Gran Iran i diversos territoris fora d'ell. Els llocs parts sovint es passen per alt en les excavacions, i les capes dels parts són difícils de distingir de les que les envolten. Per tant, la situació de la recerca i l'estat del coneixement sobre l'art part és encara molt irregular; la datació és difícil i les restes més importants provenen dels marges de l'imperi, com a Hatra, a l'Iraq modern, que ha produït la major quantitat d'escultura parta excavada fins ara. Fins i tot després del període de la dinastia parta, l'art en el seu estil va continuar durant algun temps als voltants. Fins i tot en les representacions narratives, les figures miren frontalment a l'espectador més que no pas les unes a les altres, una característica que anticipa l'art de l'Antiguitat tardana, l'Europa medieval i l'Imperi Romà d'Orient. Es presta molta atenció als detalls de la roba, que en figures de cos sencer es mostra decorada amb dissenys elaborats, probablement brodats, incloent figures grans.
Les excavacions a Dura Europos al segle xx van proporcionar molts nous descobriments. L'arqueòleg clàssic i director de les excavacions, Michael Rostovtzeff, es va adonar que l'art dels primers segles dC, Palmira, Dura Europos, però també a l'Iran fins a l'Índia budista seguia els mateixos principis. Va anomenar aquest art «art part». El tret més característic de «l'art part» és la frontalitat, que no és una característica especial de l'art iraní o part i va aparèixer per primera vegada a l'art de Palmira. Hi ha dubtes sobre si aquest art es pot anomenar «art part» o si s'ha d'associar a qualsevol àrea regional concreta; no hi ha proves que aquest art es va crear fora de la regió de l'Eufrates mitjà i després portat a Palmira per exemple. Aquest art es considera millor com un desenvolupament local comú a la regió de l'Eufrates mitjà. A dalt es cobreixen relleus en roca parta.
En arquitectura, els patrons en guix eren molt populars, gairebé tots ara perduts. Un cop desenvolupada la tècnica, aquestes cobrien grans superfícies i potser compartien elements del seu disseny amb catifes i altres tèxtils, també ara gairebé totalment perduts. El ríton part va continuar l'estil aquemènida, però els animals del terminal (o pròtom) són més naturalistes, probablement sota influència grega.

### Els sassànides
L'art sassànida es va produir sota l'Imperi Sassànida que va governar entre els segles iii i vii, abans que la conquesta musulmana de Pèrsia es completés cap a l'any 651. L'any 224, l'últim rei part va ser derrotat per Artaxerxes I. La resultant dinastia sassànida duraria quatre-cents anys, governant l'Iran modern, l'Iraq i molts territoris a l'est i al nord de l'Iran modern. De vegades el Llevant, gran part d'Anatòlia i parts d'Egipte i Aràbia estaven sota el seu control. Va començar una nova era a l'Iran i Mesopotàmia, que en molts aspectes es va construir sobre les tradicions aquemènides, inclòs l'art de l'època. No obstant això, també hi va haver altres influències en l'art de l'època que van arribar des de la Xina i el Mediterrani.
L'art supervivent dels sassànides es veu millor en la seva arquitectura, relleus i orfebreria, i hi ha algunes pintures supervivents del que evidentment va ser una producció generalitzada. Probablement, els relleus en pedra estaven molt superats en nombre dels interiors en guix, dels quals només se'n conserven fragments. Les escultures autònomes van perdre la seva popularitat en aquesta època en comparació amb el període sota els parts, però l'estàtua colossal de Sapor I (r. 240–272) és una gran excepció, tallada a partir d'una estalagmita cultivada en una cova; hi ha mencions literàries d'altres estàtues colossals de reis, avui perdudes. Els importants relleus en roca sassànida es cobreixen a dalt, i la tradició part de la decoració d'estuc modelat als edificis va continuar, incloent també grans escenes figuratives.

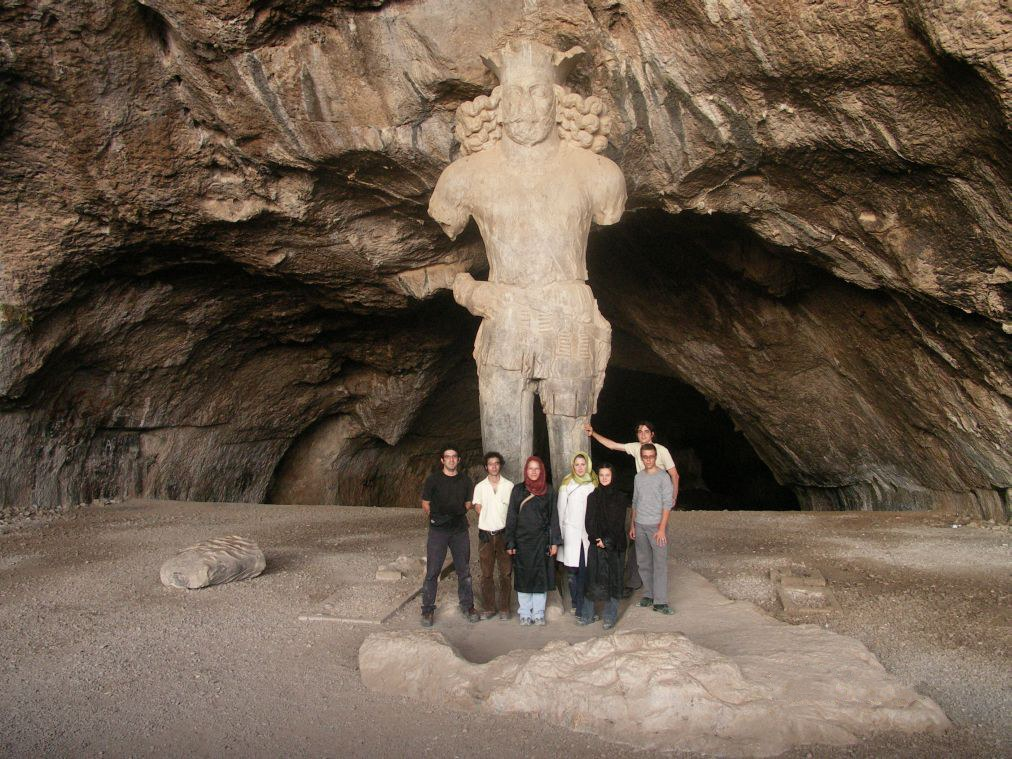
L'estàtua colossal de Sapor I, r. 240-272
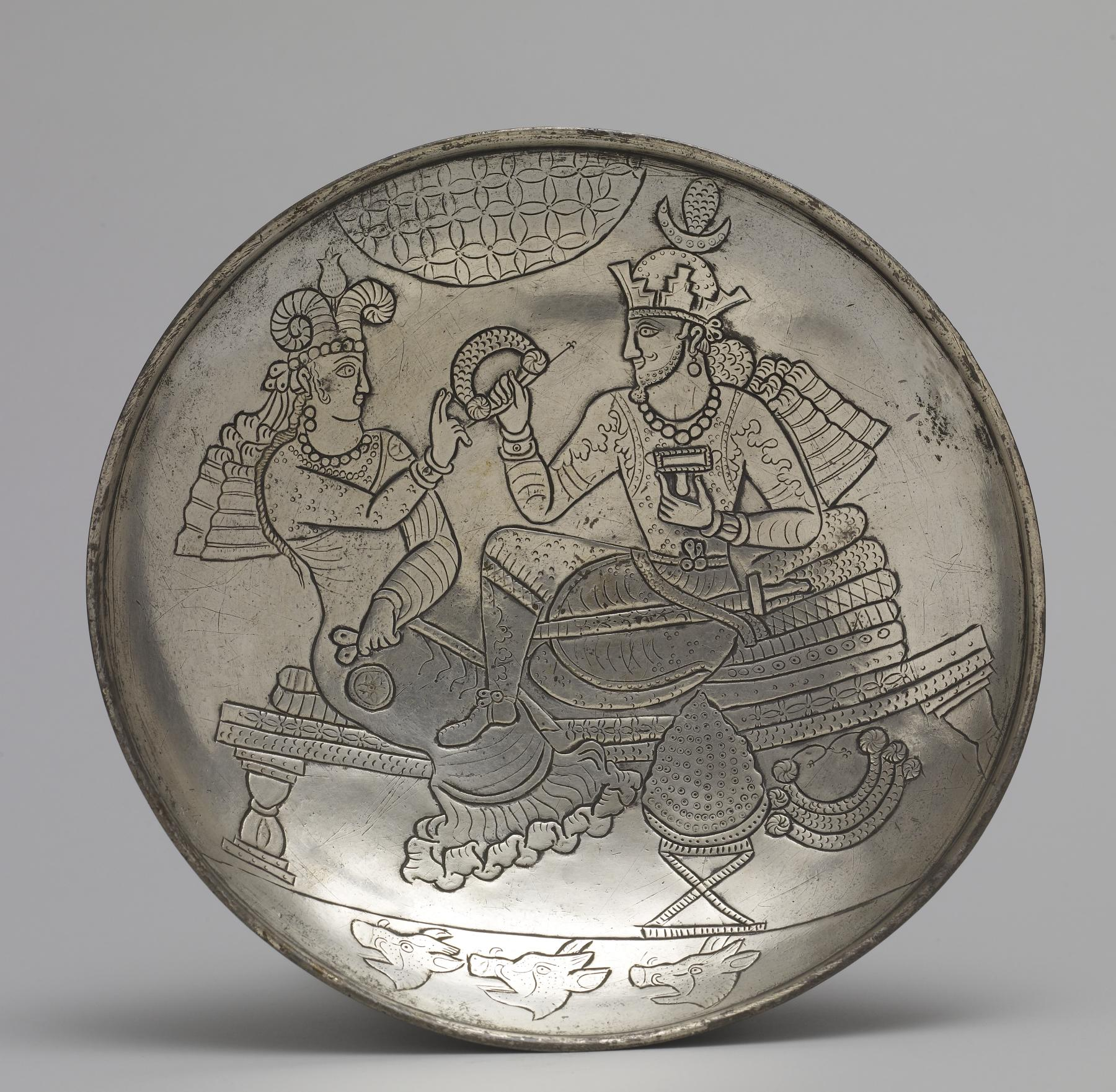
Plat de plata, segle vi
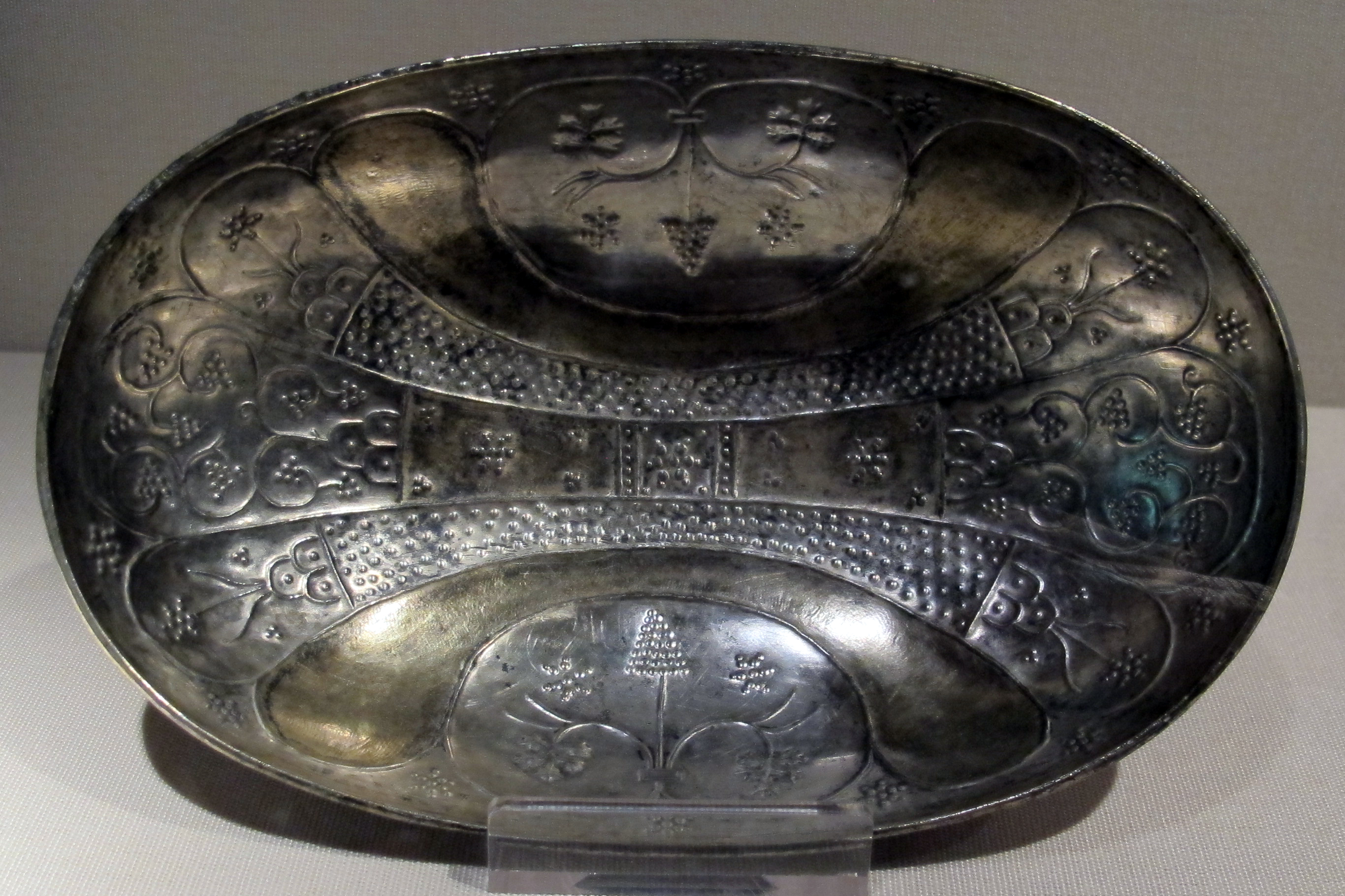
Decoració sassànida a la part inferior d'un vas d'argent, segle vii
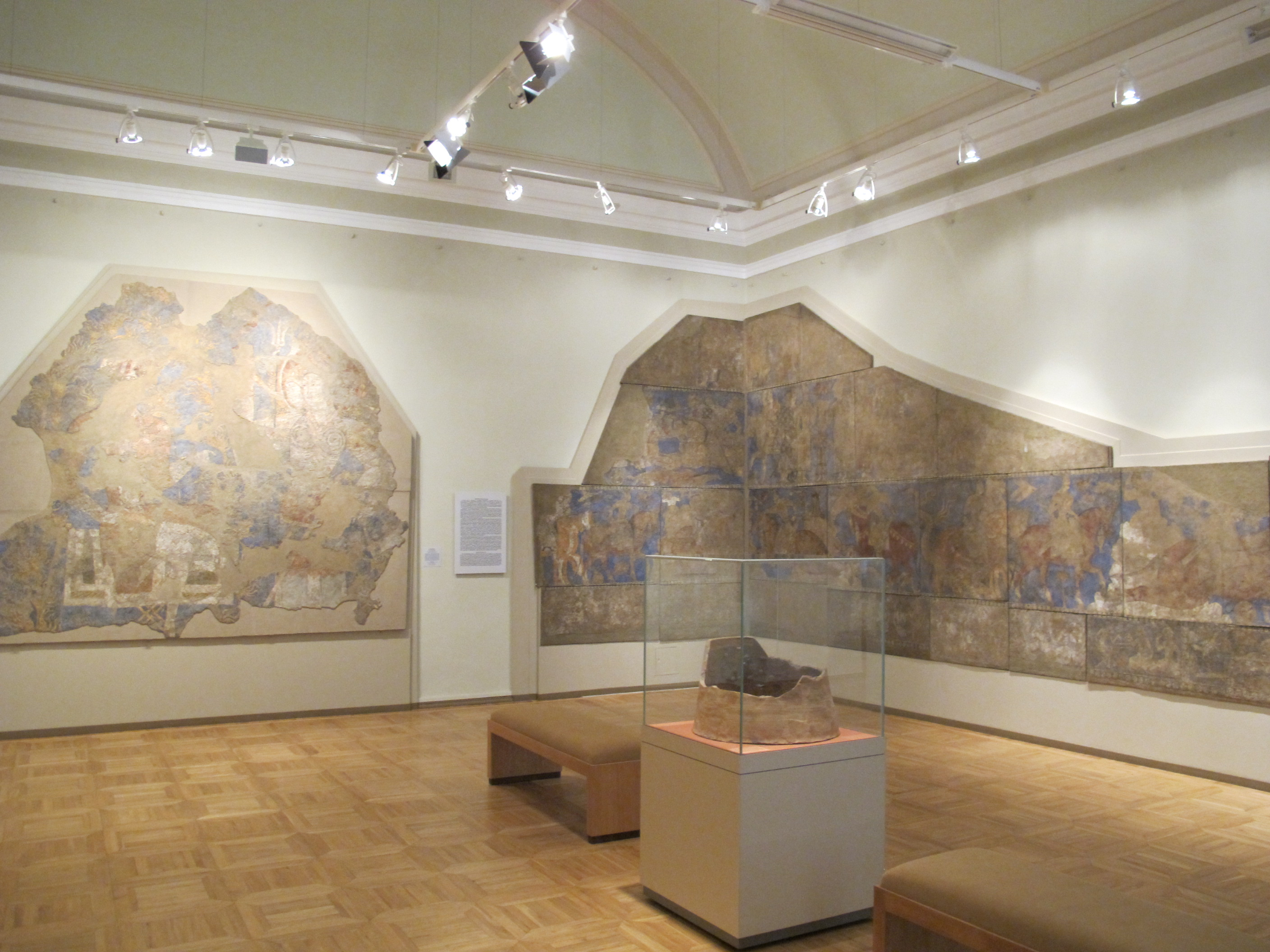
Seccions de pintures murals de Panjakent, c. 740

L'art sassànida supervivent representa escenes cortesanes i cavalleresques, amb una grandiositat d'estil considerable, que reflecteixen la vida fastuosa i l'exhibició de la cort sassànida tal com van registrar els ambaixadors romans d'Orient. Les imatges de governants dominen moltes de les obres supervivents, tot i que cap és tan gran com l'estàtua colossal de Sapor I. Les escenes de caça i de batalla van gaudir d'una popularitat especial, i les ballarines i les animadores amb roba lleugera. Les representacions s'organitzen sovint com un escut, que al seu torn pot haver tingut una forta influència en la producció d'art a Europa i Àsia oriental. Tot i que l'art part preferia la vista frontal, les representacions narratives de l'art sassànida sovint presenten figures que es mostren al perfil o una visió de tres quarts. Les vistes frontals es produeixen amb menys freqüència.
Un dels pocs llocs on les pintures murals van sobreviure en quantitat és Panjakent, al Tadjikistan modern, i l'antiga Sògdia, que amb prou feines, si no, estava sota el control del poder central sassànida. La ciutat vella va ser abandonada en les dècades posteriors a que els musulmans van prendre la ciutat l'any 722 i s'ha excavat àmpliament en els temps moderns. Grans àrees de pintures murals van sobreviure del palau i de les cases privades, que ara es troben majoritàriament al Museu de l'Hermitage o Taixkent. Cobrien habitacions senceres i anaven acompanyades de grans quantitats de relleus en fusta. Els temes són similars a altres arts sassànides, amb reis entronitzats, festes, batalles i dones belles, i hi ha il·lustracions d'èpica perses i índies, així com una complexa barreja de divinitats. Daten majoritàriament dels segles vii i viii.
A Bixapur s'han conservat mosaics de terra d'un estil àmpliament grecoromà, i probablement es van estendre en altres escenaris d'elit, potser fets per artesans del món grec.

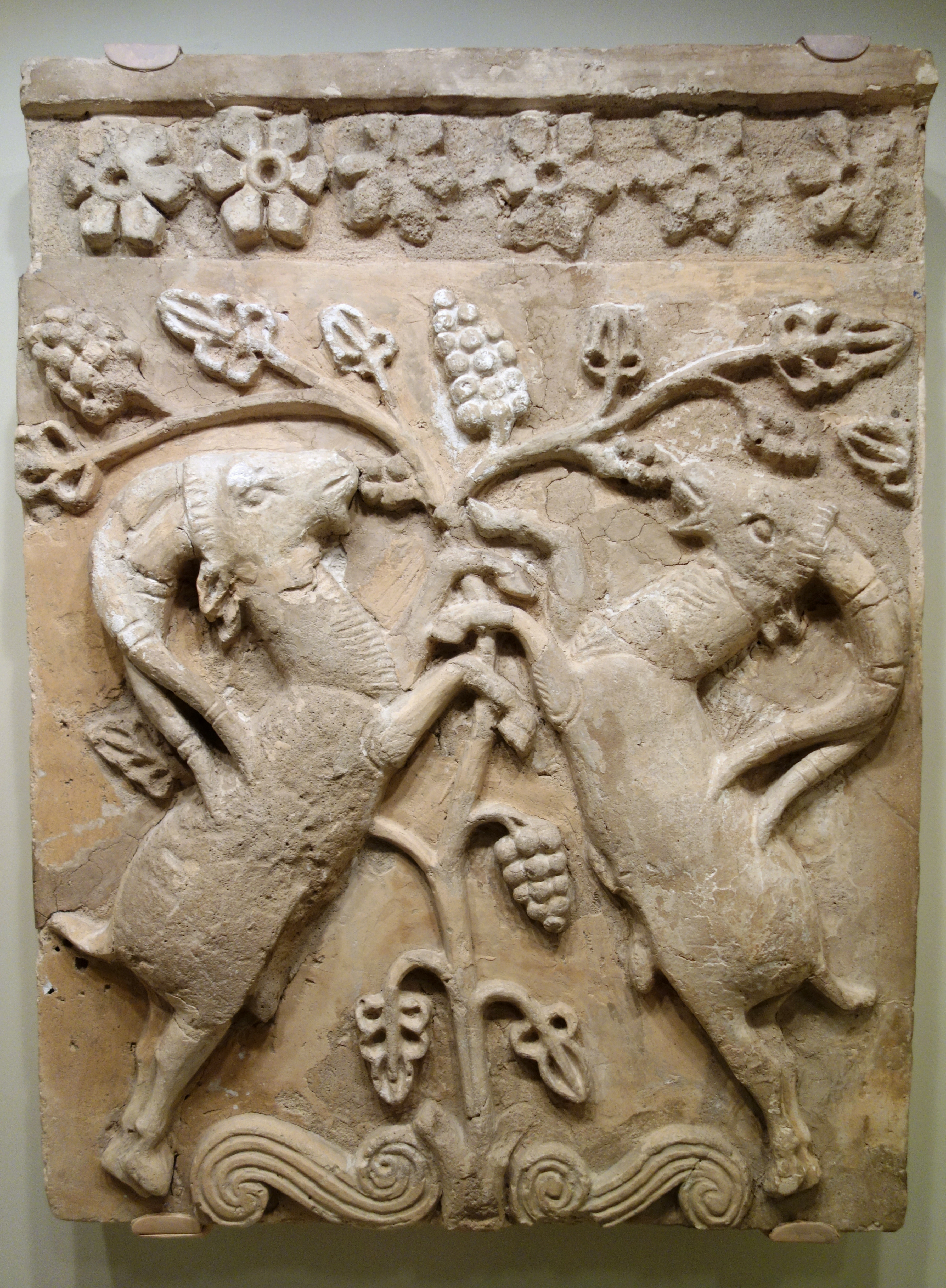
Relleu d'estuc amb íbex enfrontades, segle v o vi, una vegada amb pintura policromada
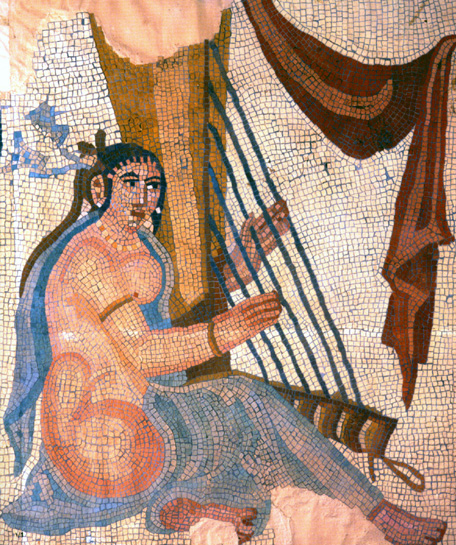
Mosaic de Bishapur d'una música tocant una arpa angular
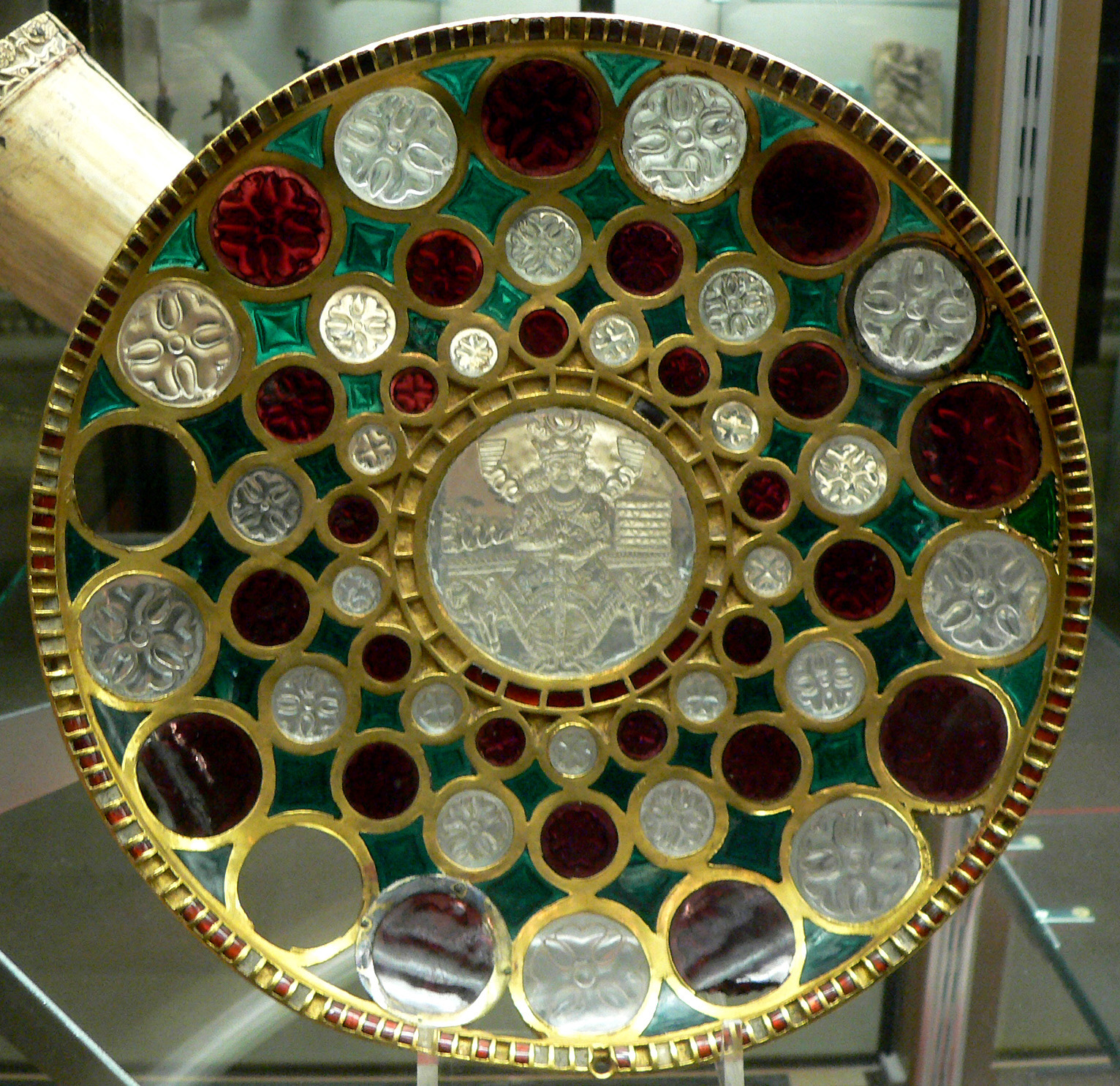
L'anomenada «Coupe de Chosroès», metall i pedra semipreciosa tallada

Han sobreviscut diversos recipients de plata sassànides, especialment plats o bols bastant grans utilitzats per servir menjar. Aquests tenen una decoració gravada o en relleu d'alta qualitat d'un repertori cortesà de reis o herois muntats, i escenes de caça, combat i festes, sovint parcialment daurades. Els gerros, presumiblement per al vi, solen estar decorats amb noies ballarines en relleu. Aquests s'exportaven a la Xina, i també cap a l'oest.
El vidre sassànida va continuar i va desenvolupar la tecnologia del vidre romà. En formes més senzilles sembla haver estat disponible per a una àmplia gamma de la població, i va ser una exportació de luxe popular a l'Imperi Romà d'Orient i la Xina, fins i tot apareixent en enterraments d'elit de l'època al Japó. Tècnicament, es tracta d'una producció de vidre de sílice-calcari caracteritzada per uns recipients gruixuts de vidre bufat relativament sobris en la decoració, evitant els colors llisos a favor de la transparència i amb recipients treballats d'una sola peça sense esmenes massa elaborades. Així, la decoració acostuma a estar formada per motius sòlids i visuals del motlle (relleus), amb facetes nervades i tallades profundament, tot i que es van practicar altres tècniques com els motius en relleu i aplicats. La ceràmica sassànida no sembla haver estat utilitzada per les elits, i és majoritàriament utilitària.

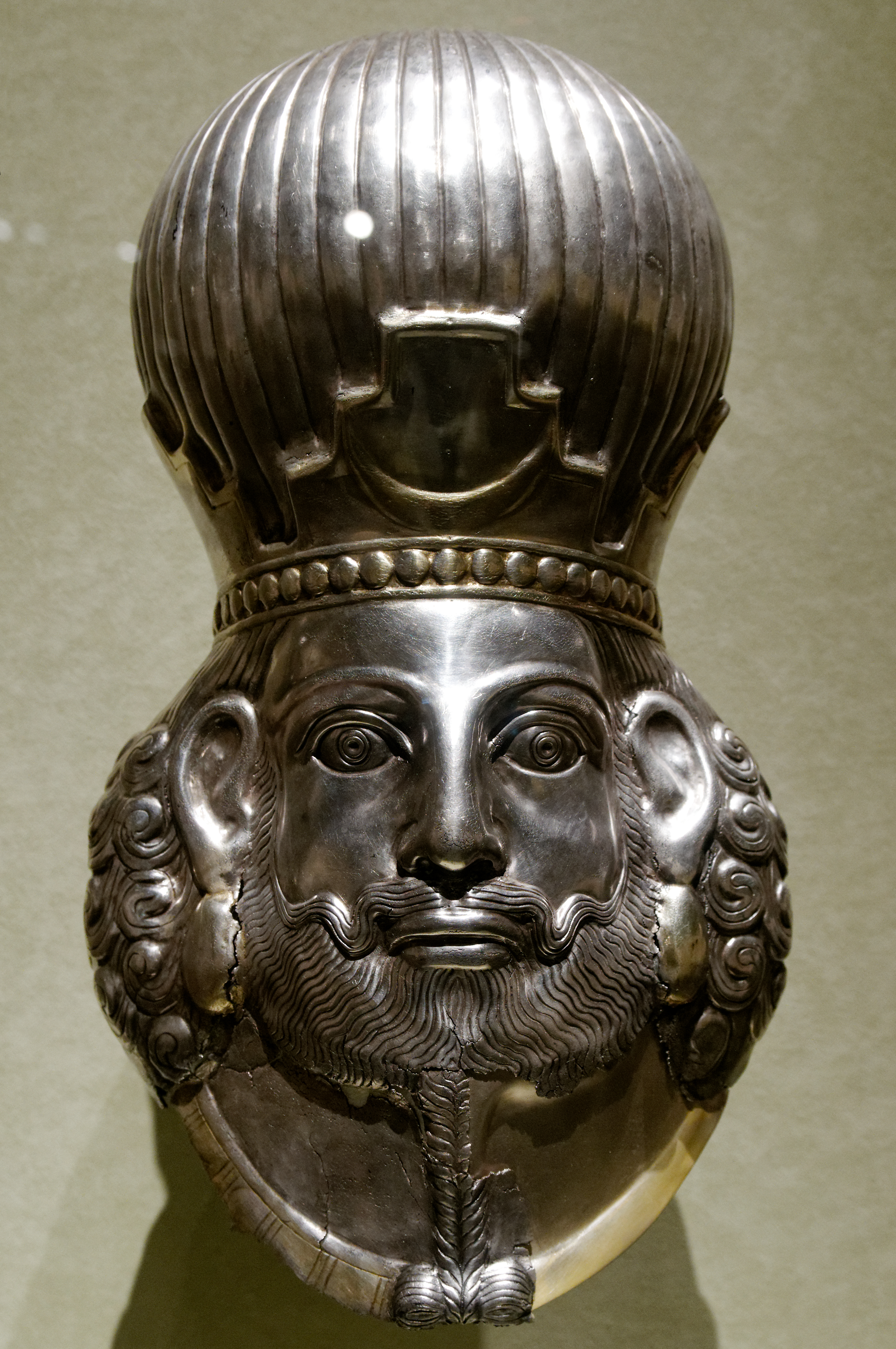
Cap d'un rei d'argent daurat, segle iv
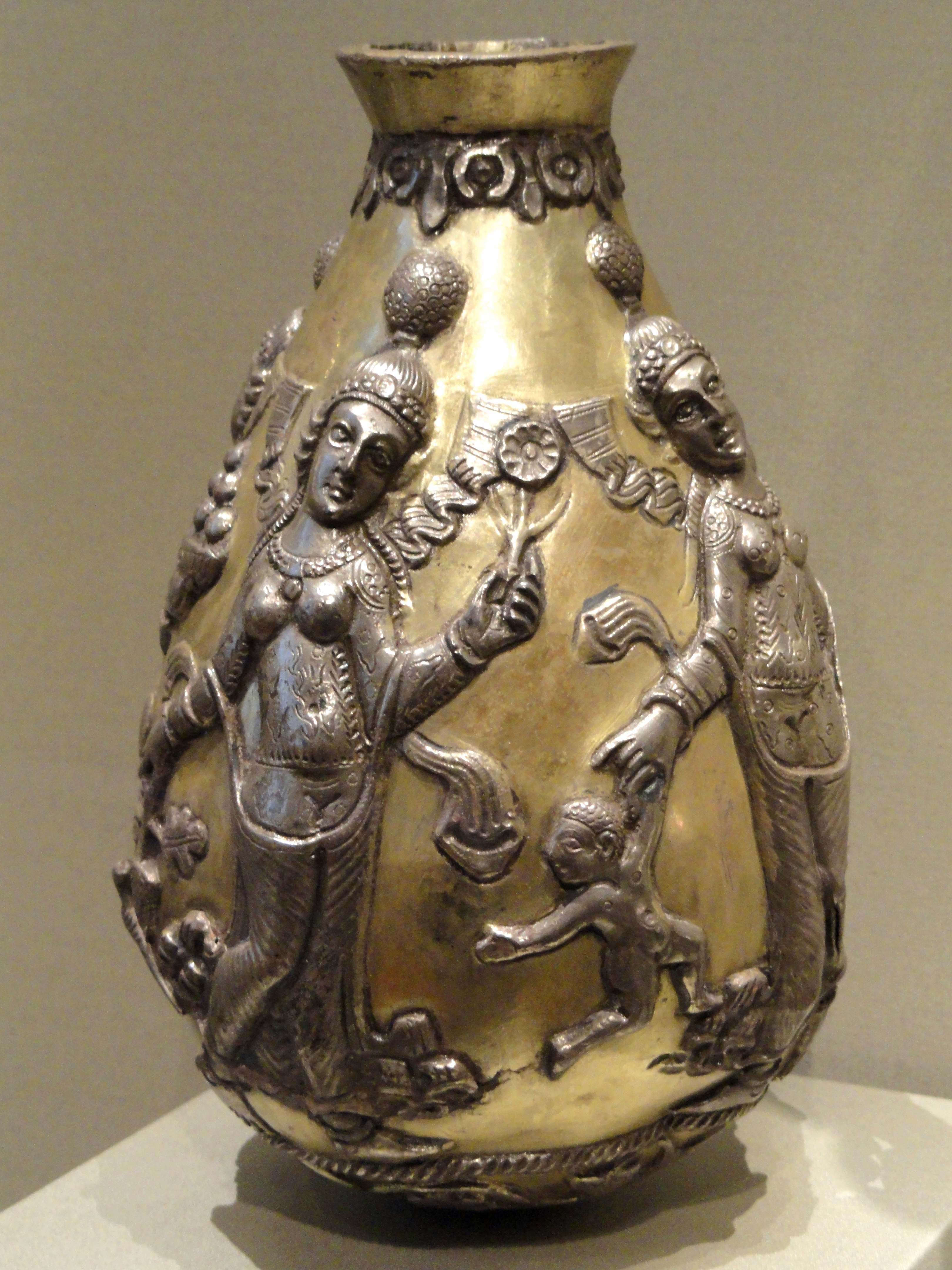
Gerro amb ballarines, c. 300-500
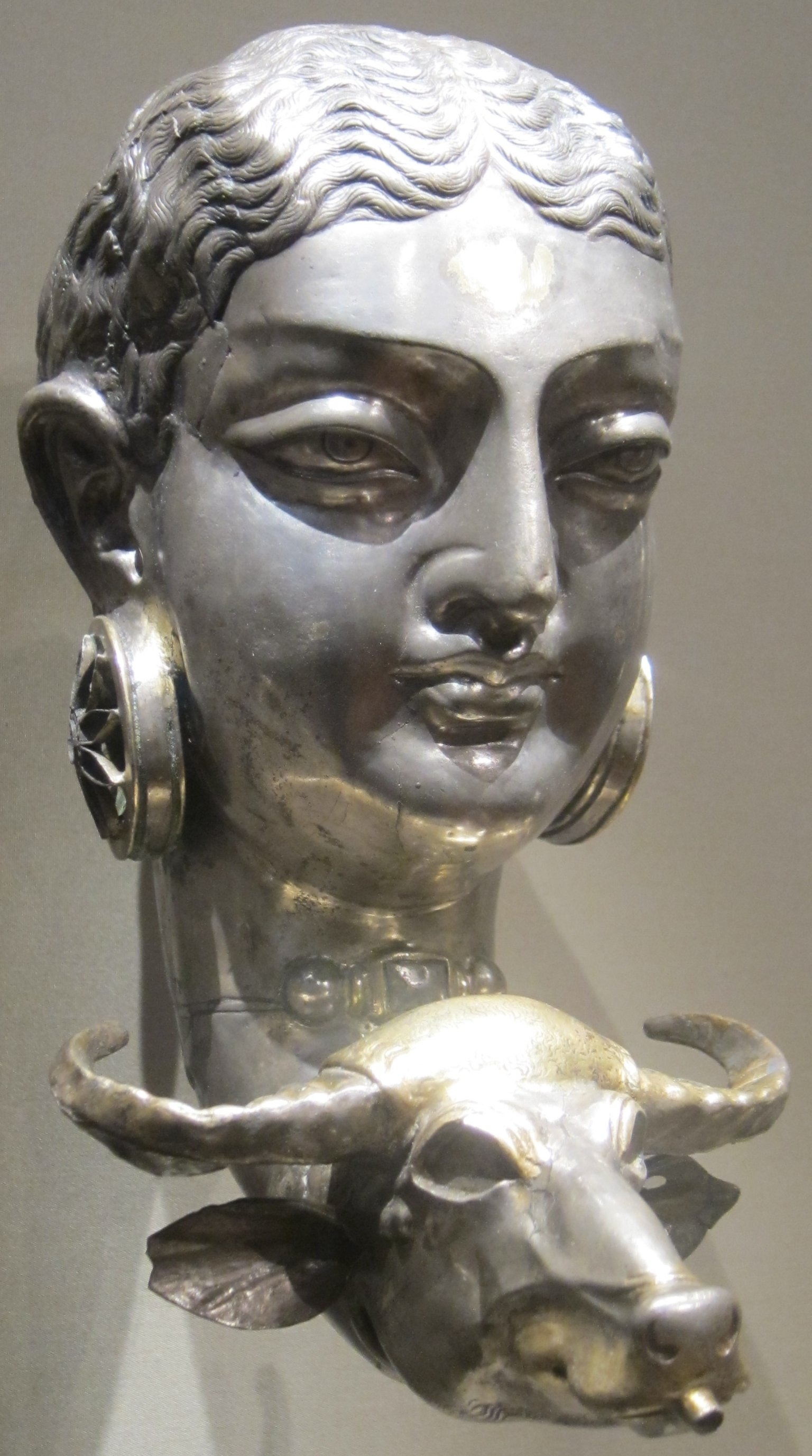
Ríton d'argent amb forma de cap de dona i búfal d'aigua, c. 600-700
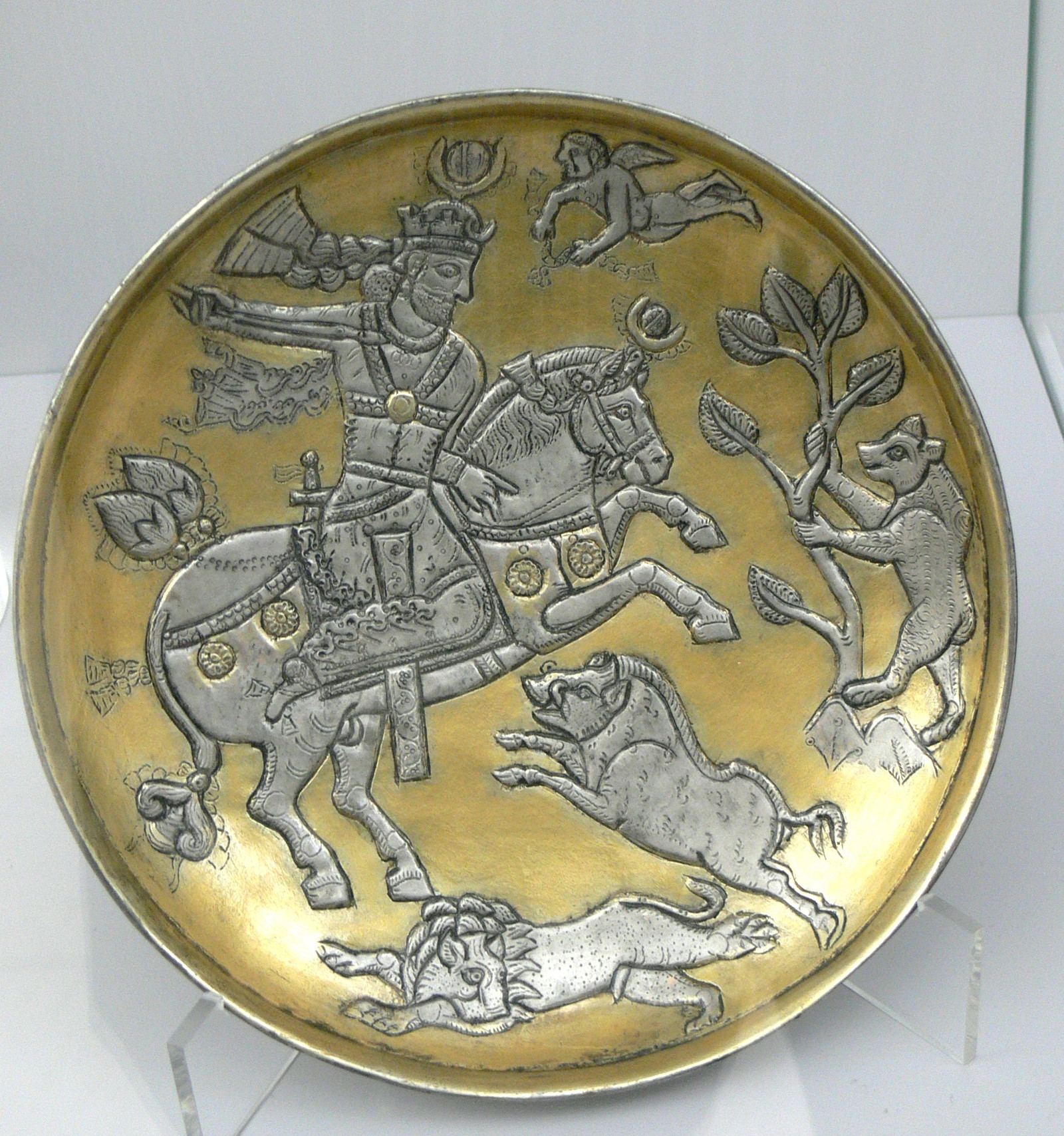
Plat d'argent parcialment daurat amb el tema preferit de la caça del rei, segle vii

Evidentment, les catifes podrien assolir un alt nivell de sofisticació, tal com mostren els elogis prodigats a la catifa reial Baharestan perduda pels conqueridors musulmans. Però els únics fragments supervivents que podrien originar-se de la Pèrsia sassànida són produccions més humils, probablement fetes per tribus nòmades. Els teixidors sassànides eren famosos, i n'han sobreviscut fragments, la majoria amb dissenys basats en animals en compartiments, en un estil durador.

### Els sogdians
L'art sogdià fa referència a l'art, l'arquitectura i les formes d'art produïdes pels sogdians, un poble iranià que vivia majoritàriament a Sògdia, però que també tenia una gran diàspora estesa per Àsia, especialment a la Xina, on el seu art era molt apreciat i va influir en els xinesos. Aquesta influència sobre els xinesos va anar des de la metal·lúrgia fins a la música. Avui, els sogdians són més coneguts per les seves pintures, però també tenien una escultura i una arquitectura distintives. Els sogdians eren especialment talentosos en el treball del metall, i el seu treball en aquest camp va inspirar els xinesos, que estaven entre els seus mecenes juntament amb els turcs. La metal·lúrgia sogdiana es pot confondre amb la metal·lúrgia sassànida, i els dos encara són confoses per alguns estudiosos avui dia. Tanmateix, es diferencien en tècnica i forma, així com en iconografia. Gràcies al treball de l'arqueòleg Boris Marshak, s'han establert diverses característiques de la metal·lúrgia sogdiana; pel que fa als vaixells sassànides, les produccions sogdianes són menys massives, la seva forma difereix de la sassànida, així com les tècniques emprades en la seva producció. A més, els dissenys de les produccions de Sòdgia són més dinàmics.

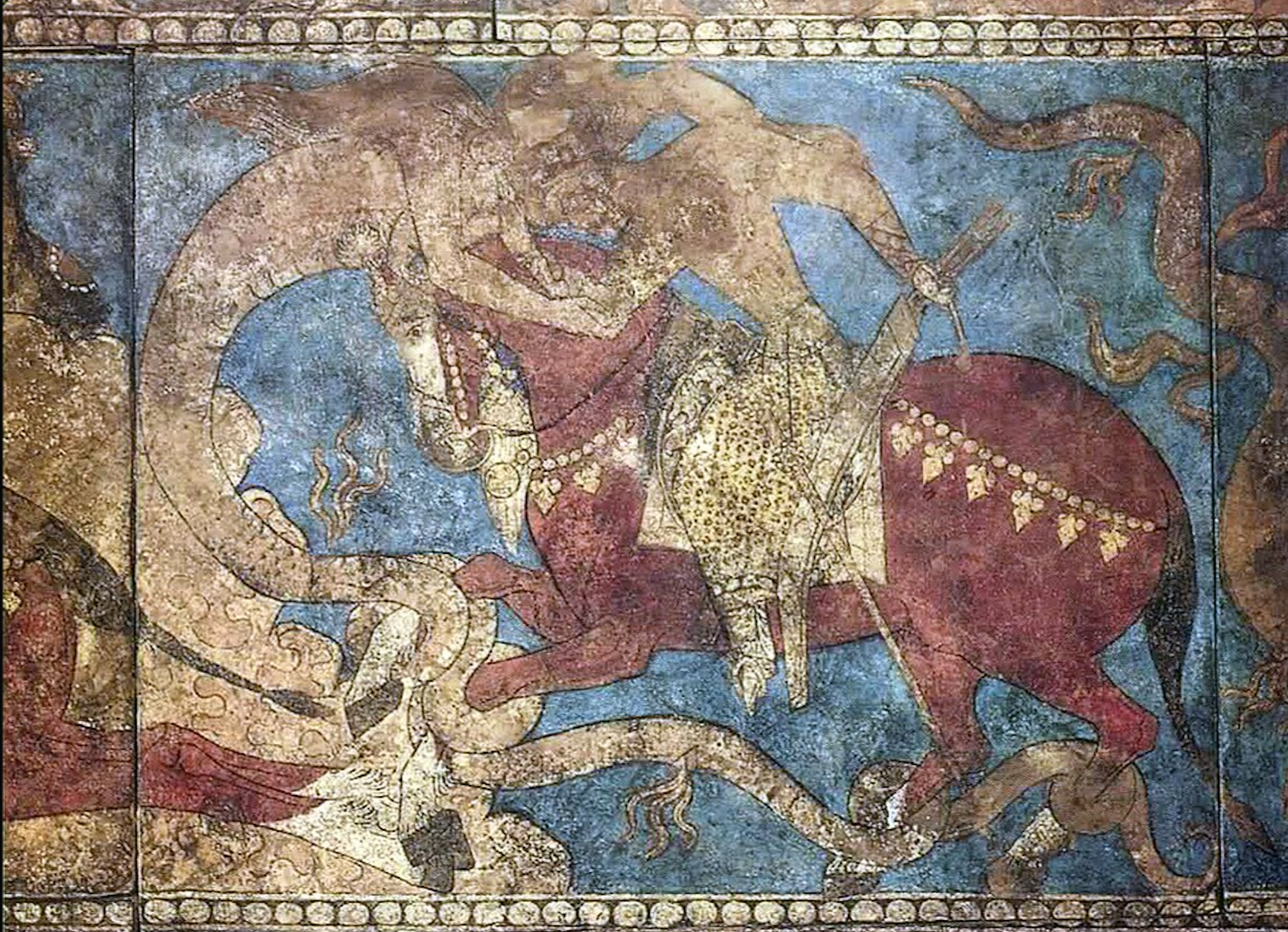
Detall dels murals de Penjikent, segles vi-viii
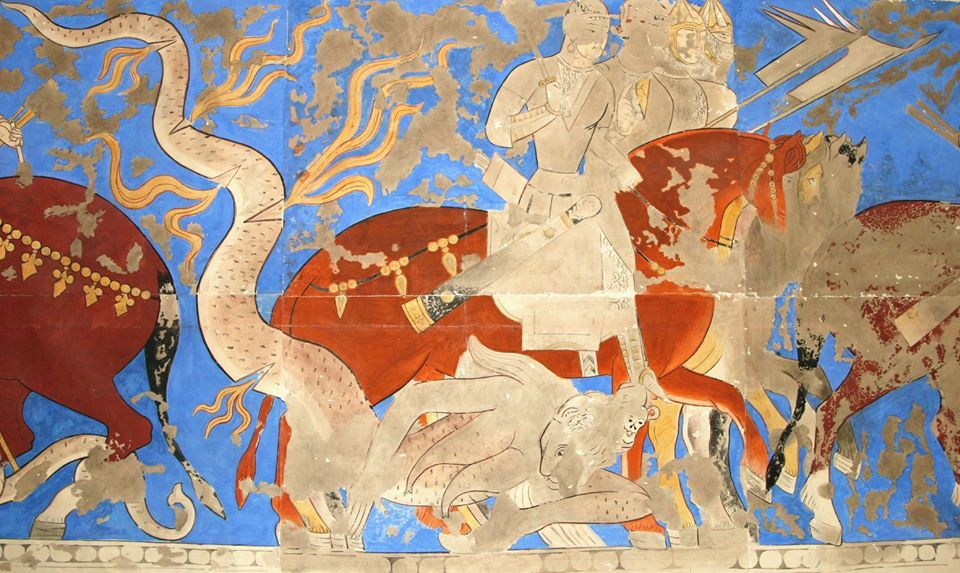
Detall dels murals de Penjikent, segles v-viii
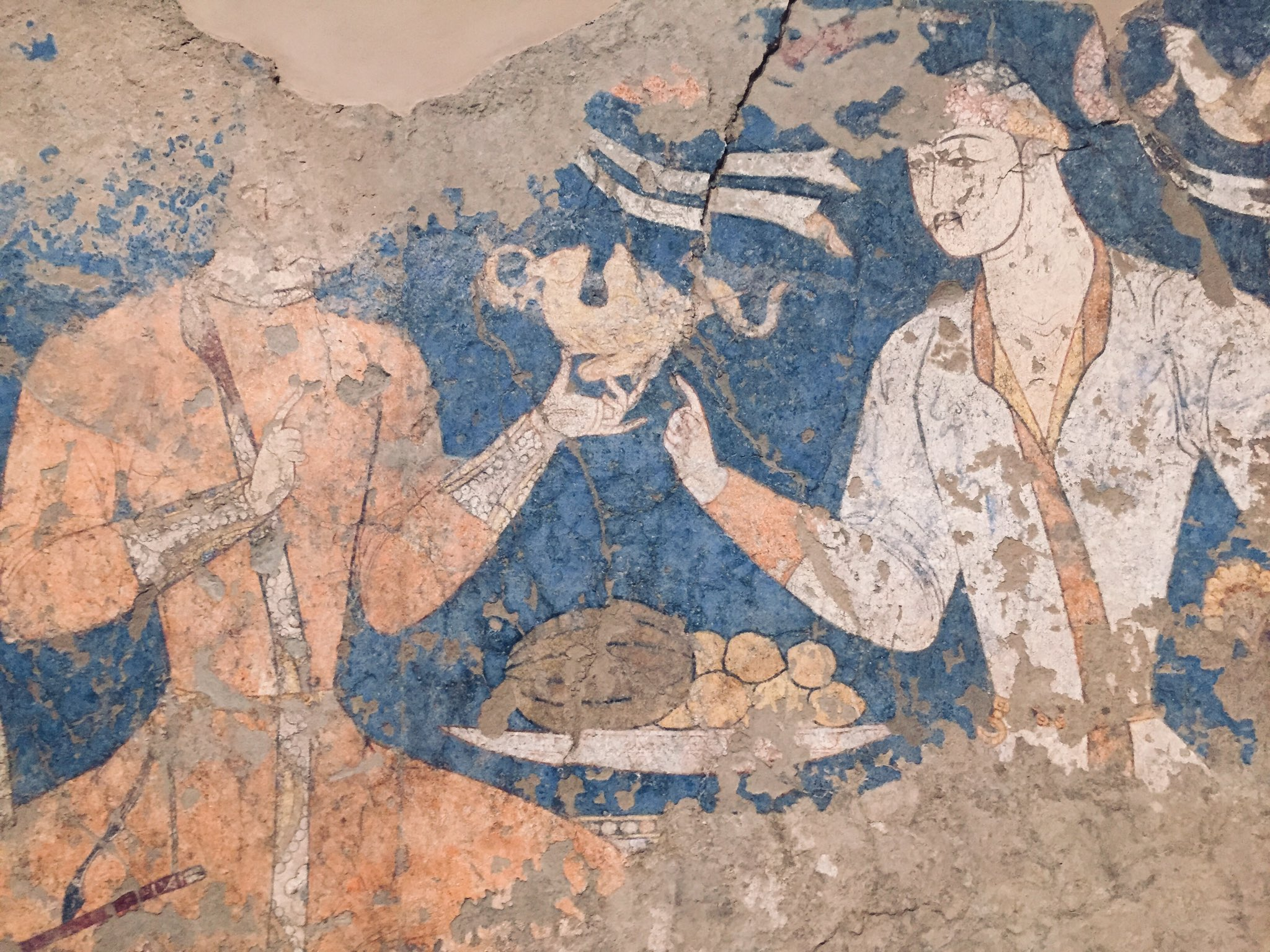
Banquet sogdià. Murals de Penjikent, segles v-viii

Els sogdians vivien en habitatges arquitectònicament complexes que s'assemblaven als seus temples. Aquests llocs estaven decorats amb pintures remarcables, un art en el qual van destacar els sogdians. De fet, preferien produir pintures i talles de fusta per decorar les seves pròpies cases. Les pintures murals sogdianes són brillants, vigoroses i d'una bellesa notable, però també parlen de la vida sogdiana. Reprodueixen, per exemple, les disfresses del dia, l'equip de joc i l'arnès. També representen històries i èpiques basades en temes iranians, del Pròxim Orient (maniqueus, nestoriàs) i indis. L'art religiós sogdià reflecteix les afiliacions religioses dels sogdians, i aquest coneixement es deriva principalment de pintures i ossaris. A través d'aquests artefactes, és possible «experimentar la vitalitat de la vida i la imaginació de Sòdgia».
Com que els artistes i mecenes sogdians estaven molt atents a la vida social, mostrant-la a les seves obres, els banquets, la caça i l'entreteniment són recurrents en les seves representacions. Els sogdians eren contacontes; els encantava explicar històries. Així, les seves pintures són de naturalesa narrativa.

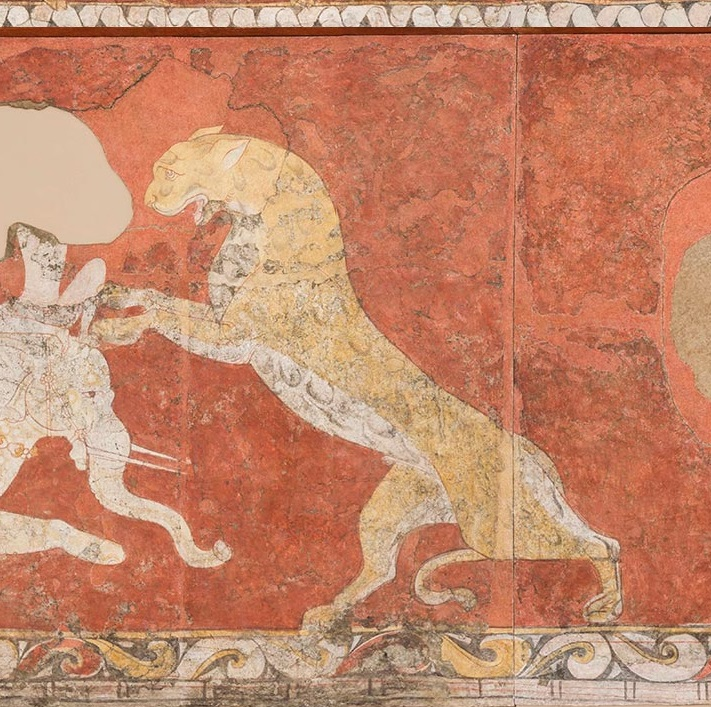
Detall dels murals pintats de Varakhsha, a l'oasi de Bukhara a Sògdia. La pintura es troba en una de les sales principals del Palau Varakhsha, el «Saló Vermell». Finals del segle vii o principis del viii
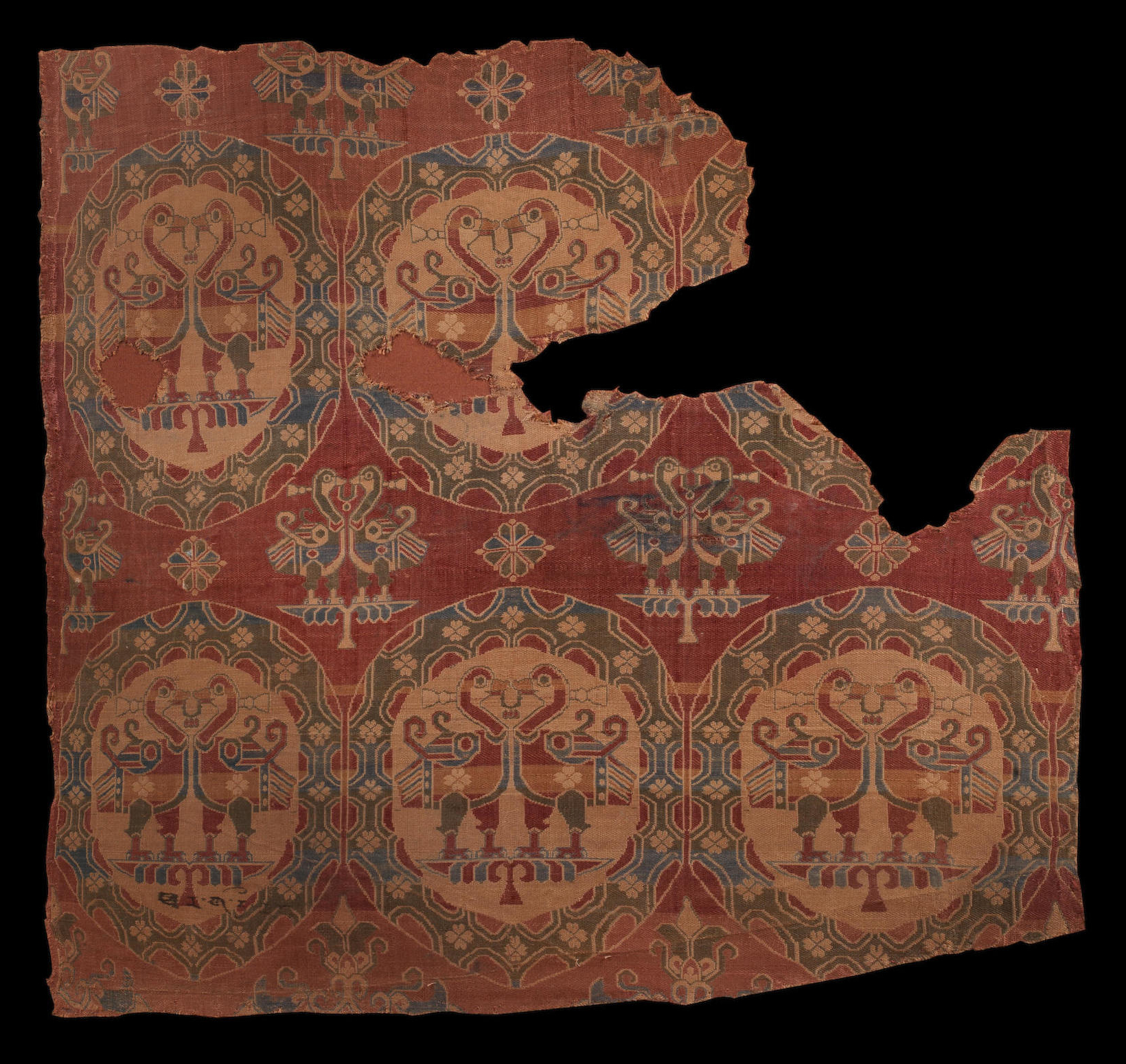
Seda sogdiana, segle vii

Els sogdians van intentar retratar tant el món sobrenatural com el natural. Aquest desig «es va estendre a retratar el seu propi món». No obstant això, no «representaven les seves activitats mercantils, una font important de la seva riquesa, sinó que van optar per mostrar-ne el gaudi, com les escenes de banquets a Panjakent. En aquestes pintures veiem com es veien els sogdians».
Moltes pintures sogdianes van ser destruïdes durant les diverses invasions que van patir a la seva terra. De les obres que van sobreviure, algunes de les més conegudes són els murals d'Afrasiab i els murals de Penjikent.

## Període islàmic primerenc

### Abans de la conquesta mongola
Pèrsia va aconseguir conservar la seva identitat cultural després de la conquesta musulmana de Pèrsia, que es va completar l'any 654, i els conqueridors àrabs van abandonar aviat els intents d'imposar la llengua àrab a la població, tot i que es va convertir en la llengua utilitzada pels estudiosos. Els pobles turcs es van fer cada cop més importants al Gran Iran, especialment a les parts orientals, donant lloc a una tradició cultural turcopersa. L'estructura política era complexa, amb el poder efectiu sovint exercit pels governants locals.
Nixapur, durant l'edat d'or islàmica (especialment els segles ix i x), va ser un dels grans centres de ceràmica i arts relacionades. La majoria dels artefactes ceràmics descoberts a Nixapur es conserven al Metropolitan Museum of Art de la ciutat de Nova York i als museus de Teheran i Mashad. La ceràmica produïda a Nixapur mostrava vincles amb l'art sassànida i l'art de l'Àsia central.

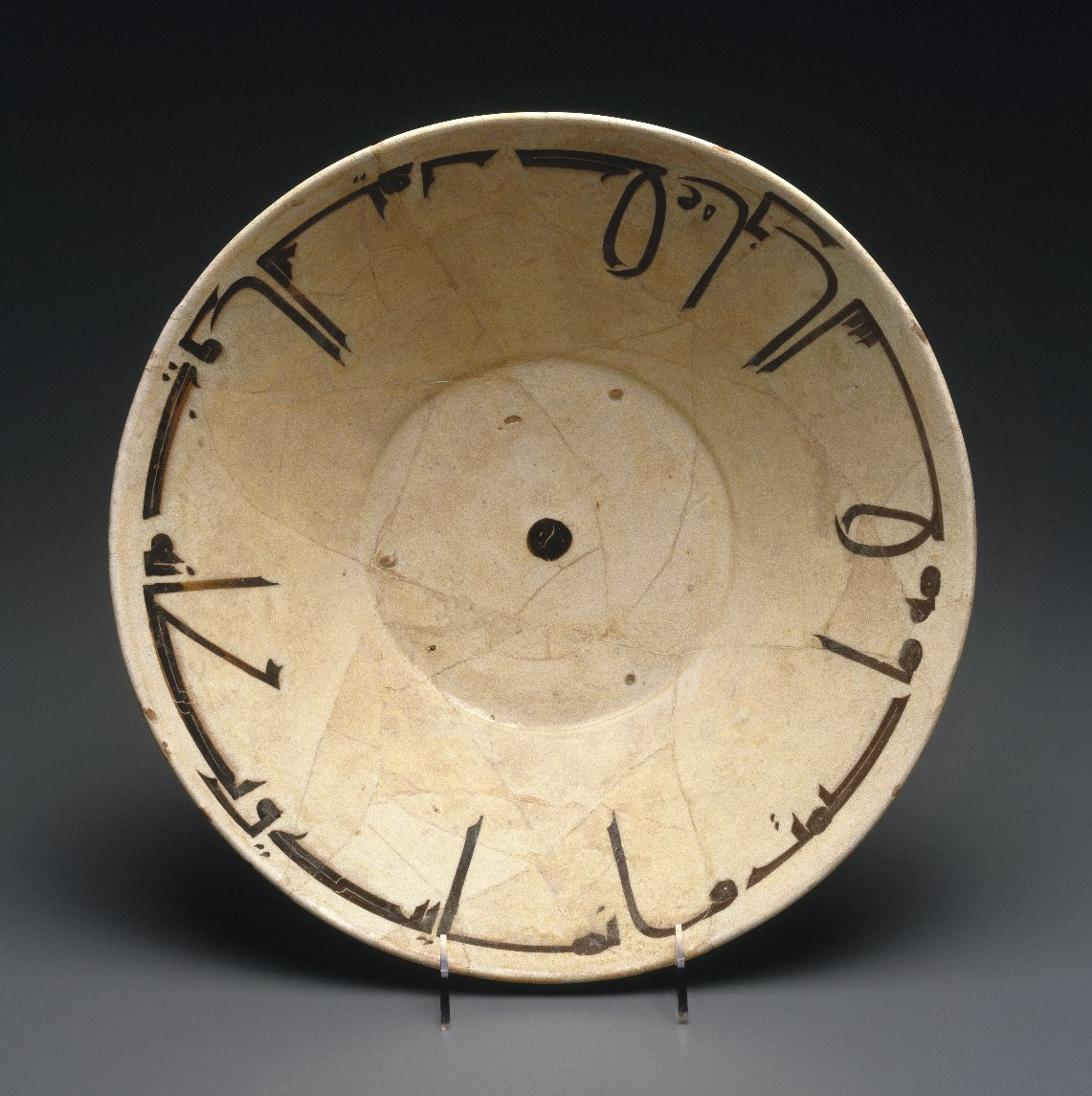
Bol amb inscripció cúfica, segle x. 35,2 cm de diàmetre
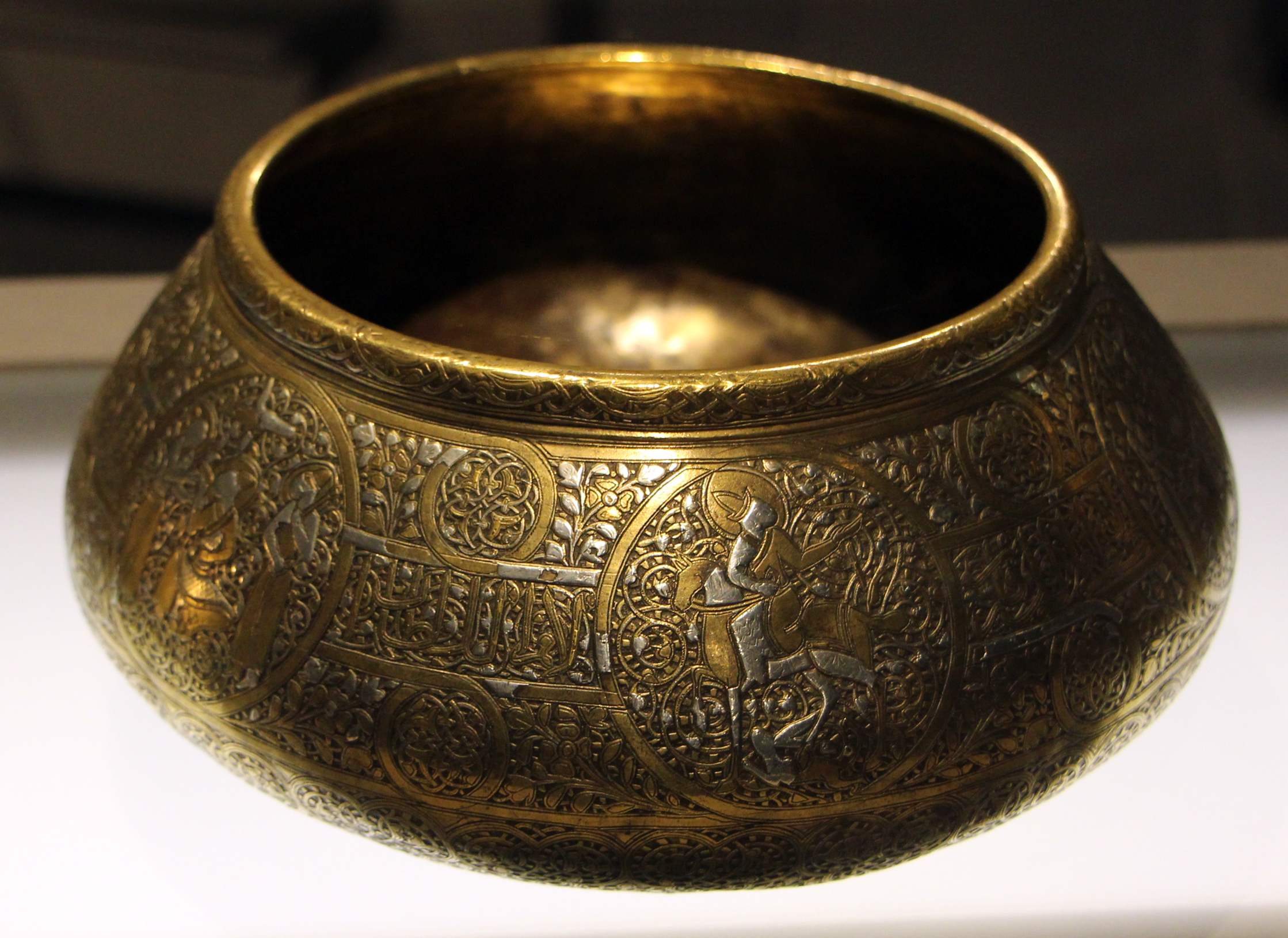
Conca, coure amb or i plata, c. 1350-1400, Fars
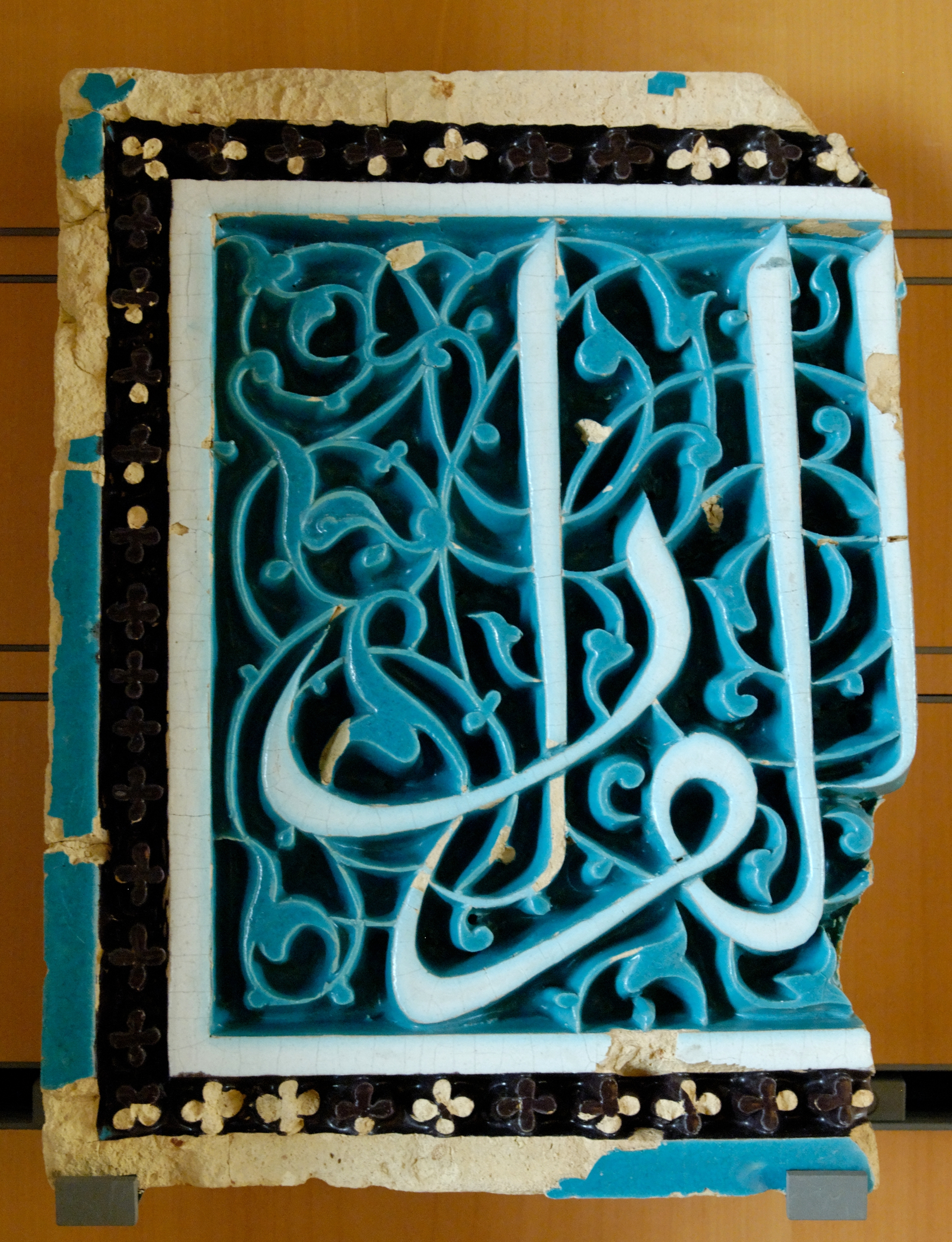
Part d'un plafó de ceràmica del segle xv de Samarcanda amb fons arabesc a una inscripció

La decoració arquitectònica islàmica geomètrica d'estuc, rajoles, maó, fusta tallada i pedra esdevingué elaborada i refinada, i juntament amb els tèxtils usats pels rics era probablement el principal tipus d'art que podia veure tota la població, amb altres tipus restringits essencialment a l'àmbit privat dels rics. Les catifes estan registrades en diversos relats de la vida en aquell moment, però no en queda cap; potser eren principalment un art popular rural en aquesta època. Es produïen peces metàl·liques molt decorades en aliatges de coure (llautó o bronze), aparentment per a un mercat urbà sofisticat. Sembla que existien equivalents d'or i plata, però s'han reciclat majoritàriament pels seus materials preciosos; les poques supervivències es van comerciar majoritàriament al nord per pells i després van ser enterrades com a objectes funeraris a Sibèria. La iconografia sassànida d'herois muntats, escenes de caça i governants asseguts amb assistents es va mantenir popular en la ceràmica i l'orfebreria, ara sovint envoltada d'una elaborada decoració geomètrica i cal·ligràfica. Els rics teixits de seda que eren una important exportació de Pèrsia també van continuar utilitzant les figures animals, i de vegades humanes, dels seus predecessors sassànides.
El període samànida va veure la creació de la ceràmica epigràfica. Aquestes peces eren típicament recipients de terrissa amb lletres negres en escriptura cúfica pintades sobre una base de lliscament blanc. Aquests recipients normalment estarien inscrits amb benediccions o proverbis i s'utilitzaven per servir menjar. Samarcanda i Nixapur eren centres de producció d'aquest tipus de ceràmica.
Els seljúcides, nòmades d'origen turc de l'actual Mongòlia, van aparèixer a l'escenari de la història islàmica a finals del segle x. Es van apoderar de Bagdad el 1048, abans de desaparèixer el 1194 a l'Iran, encara que la producció d'obres «seljúcides» va continuar fins a finals del segle xii i principis del xiii sota els auspicis de sobirans i mecenes més petits i independents. Durant el seu temps, el centre de la cultura, la política i la producció artística es va traslladar de Damasc i Bagdad cap a Merv, Nixapur, Rayy i Esfahan, tots a l'Iran. Els centres dels palaus seljúcides sovint presentaven figures d'estuc seljúcides.
El mecenatge popular es va expandir a causa d'una economia creixent i de la nova riquesa urbana. Les inscripcions en arquitectura tendeixen a centrar-se més en els mecenes de la peça. Per exemple, els sultans, visirs o funcionaris de rang inferior rebien sovint esment a les inscripcions de les mesquites. Mentrestant, el creixement de la producció massiva i la venda d'art va fer que fos més habitual i accessible per als comerciants i professionals. A causa de l'augment de la producció, moltes relíquies han sobreviscut de l'era seljúcida i es poden datar fàcilment. En canvi, la datació d'obres anteriors és més ambigua. Per tant, és fàcil confondre l'art seljúcida com a nous desenvolupaments en lloc d'herència de fonts clàssiques iranianes i turques.
Les innovacions en ceràmica d'aquest període inclouen la producció de ceràmica mina'i, pintada amb esmalts amb figures sobre fons blanc. Aquesta és la ceràmica més antiga que s'utilitza la pintura esmaltada, que només va començar a la Xina una mica més tard i a Europa al segle xviii. Aquest i altres tipus de ceràmica fina utilitzen ceràmica vítrea, una pasta a base de silici en lloc d'argila. Els treballadors del metall van destacar els seus complexos dissenys martellejats amb incrustacions de metalls preciosos. Al llarg de l'època seljúcida, des de l'Iran fins a l'Iraq, es pot veure una unificació de la pintura de llibres. Aquestes pintures tenen figures animals que transmeten un fort significat simbòlic de fidelitat, traïció i coratge.
Els perses van adoptar gradualment les escriptures àrabs després de la conquesta, i la cal·ligrafia persa es va convertir en un mitjà artístic important, sovint utilitzat com a part de la decoració d'altres obres en la majoria dels mitjans.

### Els il-kànides
Durant el segle xiii, els mongols sota el lideratge de Gengis Khan van escombrar el món islàmic. Després de la seva mort, el seu imperi es va dividir entre els seus fills, formant moltes dinasties: els Yuan a la Xina, els il-kànides a l'Iran i l'Horda d'Or al nord de l'Iran i al sud de Rússia, aquests dos últims es van convertir a l'islam en poques dècades.
Una rica civilització es va desenvolupar sota aquests «petits kanats», que originàriament estaven subordinats a l'emperador Yuan, però ràpidament es van independitzar. L'activitat arquitectònica es va intensificar a mesura que els mongols es van tornar sedentaris, i van conservar rastres dels seus orígens nòmades, com l'orientació nord-sud dels edificis. Paral·lelament es va produir un procés «d'iranització», i es va reprendre la construcció segons tipus establerts prèviament, com les mesquites del «pla iranià». L'art del llibre persa també va néixer sota aquesta dinastia, i va ser encoratjat pel mecenatge aristocràtic de grans manuscrits com el Jami at-Tawàrikh compilat per Raixid-ad-Din, i el Demotte Xahnamé o Gran mongol Xahnamé, probablement encarregat pel seu fill. Van aparèixer noves tècniques en ceràmica, com la lajvardina (una variació de pisa daurada), i la influència xinesa és perceptible en totes les arts.

### Els timúrides
Durant el regnat dels timúrides, va començar l'època daurada de la pintura persa, i la influència xinesa va continuar, ja que els artistes timúrides van perfeccionar l'art persa del llibre, que combina paper, cal·ligrafia, il·luminació, il·lustració i enquadernació en un conjunt brillant i colorit. Des del principi es va utilitzar paper, en lloc de pergamí com a Europa. Va ser l'ètnia mongola dels kanats de Txagatai i Timurid la que és la font de la representació estilística de la figura humana en l'art persa durant l'Edat Mitjana. Aquests mateixos mongols es van casar amb els perses i els turcs de l'Àsia central, fins i tot adoptant la seva religió i les seves llengües.

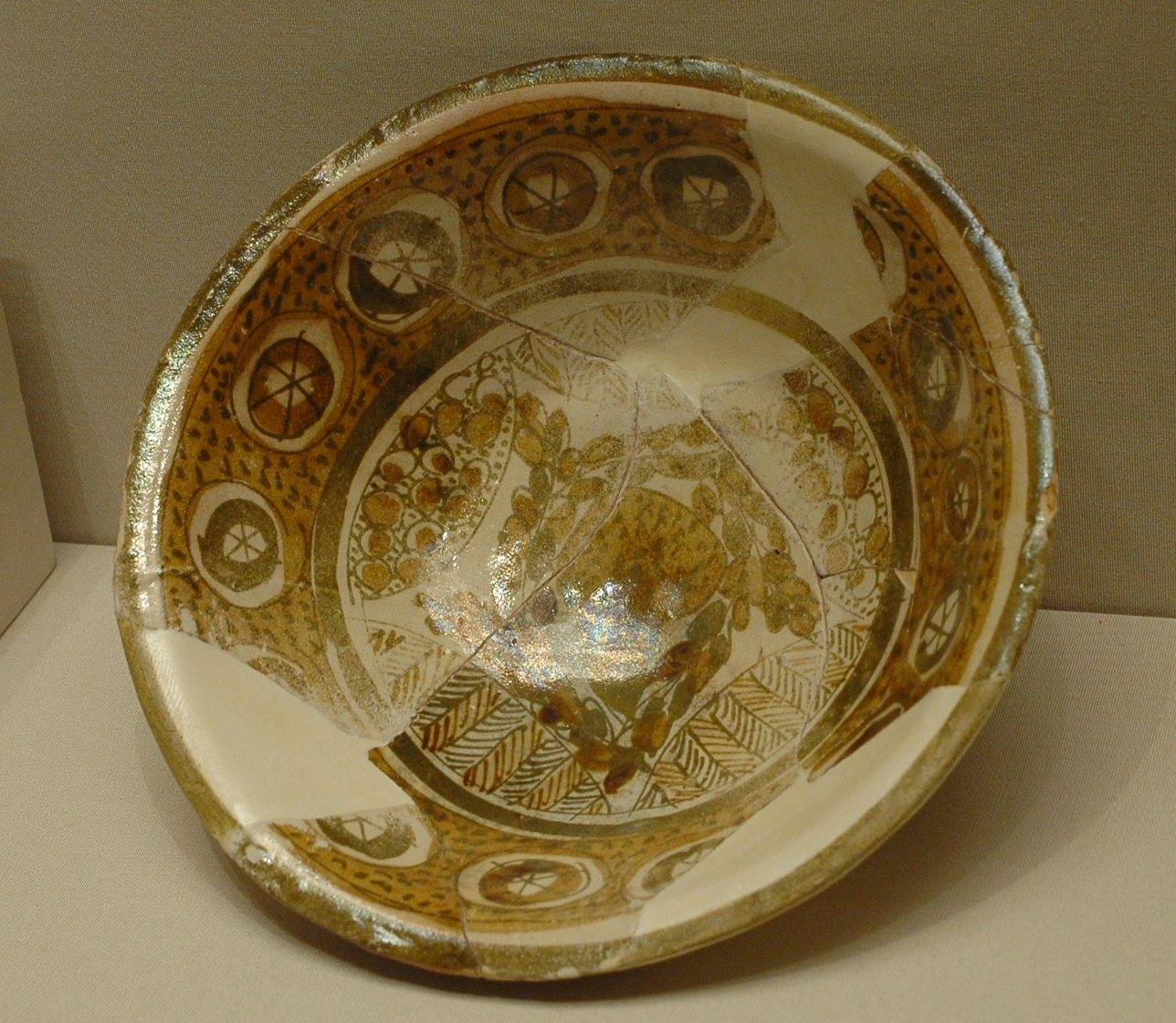
Bol esmaltat de Susa, segle ix
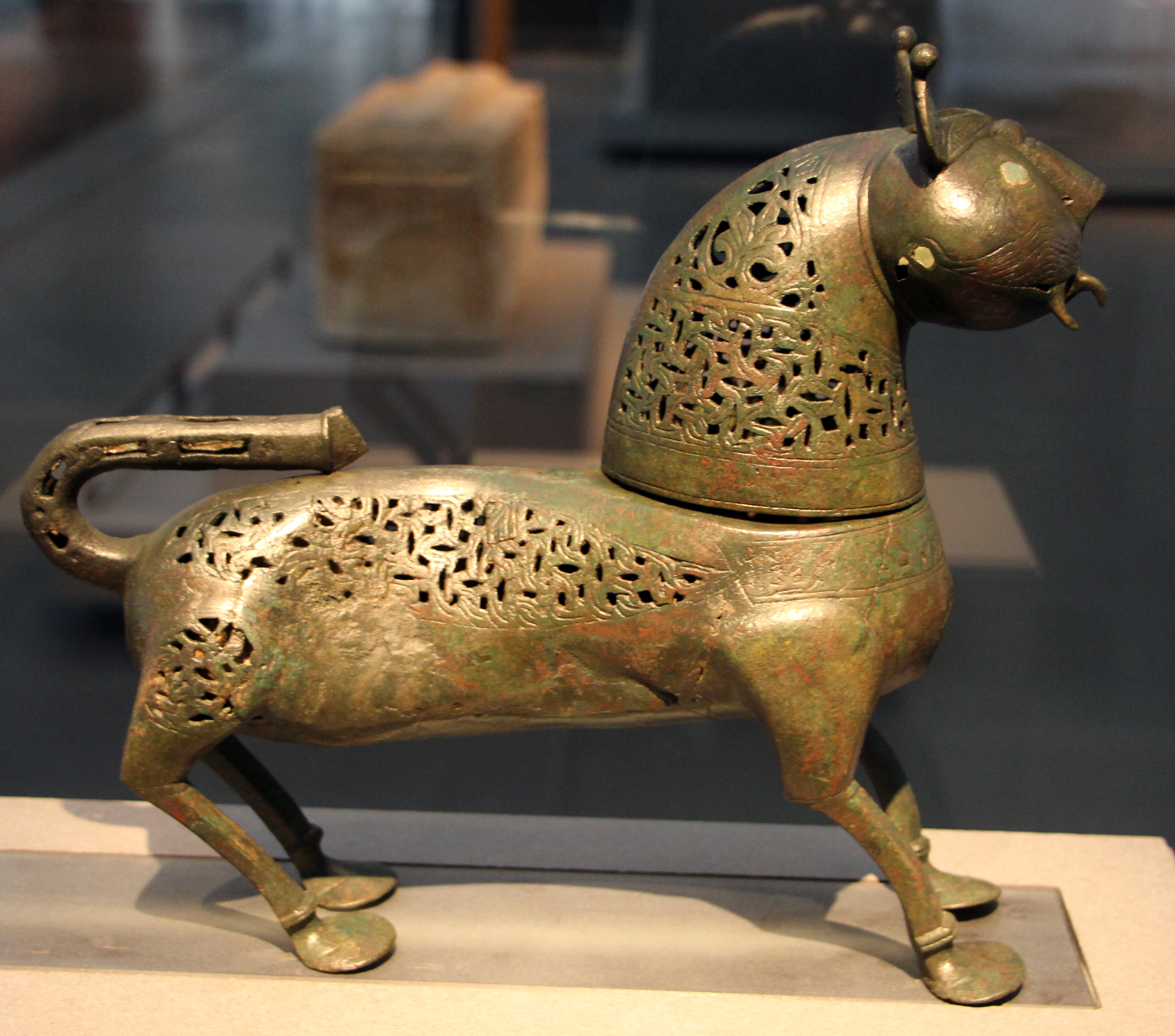
Peveter, segle xi, Khorasan o Àsia central
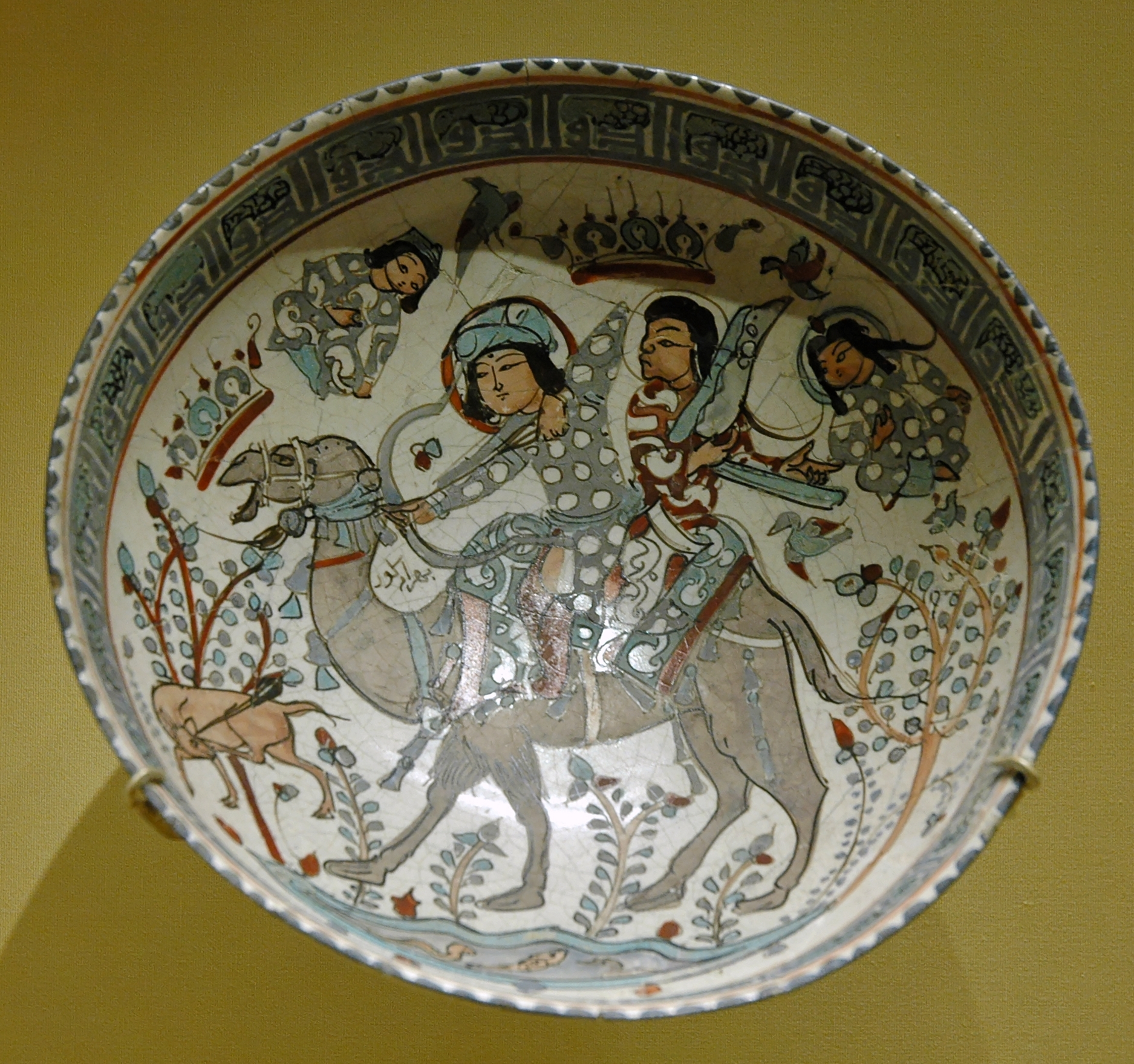
Bol amb una escena de caça de la història del rei Bahram Gor i Azadeh, segle v.
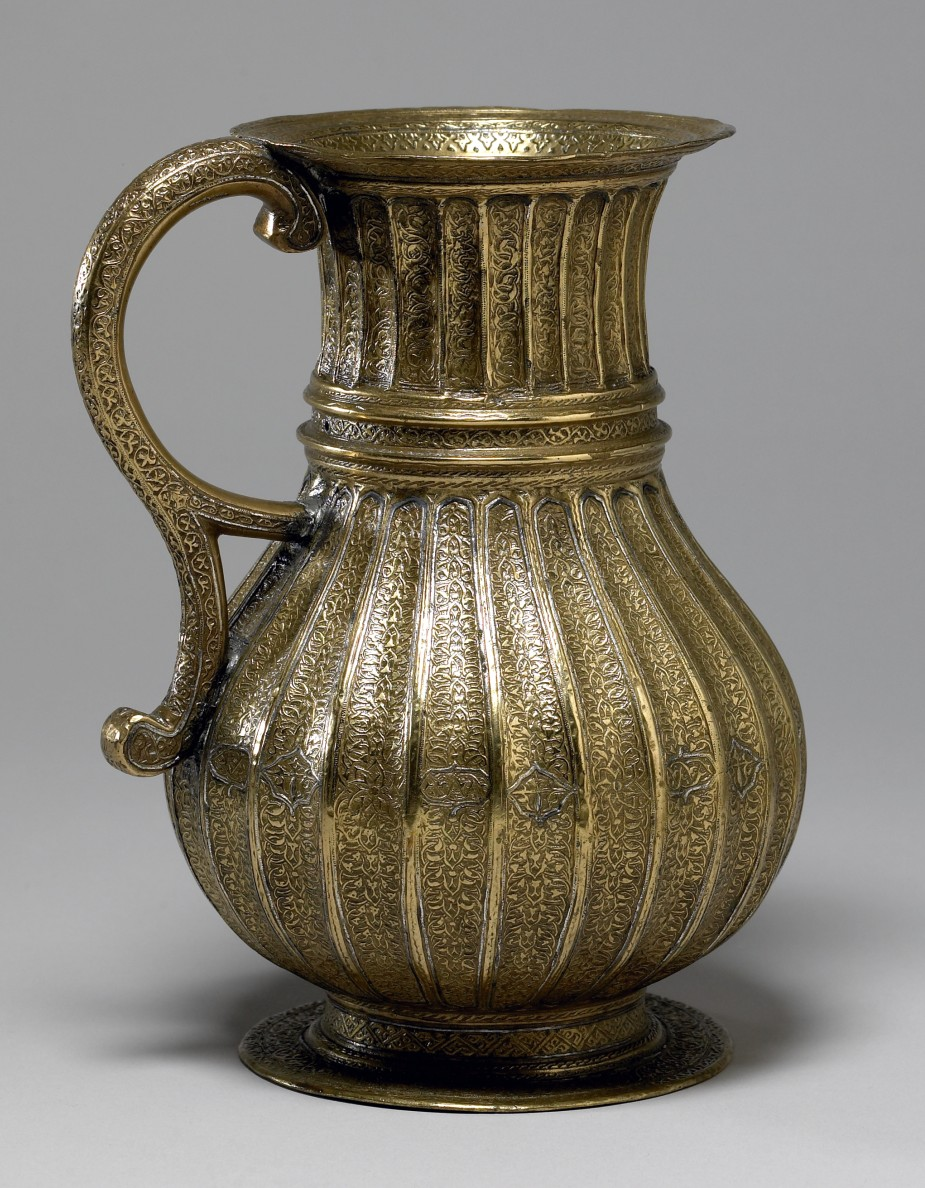
Gerra, segle xv. Bronze daurat amb incrustació de plata, probablement dissenyada per al mercat europeu

No obstant això, el seu simple control del món en aquella època, especialment als segles xiii-xv, es va reflectir en l'aparença idealitzada dels perses com a mongols. Tot i que el maquillatge ètnic es va barrejar gradualment amb les poblacions locals iranianes i mesopotàmiques, l'estilisme mongol va continuar molt després i va creuar cap a Àsia Menor i fins i tot el nord d'Àfrica.

## Catifes
El teixit de catifes és una part essencial de la cultura i l'art persa. Dins del grup de catifes orientals produïdes pels països de l'anomenat «cinturó de catifes», la catifa persa destaca per la varietat i l'elaboració dels seus dissenys. Les estores i catifes perses de diversos tipus eren teixides en paral·lel per les tribus nòmades, als tallers de pobles i ciutats, i també per les fàbriques de la cort reial. Com a tals, representen línies de tradició diferents i simultànies i reflecteixen la història de l'Iran i els seus diversos pobles.
Les catifes teixides a les fàbriques de la cort safàvida d'Esfahan durant el segle xvi són famoses pels seus colors elaborats i el seu disseny artístic, i avui són atresorades en museus i col·leccions privades d'arreu del món. Els seus patrons i dissenys han establert una tradició artística per a les fàbriques de cort que es va mantenir viva durant tota la durada de l'Imperi Persa fins a l'última dinastia reial de l'Iran. Les catifes individuals excepcionals safàvides inclouen la catifa d'Ardabil (ara a Londres i Los Angeles) i la catifa de la coronació (ara a Copenhaguen). Molt abans, la catifa Baharestan és una catifa sassànida perduda per al palau reial de Ctesifont, i la catifa significativa més antiga, la catifa Pazyryk possiblement es va fer a Pèrsia.
Les catifes teixides a ciutats i centres regionals com Tabriz, Kerman, Mashad, Kaixan, Esfahan, Nain i Qom es caracteritzen per les seves tècniques específiques de teixit i l'ús de materials, colors i estampats d'alta qualitat. Les fàbriques urbanes com les de Tabriz han tingut un paper històric important en la reactivació de la tradició del teixit de catifes després de períodes de decadència. Les catifes teixides pels pobles i diverses tribus de l'Iran es distingeixen per la seva fina llana, colors brillants i elaborats i estampats tradicionals específics. Els teixidors nòmades i de pobles petits solen produir catifes amb dissenys més atrevits i, de vegades, més toscs, que es consideren les catifes més autèntiques i tradicionals de Pèrsia, a diferència dels dissenys artístics i pre-planificats dels llocs de treball més grans. Les catifes Gabbeh són el tipus de catifa més conegut d'aquesta línia de tradició.

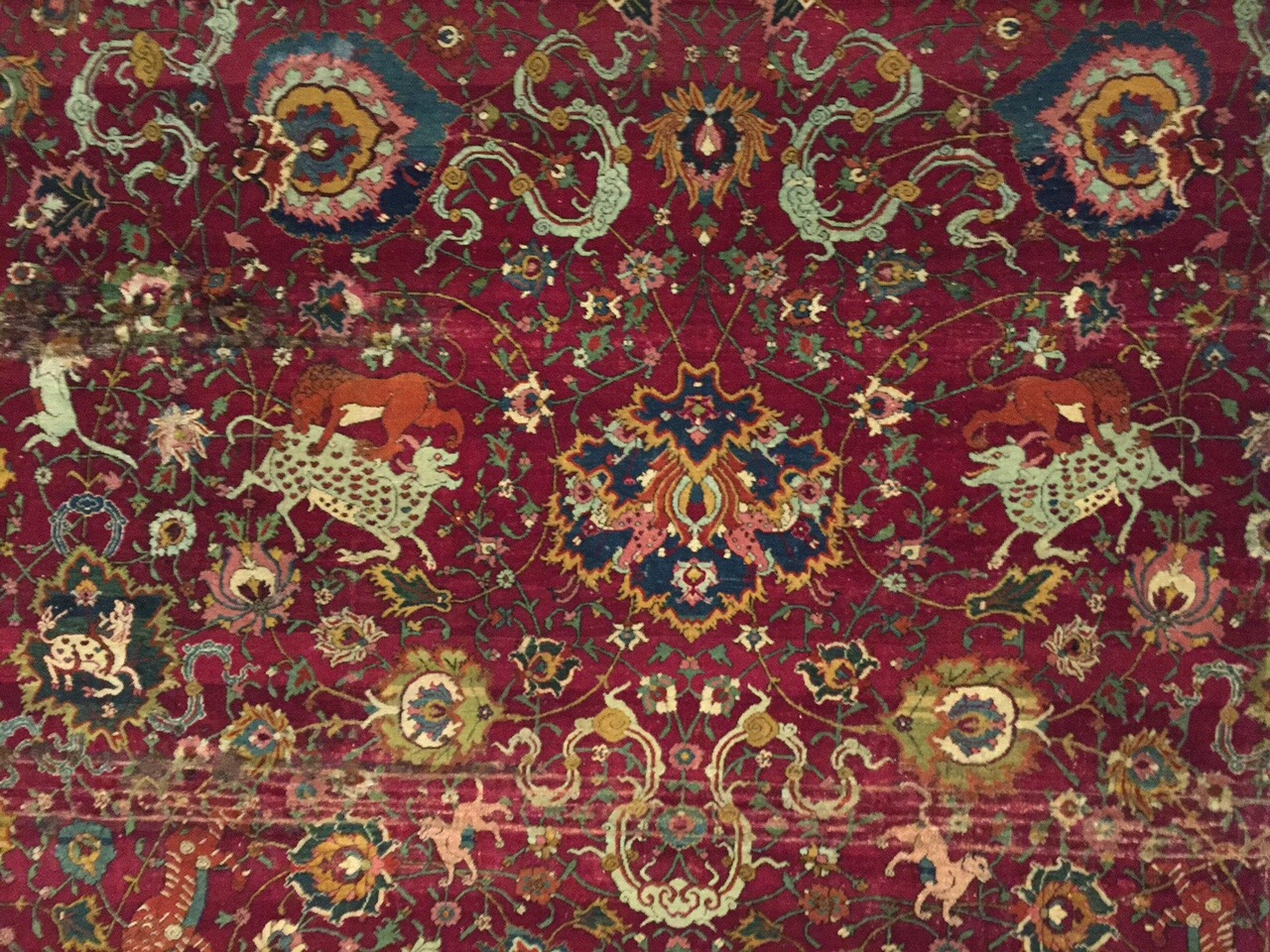
Detall d'una catifa persa d'animals. Període safàvida, segle xvi
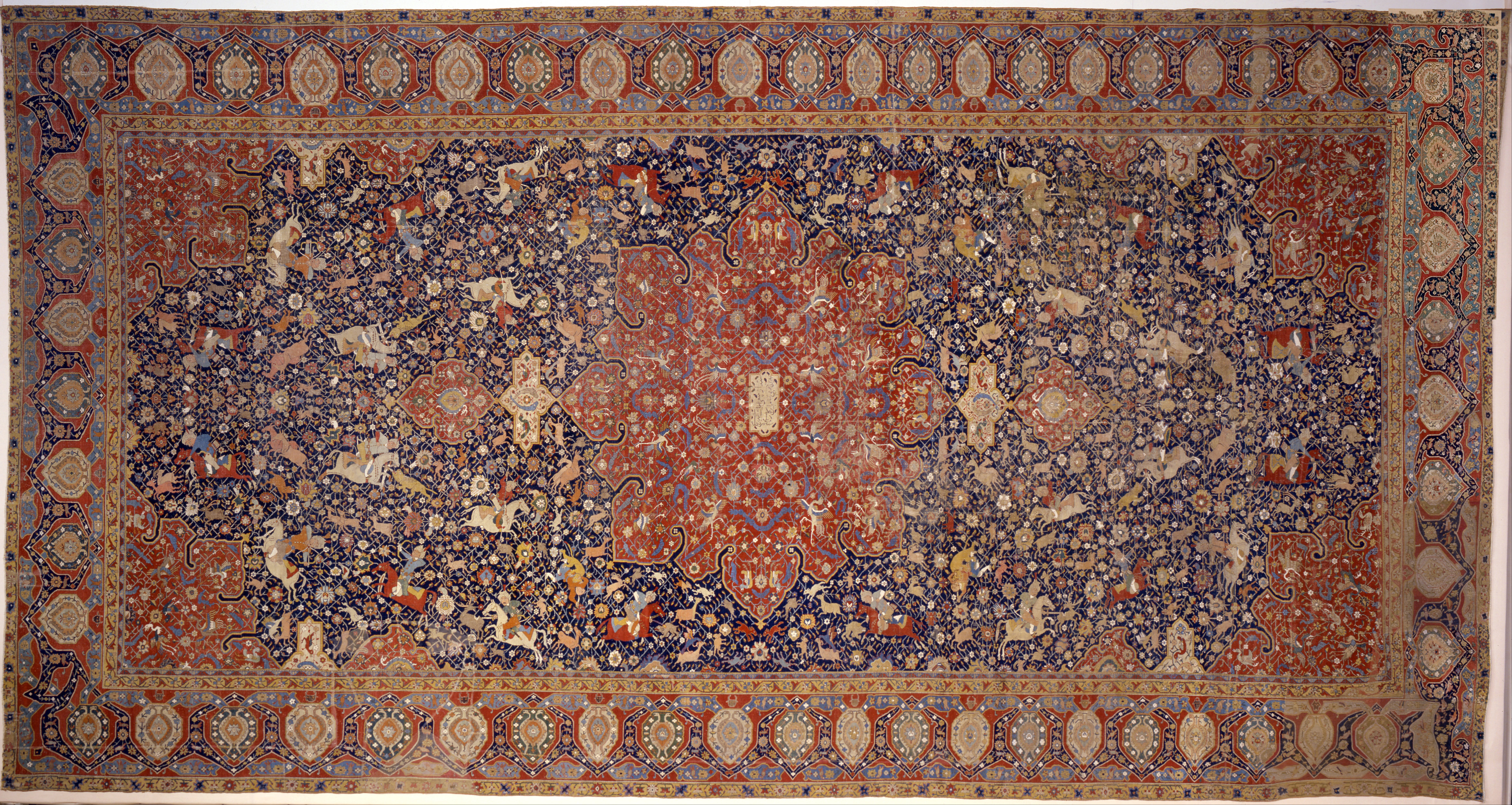
La catifa amb una escena de caça feta per Ghyath ud-Din Jami. Llana, cotó i seda, 1542-1533

L'art i l'artesania del teixit de catifes ha passat per períodes de decadència durant èpoques de disturbis polítics o sota la influència de les demandes comercials. Va patir especialment la introducció dels colorants sintètics durant la segona meitat del segle xix. La fabricació de catifes encara té un paper important en l'economia de l'Iran modern. La producció moderna es caracteritza pel renaixement de la tintura tradicional amb tints naturals, la reintroducció de patrons tribals tradicionals, però també per la invenció de dissenys moderns i innovadors, teixits amb la tècnica centenària. Les estores i catifes perses teixits a mà eren considerats objectes d'alt valor i prestigi artístic i utilitari des de la primera vegada que van ser esmentats pels escriptors grecs antics, fins a l'actualitat.
Encara que el terme «catifa persa» es refereix amb més freqüència a tèxtils teixits amb piles, estores i catifes de teixit pla com kilim, soumak i teixits brodats com suzani formen part de la rica i múltiple tradició del teixit persa. Pèrsia era famosa pels seus tèxtils abans que per les seves catifes.
L'any 2010, les «habilitats tradicionals del teixit de catifes» a Fars i Kaixan van ser inscrites a les Llistes del Patrimoni Cultural Immaterial de la UNESCO.

## Miniatures perses

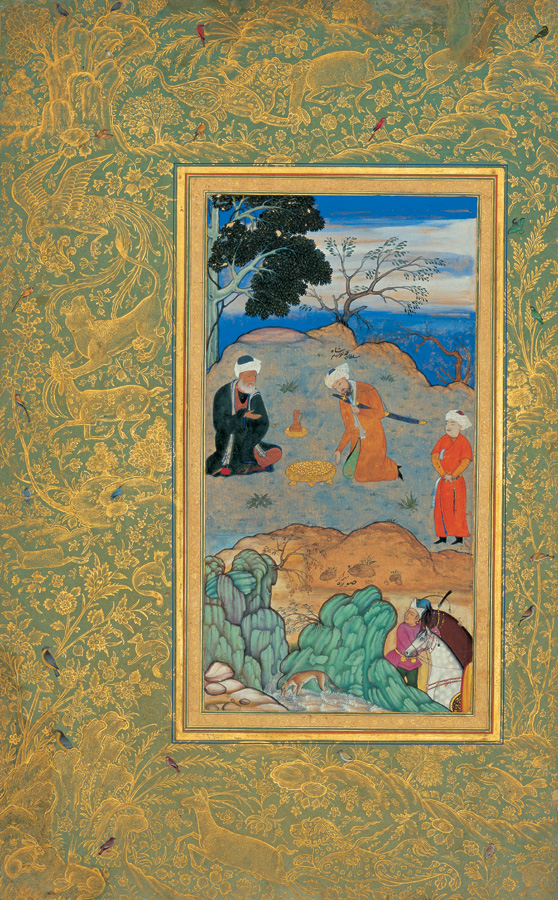
Consell de l'asceta de Bihzad (c. 1500-1550). Com en els manuscrits il·luminats occidentals, les sanefes exquisidament decorades eren una part integral de l'obra d'art

Una miniatura persa és una petita pintura sobre paper, ja sigui una il·lustració de llibre o una obra d'art separada destinada a ser guardada en un àlbum d'aquestes obres anomenat muraqqa. Les tècniques són àmpliament comparables a les tradicions occidentals i romanes d'Orient de les miniatures en manuscrits il·luminats. Tot i que hi ha una tradició persa més antiga de pintura mural, la taxa de supervivència i l'estat de conservació de les miniatures és millor, i les miniatures són la forma més coneguda de pintura persa a Occident, i molts dels exemples més importants es troben a Occident o als museus turcs. La pintura en miniatura es va convertir en un gènere persa important al segle xiii, rebent influència xinesa després de les conquestes mongoles, i el punt més alt de la tradició es va assolir als segles xv i xvi. La tradició va continuar, sota certa influència occidental, després d'això, i té molts exponents moderns. La miniatura persa va ser la influència dominant en altres tradicions de la miniatura islàmica, principalment la miniatura otomana a Turquia i la miniatura mogol al subcontinent indi.
La tradició va créixer a partir de la il·lustració de llibres, il·lustrant moltes escenes narratives, sovint amb moltes figures. Les convencions de representació que es van desenvolupar són efectives però diferents de la perspectiva gràfica occidental. Les figures més importants poden ser una mica més grans que les que els envolten, i les escenes de batalla poden ser realment multitudinàries. La recessió (profunditat a l'espai de la imatge) s'indica col·locant figures més llunyanes més amunt a l'espai. Es presta molta atenció al fons, ja sigui d'un paisatge o d'edificis, i el detall i la frescor amb què es mostren plantes i animals, els teixits de tendes de campanya, tapisos o catifes, o els dibuixos de rajoles és un dels grans atractius de la forma. El vestit de les figures es mostra igualment amb molta cura, tot i que els artistes, comprensiblement, sovint eviten representar el drap estampat que molts haurien portat. Els animals, sobretot els cavalls que apareixen molt sovint, es mostren majoritàriament de costat; fins i tot les històries d'amor que constitueixen bona part del material clàssic il·lustrat es duen a terme en gran part a la sella, pel que fa al príncep-protagonista. Els paisatges són molt sovint muntanyosos (les planes que formen bona part de Pèrsia s'intenten rarament), això està indicat per un horitzó alt ondulant i afloraments de roca nua que, com els núvols de la zona de cel normalment petita que queda per sobre del paisatge, es representen en convencions derivades de l'art xinès. Fins i tot quan es mostra una escena en un palau, el mirador sovint sembla estar des d'un punt a uns metres a l'aire.
L'art persa sota l'Islam mai va prohibir completament la figura humana, i en la tradició de la miniatura per representar de figures, sovint en gran nombre, és central. Això va ser en part perquè la miniatura és una forma privada, guardada en un llibre o àlbum i només mostrada a aquells que el propietari tria. Per tant, era possible ser més lliure que en les pintures murals o altres obres vistes per un públic més ampli. No se sap si l'Alcorà i altres obres purament religioses s'hagin il·lustrat d'aquesta manera, tot i que les històries i altres obres de la literatura poden incloure escenes relacionades amb la religió, incloses les que representen el profeta Mahoma, després de 1500 normalment sense mostrar la seva cara.
A més de les escenes figuratives en miniatures i sanefes, hi havia un estil paral·lel de decoració ornamental no figurativa que es trobava en sanefes i panells en pàgines en miniatura, i espais a l'inici o al final d'una obra o secció, i sovint en pàgines senceres actuant com a frontispicis. En l'art islàmic això es coneix com «il·luminació», i els manuscrits de l'Alcorà i altres llibres religiosos sovint incloïen un nombre considerable de pàgines il·luminades. Els dissenys reflectien el treball contemporani en altres mitjans, en períodes posteriors especialment a prop de les cobertes de llibres i les catifes perses, i es creu que molts dissenys de catifes van ser creats per artistes de la cort i enviats als tallers de les províncies.

## Safàvides

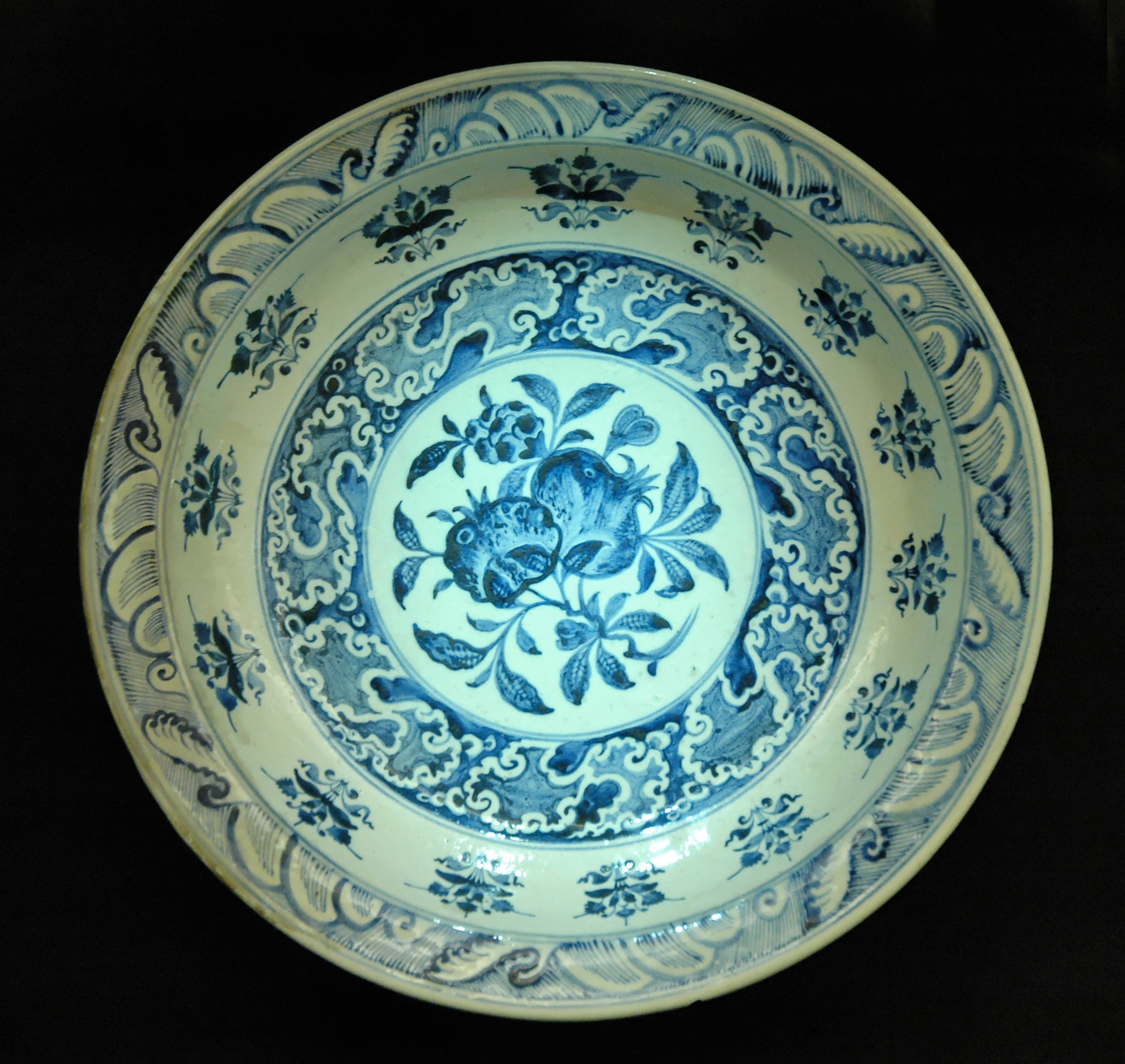
Plat d'influència xinesa decorada amb dues magranes, c 1500. Museu del Louvre

L'art safàvida és l'art de la dinastia safàvida persa de 1501 a 1722. Va ser un punt màxim per a l'art del llibre i l'arquitectura; i també inclou ceràmica, metall, vidre i jardins. Les arts del període safàvida mostren un desenvolupament molt més unitari que en qualsevol altre període de l'art persa, amb el mateix estil, difós des de la cort, apareixent en catifes, rajoles arquitectòniques, ceràmica i manuscrits il·luminats.
Quan els safàvides es van apoderar del tron, l'art persa s'havia dividit en dos estils: a l'est una continuació dels estils timúrides, i a l'oest un estil turcman. Dos governants de la nova dinastia van aconseguir encoratjar nous estils que es van estendre pels seus territoris: Xa Tahmasp I, que va regnar entre 1524-1576 però va perdre l'interès per l'art cap al 1555, i Xa Abbas I (r. 1588-1629).
Els dibuixos d'imitació xinesos van sorgir en l'art persa del segle xv. Els estudiosos han observat que les obres existents del període postmongol contenen una gran quantitat de motius comuns a l'art xinès com ara dracs, simurgh, bandes de núvols, troncs d'arbres nuosos i flors de lotus i peònies. La chinoiserie va ser popular durant aquest període. Els temes que s'havien convertit en estàndard en l'art persa als segles xvi i xvii incloïen escenes de caça, paisatges amb animals i genets lluitant contra lleons. Les escenes literàries que representen faules d'animals i dracs també apareixen a les obres d'art d'aquest període. Els estudiosos no han trobat proves del dibuix persa abans de les invasions mongoles, però es creu que la caça, el combat entre homes i animals i les faules d'animals són temes perses o de l'Àsia central.

### Les arts del llibre
Sota el govern dels safàvides, l'art del llibre, especialment la pintura en miniatura persa, va constituir la força motriu essencial de les arts. El ketab khaneh, la biblioteca-impremta reial, proporcionava la majoria de les fonts de motius per a objectes com catifes, ceràmica o orfebreria. Es van copiar, il·luminar, enquadernar i de vegades il·lustrar diversos tipus de llibres: llibres religiosos (l'Alcorà, però també comentaris sobre el text sagrat i obres teològiques) i llibres de literatura persa (el Xahnamé, el Khamsa de Nizami, Jami at-Tawàrikh de Raixid-ad-Din, i relats més breus del Miraj o Viatge nocturn del Profeta).

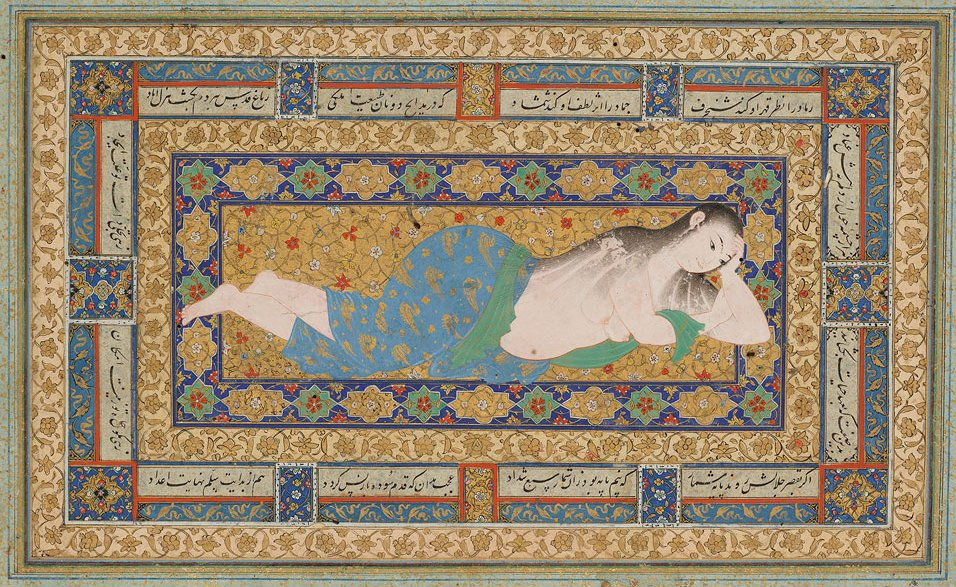
Una jove reclinada després d'un bany. Herat 1590, una senzilla miniatura d'un àlbum Muraqqa
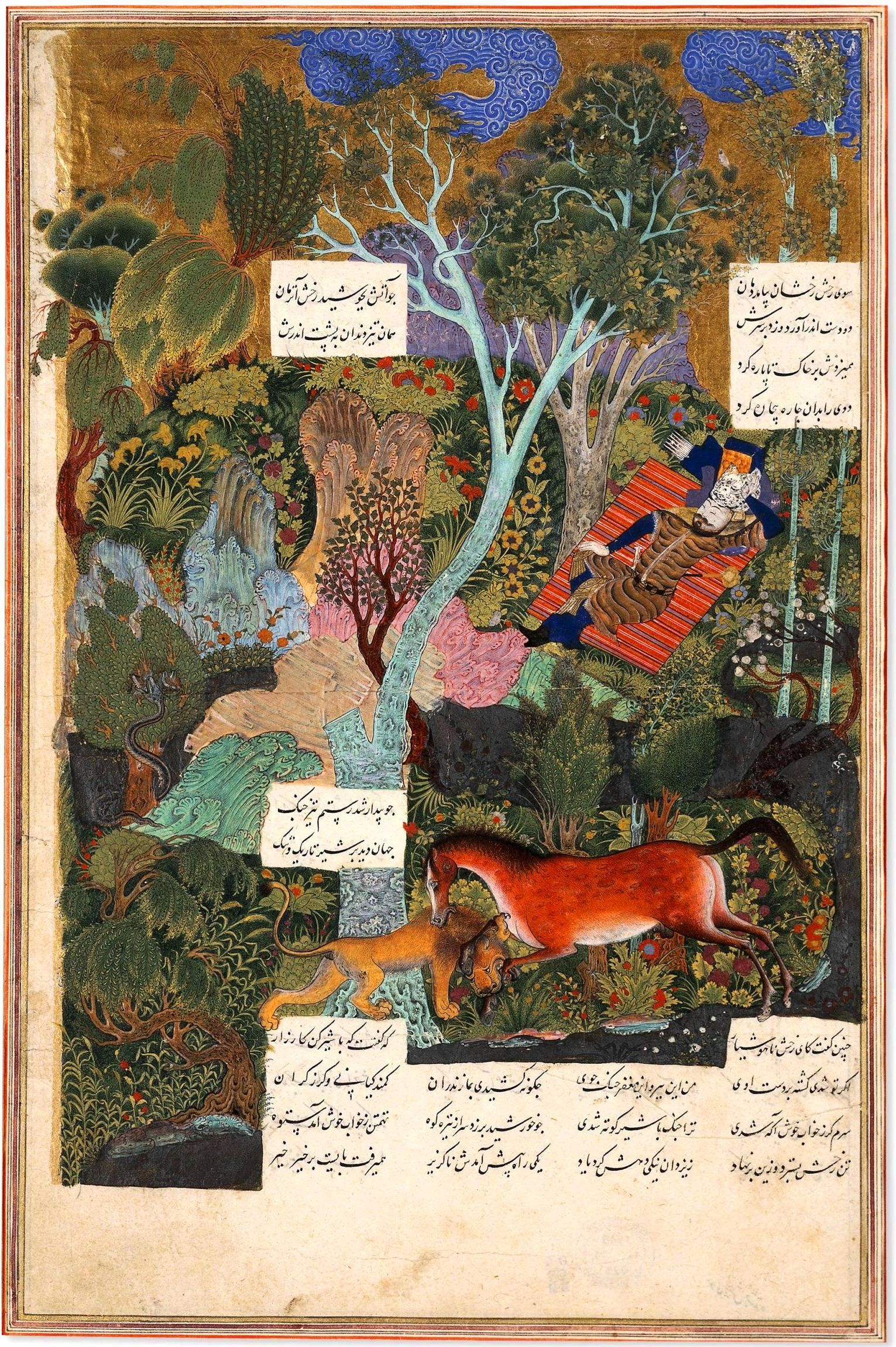
Rostam dorm, mentre el seu cavall Rakhsh s'escapa d'un tigre. Probablement una obra primerenca del pintor persa Sultan Muhammad, 1515–1520
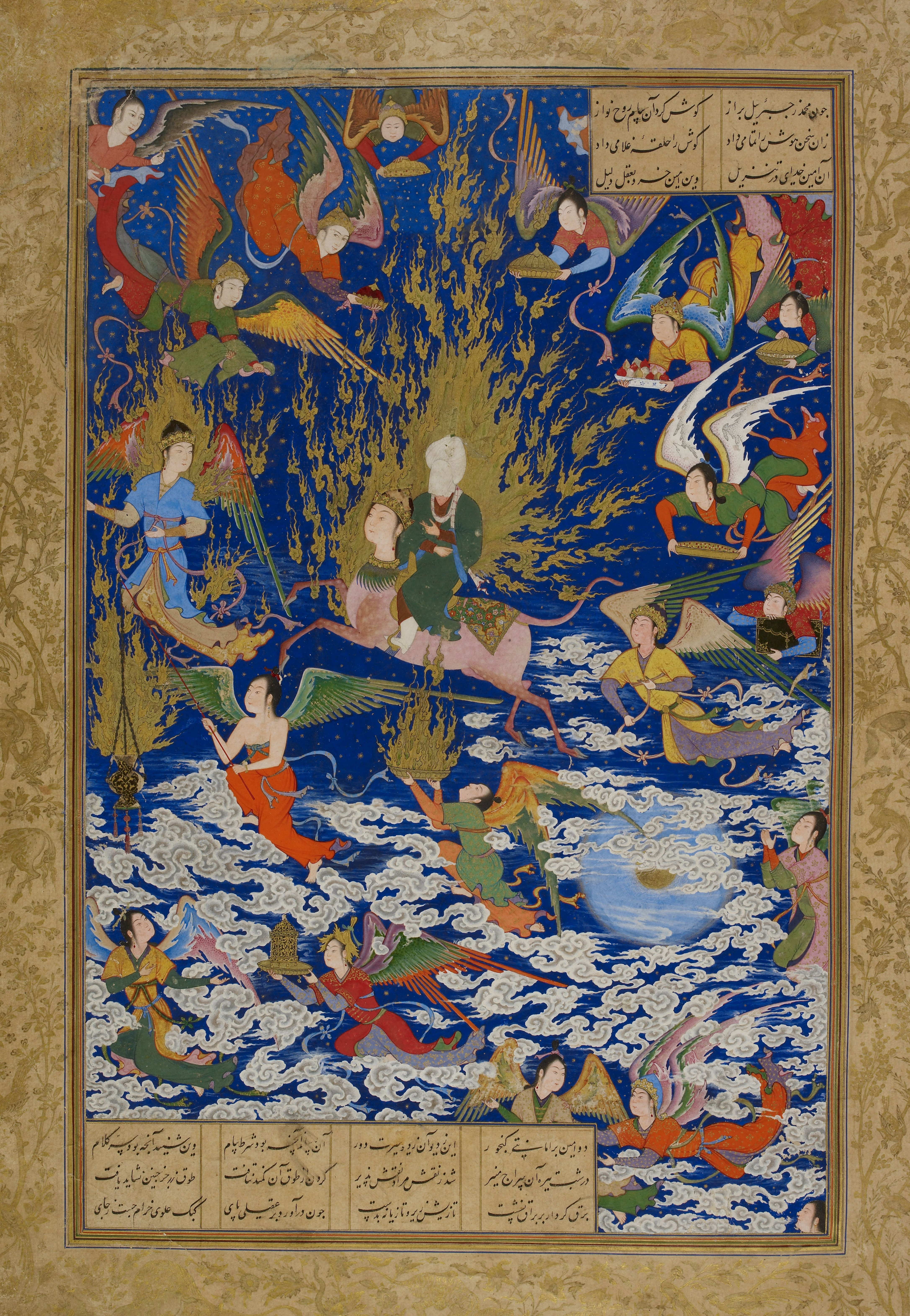
Miraj del Profeta del pintor Sultan Muhammad, que mostra núvols i àngels amb influència xinesa, 1539-1543.

Sempre es va utilitzar paper espanyol musulmà arribat a principis a l'Iran (segle xiii). Hi ha un ús freqüent de papers de colors. Cap a l'any 1540, també va aparèixer un paper de marbre, que tanmateix va desaparèixer ràpidament. Les enquadernacions eren majoritàriament en cuir marroquí tintat de molt bona qualitat. Es podien daurar i estampar amb motius geomètrics, florals o figuratius, o amb relleu en blau. A la segona meitat del segle xvi es van perforar les cobertes de cuir per deixar veure el paper de colors o les pàgines de seda. En el mateix període, a Siraz, van aparèixer les enquadernacions lacades, que segueixen sent, però, molt rares i molt apreciades a l'Iran. La decoració dels marges de les pàgines es realitzava de diverses maneres; de vegades s'inserien en un paper diferent, (tradició que va aparèixer al segle xv); esquitxat d'or, seguint un costum xinès; o pintat amb colors o daurat. L'estil de les il·lustracions variava molt d'un manuscrit a un altre, segons l'època i el centre de producció.
Tahmasp I va ser durant els primers anys del seu regnat un generós finançador del taller-imprenta reial, que va ser responsable de diversos dels manuscrits perses més magnífics, però a partir de la dècada del 1540 va estar cada cop més preocupat pels escrúpols religiosos, fins que el 1556 finalment va emetre un «Edicte de penediment sincer» que intentava prohibir la pintura en miniatura, la música i altres arts. Això va alterar molt les arts, amb molts pintors com Abd al-Samad i Mir Sayyid Ali que es van traslladar a l'Índia per desenvolupar la miniatura mogol; aquests dos artistes van ser els pioners, «caçats» per l'emperador mogol Humayun quan estava a l'exili el 1546. Altres van trobar feina a les corts provincials de Tahmasp.

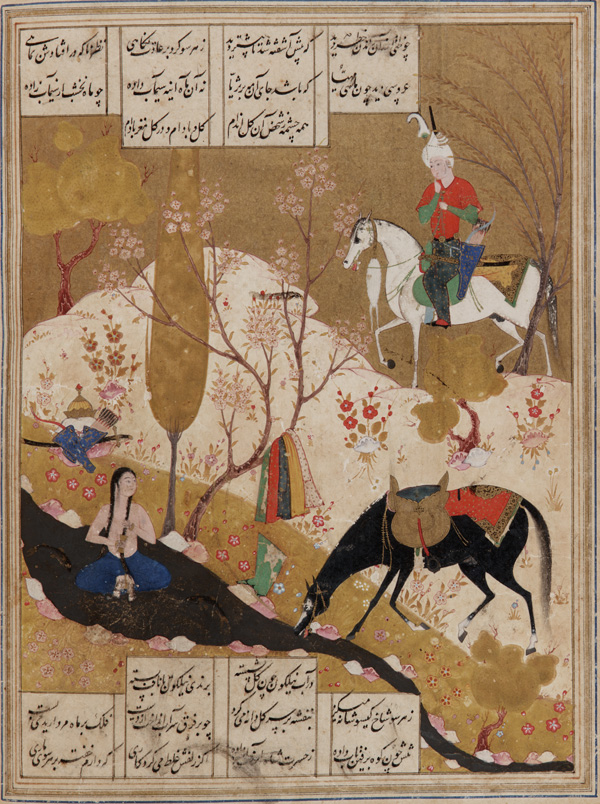
Còsroes descobreix a Shirin banyant-se en un rierol, una escena preferida a partir de 1548. La plata utilitzada per pintar el rierol s'ha oxidat a negre.
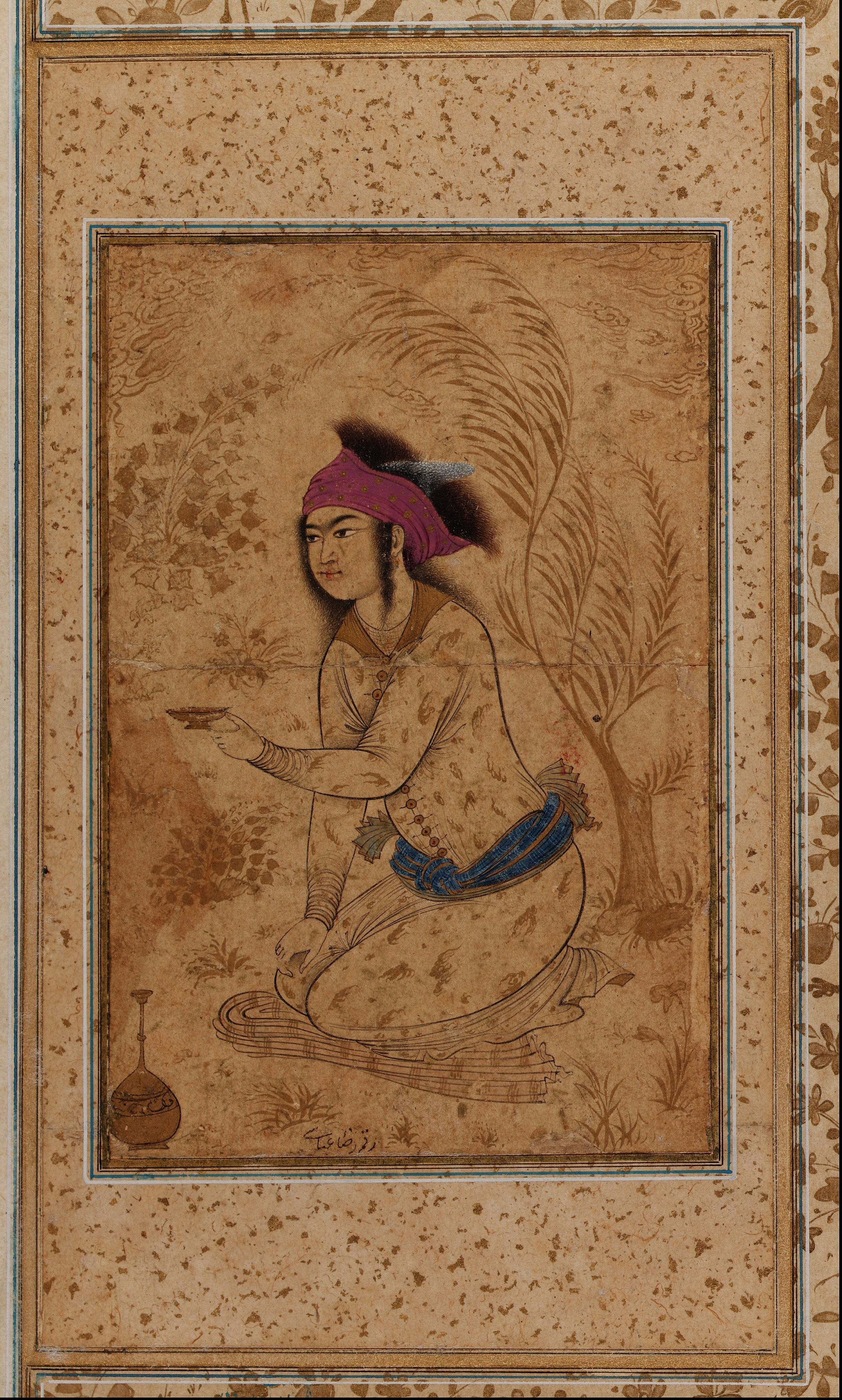
Jove agenollat i allargant una copa de vi, una miniatura típica destinada a un àlbum de Riza Abbasi

A partir d'aquesta dispersió del taller-impremta reial hi va haver un canvi en l'èmfasi dels grans llibres il·lustrats per a la cort a la producció de fulls individuals dissenyats per ser introduïts en un Muraqqa o àlbum. Això va permetre als col·leccionistes amb pressupostos més modestos adquirir obres de pintors destacats. A finals de segle, les complicades escenes narratives amb moltes figures eren menys populars, substituïdes per llençols amb figures individuals, sovint només parcialment pintades i amb un fons de jardí dibuixat en lloc de pintat. El mestre d'aquest estil va ser Reza Abbasi, la carrera del qual va coincidir en gran part amb el regnat d'Abbas I, el seu principal patró. Tot i que pintava figures d'homes grans, els seus temes més habituals eren homes joves bells i (menys sovint) dones o parelles d'amants.

### Ceràmiques
L'estudi i la datació de la ceràmica sota els regnats de Xa Ismaïl i Xa Tahmasp és difícil perquè hi ha poques peces que estiguin datades o que mencionin el lloc de producció. La porcellana xinesa va ser recollida per l'elit i més valorada que les produccions locals; Xa Abbas I va donar bona part de la col·lecció reial als santuaris d'Ardabil i Mashad, renovant una habitació a Ardabil per mostrar peces als nínxols. S'han identificat moltes ubicacions de tallers, encara que no amb certesa, en particular: Nixapur, Kubachi, Kerman (peces monocromàtiques modelades) i Mashad. Es va reviure la pisa daurada, utilitzant una tècnica diferent de la producció anterior, i normalment produint peces petites amb un disseny en un color coure fosc sobre un fons blau fosc. A diferència d'altres productes, aquests utilitzen formes i decoracions tradicionals de la ceràmica l'Orient Mitjà en lloc d'inspiració xinesa.

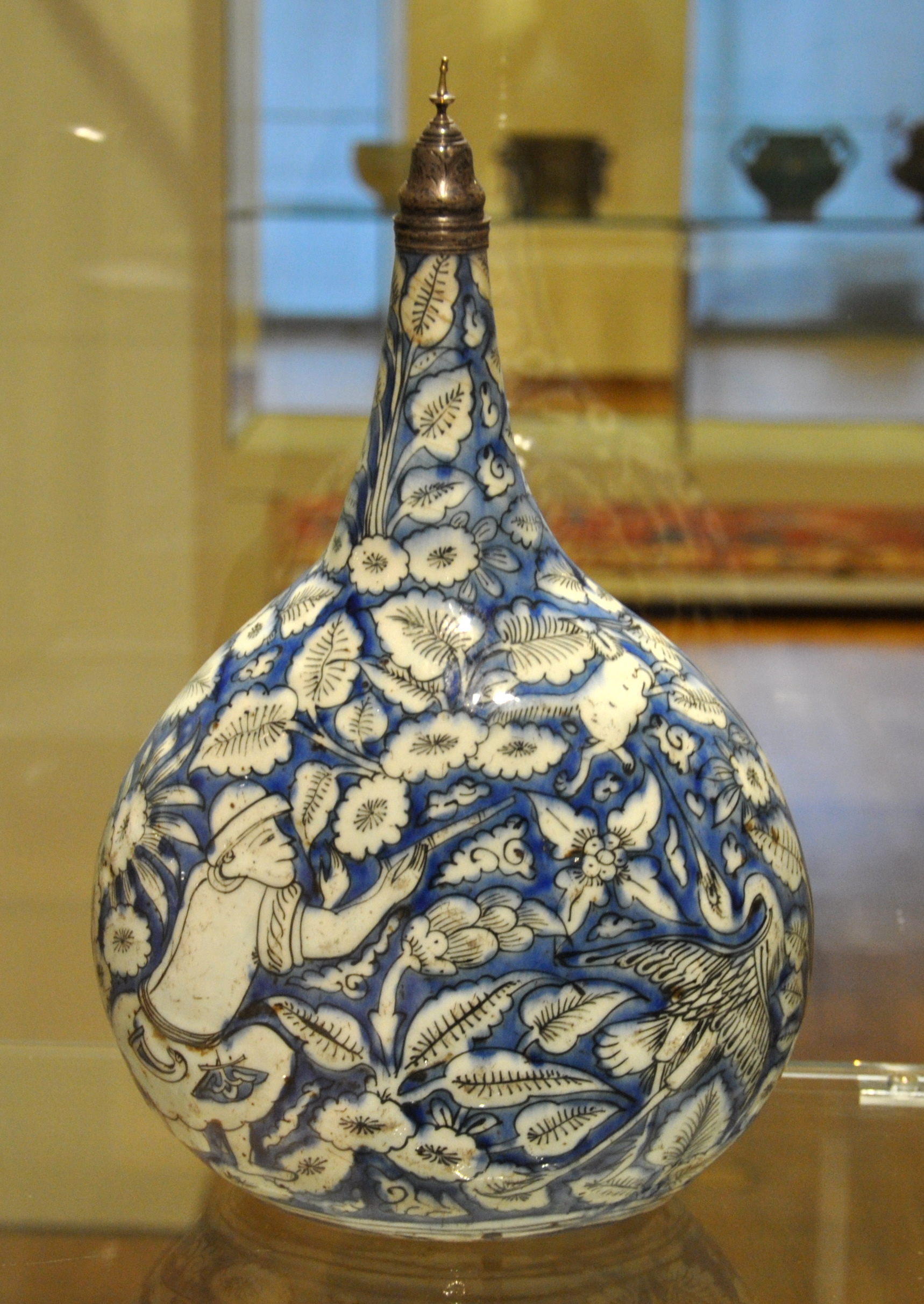
Flascó, 2a meitat del segle xvii
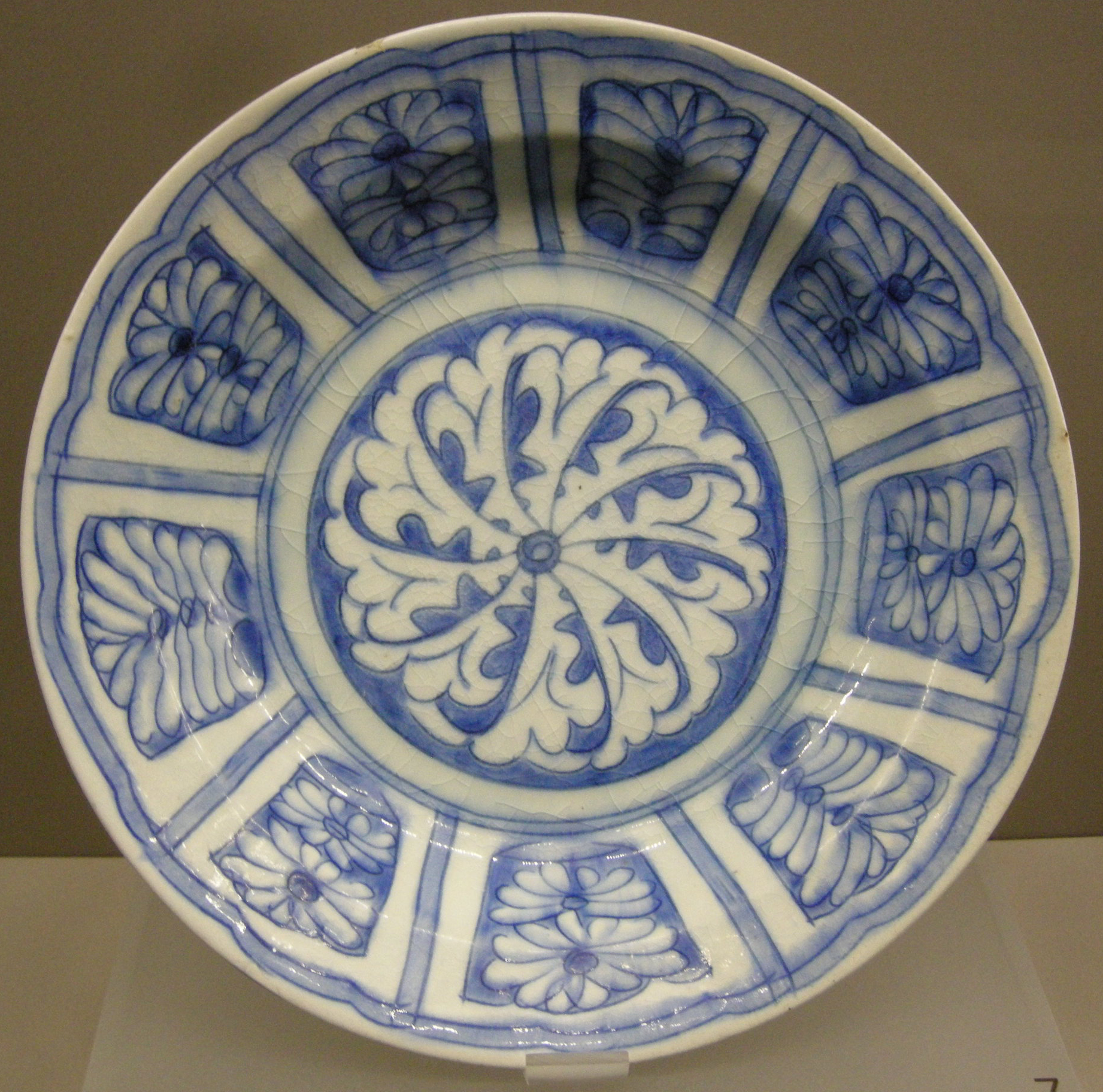
Plat, segle xvi, imitant articles de kraak xinesos
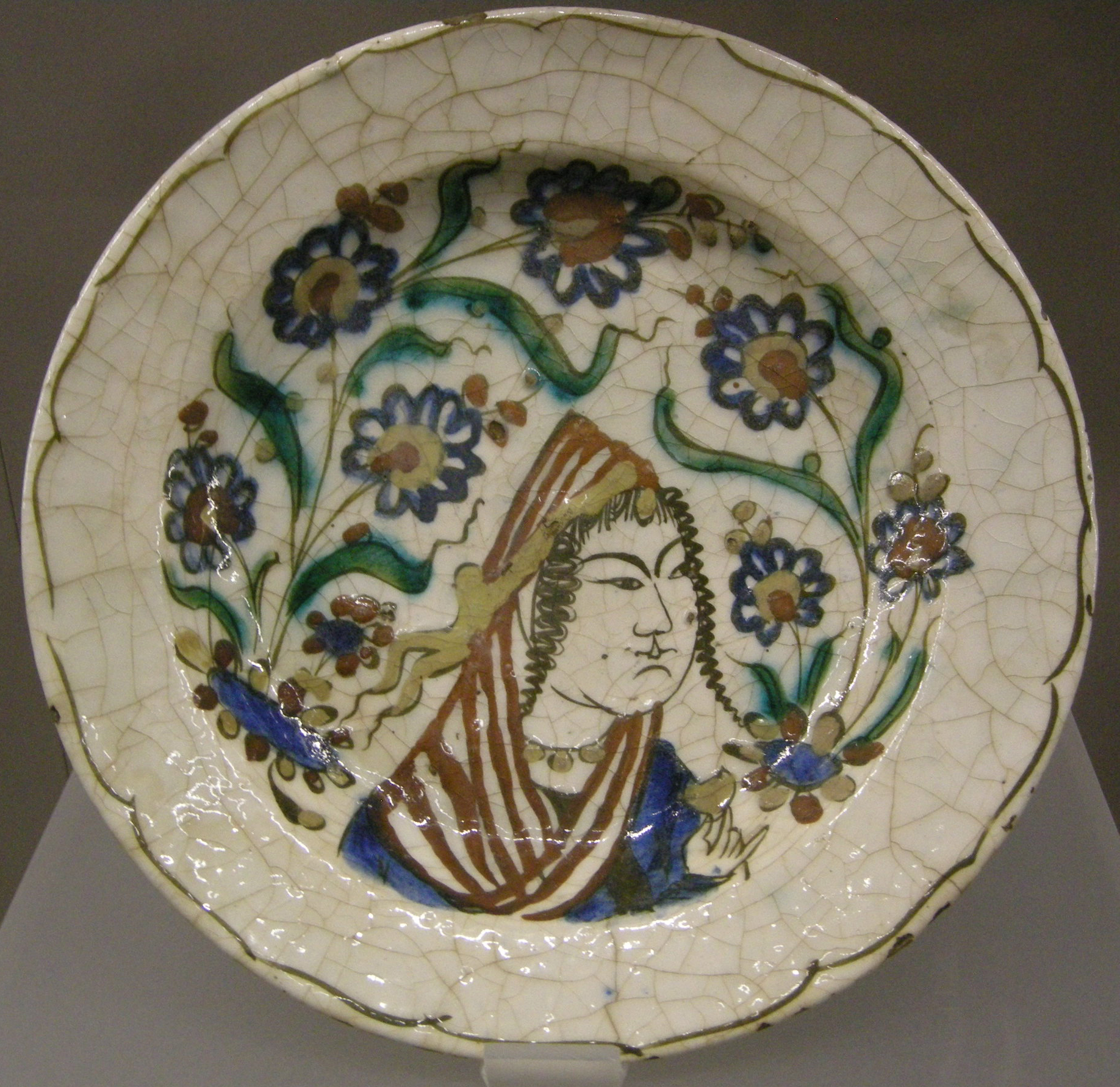
Plat, ceràmica Kubachi, segle xvi

En general, els dissenys tendeixen a imitar els de la porcellana xinesa, amb la producció de peces blaves i blanques amb forma i motius xinesos, amb motius com els núvols de «chi», i els dracs. El blau persa es distingeix del blau xinès pels seus matisos més nombrosos i subtils. Sovint, els quartets de poetes perses, de vegades relacionats amb la destinació de la peça (al·lusió al vi per a una copa, per exemple) apareixen en els patrons de volutes. Un tipus de disseny completament diferent, molt més rar, porta una iconografia molt específica de l'Islam (zodíac islàmic, brots d'escales, arabescs) i sembla influenciat pel món otomà, com ho demostren els ornaments de lligabosc molt utilitzats a Turquia. Van aparèixer nous estils de figures, influenciats per l'art del llibre: copers joves i elegants, dones joves amb siluetes corbes, o xiprers entrellaçant les seves branques, que recorden els quadres de Reza Abbasi.

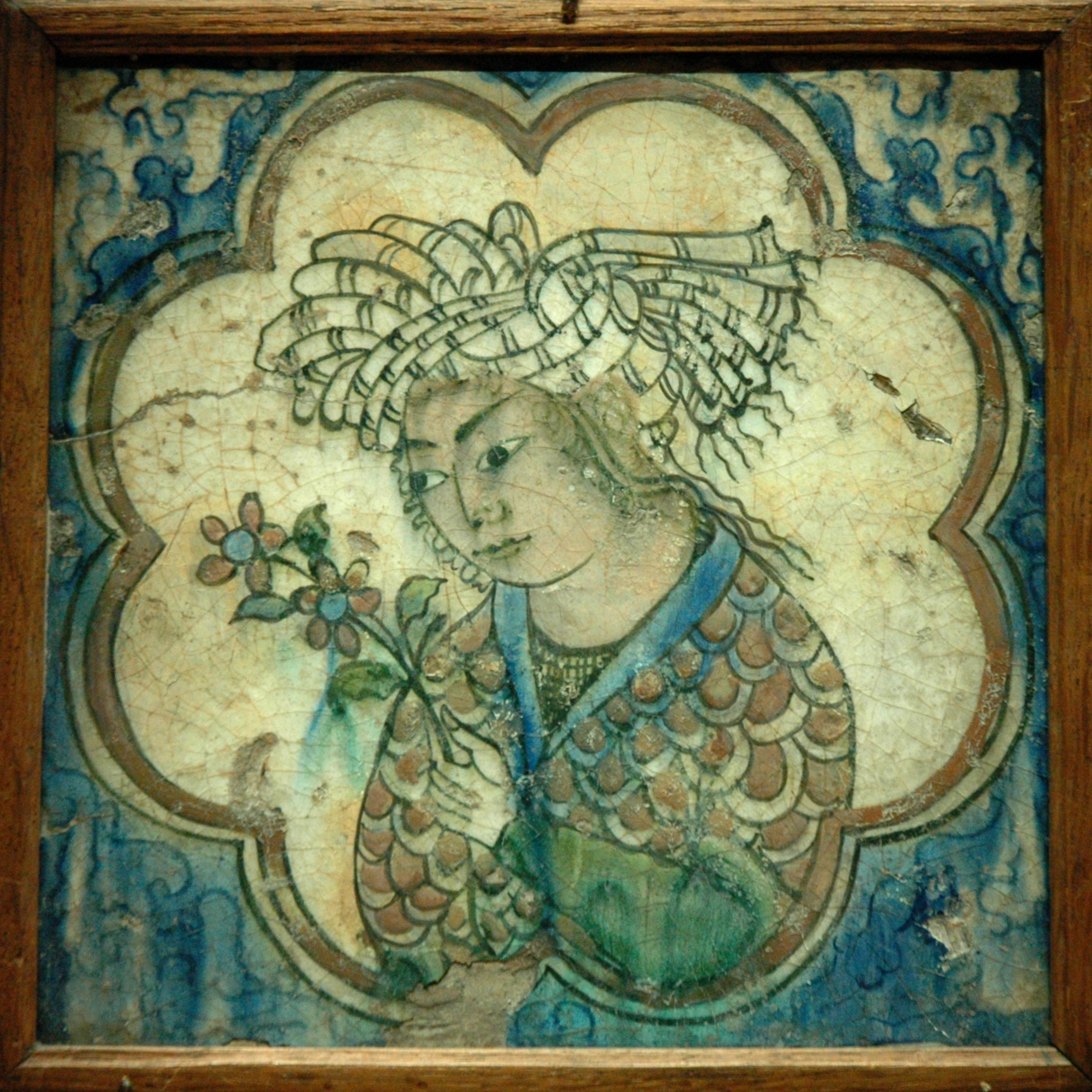
Rajola amb un jove. Ceràmica, pintada sobre lliscant i sota esmalt transparent. Nord-oest de l'Iran, ceràmica Kubachi, segle xvii
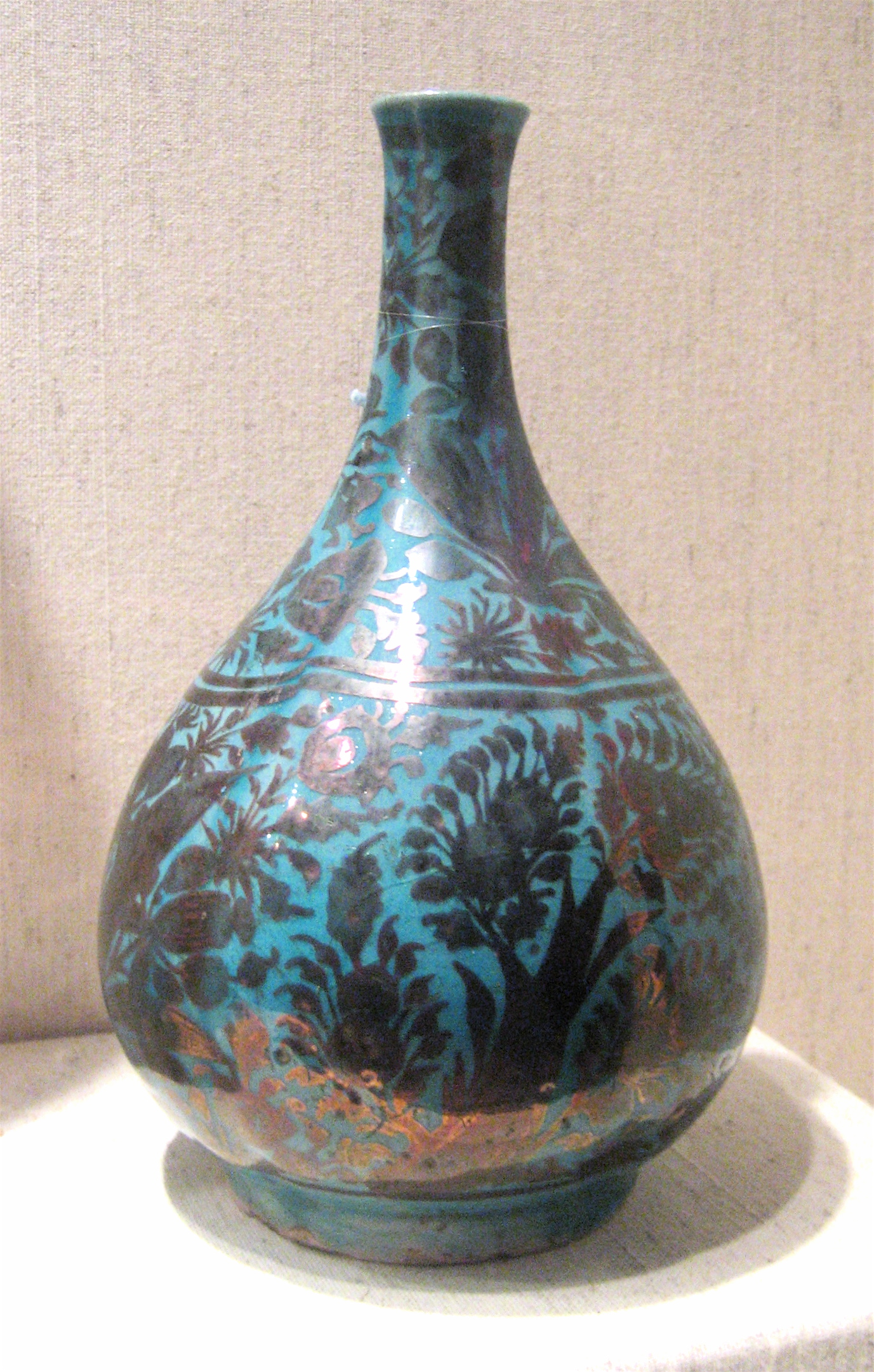
Ampolla de vi amb reflex daurat, segona meitat del segle xvii
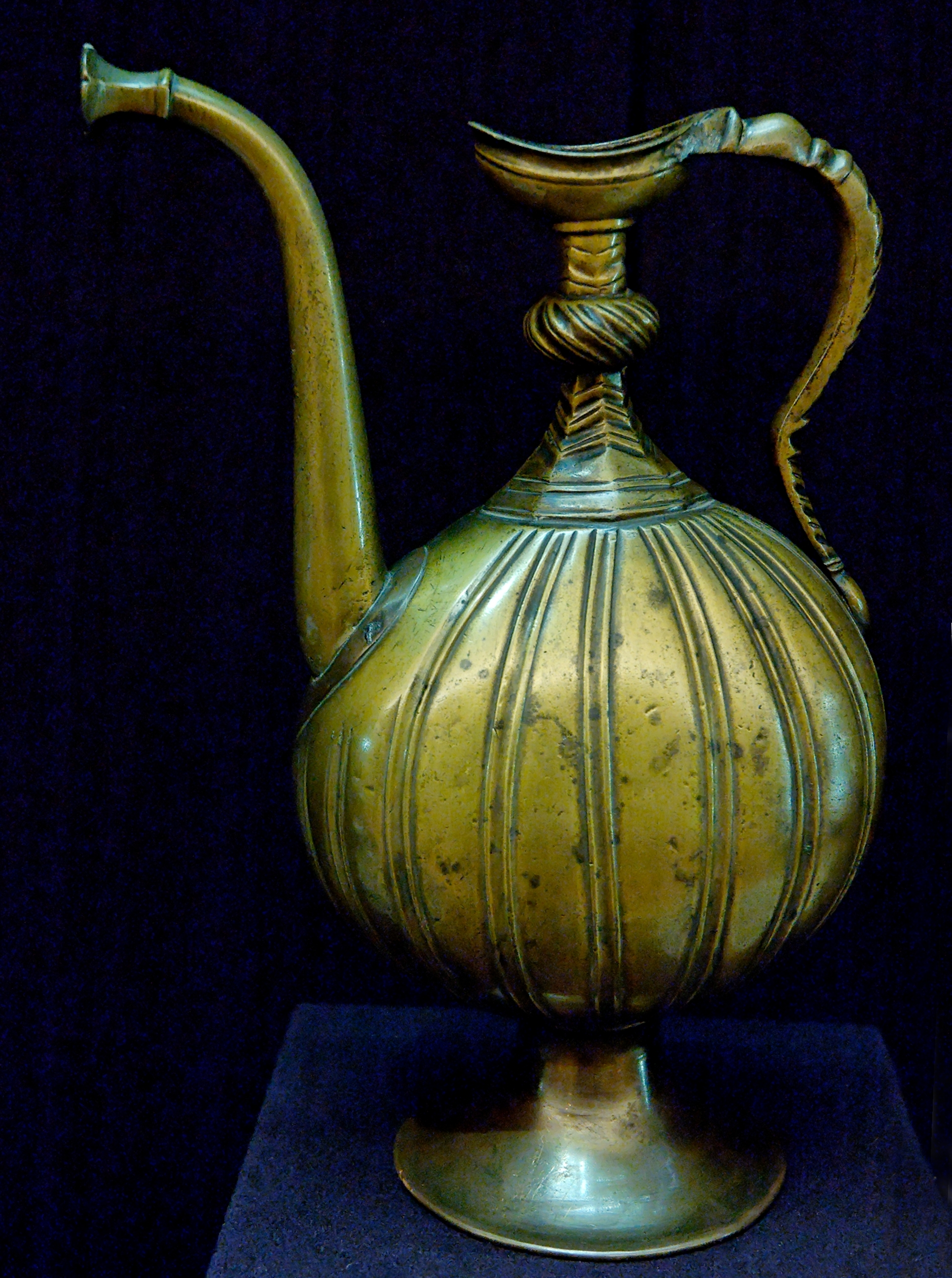
Gerro d'aigua de bronze, segle xvi

S'elaboraven nombrosos tipus de peces: copes, plats, ampolles de coll llarg, escopidores, etc. Una forma habitual són els matrassos amb colls molt petits i cossos aplanats per una banda i molt arrodonides per l'altra. Són característiques les formes manllevades de l'orfebreria islàmica amb una decoració inspirada en gran part en la porcellana xinesa. Amb el tancament del mercat xinès el 1659, la ceràmica persa es va disparar a noves altures, per satisfer les necessitats europees. L'aparició de falses marques de tallers xinesos al dors d'algunes ceràmiques va marcar el gust que es va desenvolupar a Europa per la porcellana de l'Extrem Orient, satisfet en gran part per la producció safàvida. Aquesta nova destinació va comportar un ús més ampli de la iconografia xinesa i exòtica (elefants) i la introducció de noves formes, de vegades sorprenents (narguiles, plaques octogonals, objectes amb forma d'animals).

### Orfebreria
L'orfebreria va veure un declivi gradual durant la dinastia safàvida, i segueix sent difícil d'estudiar, sobretot a causa del petit nombre de peces datades. Sota el govern del xa Ismail, hi ha una perpetuació de les formes i decoracions de les incrustacions timúrides: motius en forma d'ametlla, de «shamsa» (sols) i de núvols de «chi» es troben als tinterers en forma de mausoleus o els càntirs globulars que recorden al jade d'Ulugh Beg. Sota el govern del xa Tahmasp, les incrustacions van desaparèixer ràpidament, com ho testimonien un grup de canelobres en forma de pilars.
Les incrustacions de pasta de colors (vermell, negre, verd) comencen a substituir les anteriors incrustacions de plata i or. Apareixen panells calats en acer, per a usos com ara elements de portes, plaques amb inscripcions, i els caps dels alams (els estendards portats en les processons religioses xiïtes). Als importants santuaris se'ls van donar portes i reixes jali de plata i fins i tot d'or.

### Tallat en pedra dura
Les talles en pedra dura perses, que abans es pensava que dataven principalment dels segles xv i xvi, ara es creu que s'estenen durant un període més ampli. El jade va ser cada cop més apreciat des del període Il-khanid. A més de les copes de vi, hi ha una sèrie de càntirs amb panxa globular, muntats sobre una petita base en forma d'anell i amb colls amples i curts. Dos d'aquests (un de jade negre incrustat d'or, l'altre de jade blanc) estan inscrits amb el nom d'Ismaïl I. El mànec té forma de drac, cosa que delata una influència xinesa, però aquest tipus de càntir entra en fet directament del període anterior; el seu prototip és el càntir d'Ulugh Beg. També coneixem fulles i mànecs de ganivets en jade, sovint incrustats amb fil d'or i gravats. La pedra dura també serveix per fer joies per incrustar objectes metàl·lics, com la gran ampolla de zinc amb incrustacions d'or, robí i turquesa datada del regnat d'Ismail i conservada al museu de Topkapı d'Istanbul.

## Els qajars
L'art Qajar es refereix a l'art, l'arquitectura i les formes d'art de la dinastia Qajar del final de l'Imperi Persa, que va durar entre 1781 i 1925. L'agument de l'expressió artística que es va produir durant l'era Qajar va ser l'afortunat efecte secundari del període de relativa pau que va acompanyar el govern d'Agha Muhammad Khan i els seus descendents. Amb la seva ascensió, la sagnant agitació que havia estat el segle xviii a Pèrsia va arribar a la seva fi i va fer possible que les arts en temps de pau tornés a florir.

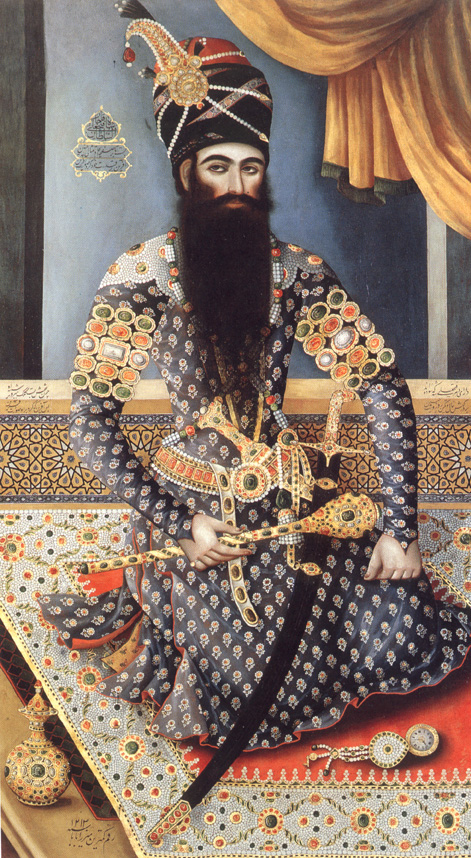
Fath Ali Shah el 1798, pintat per Mihr 'Ali
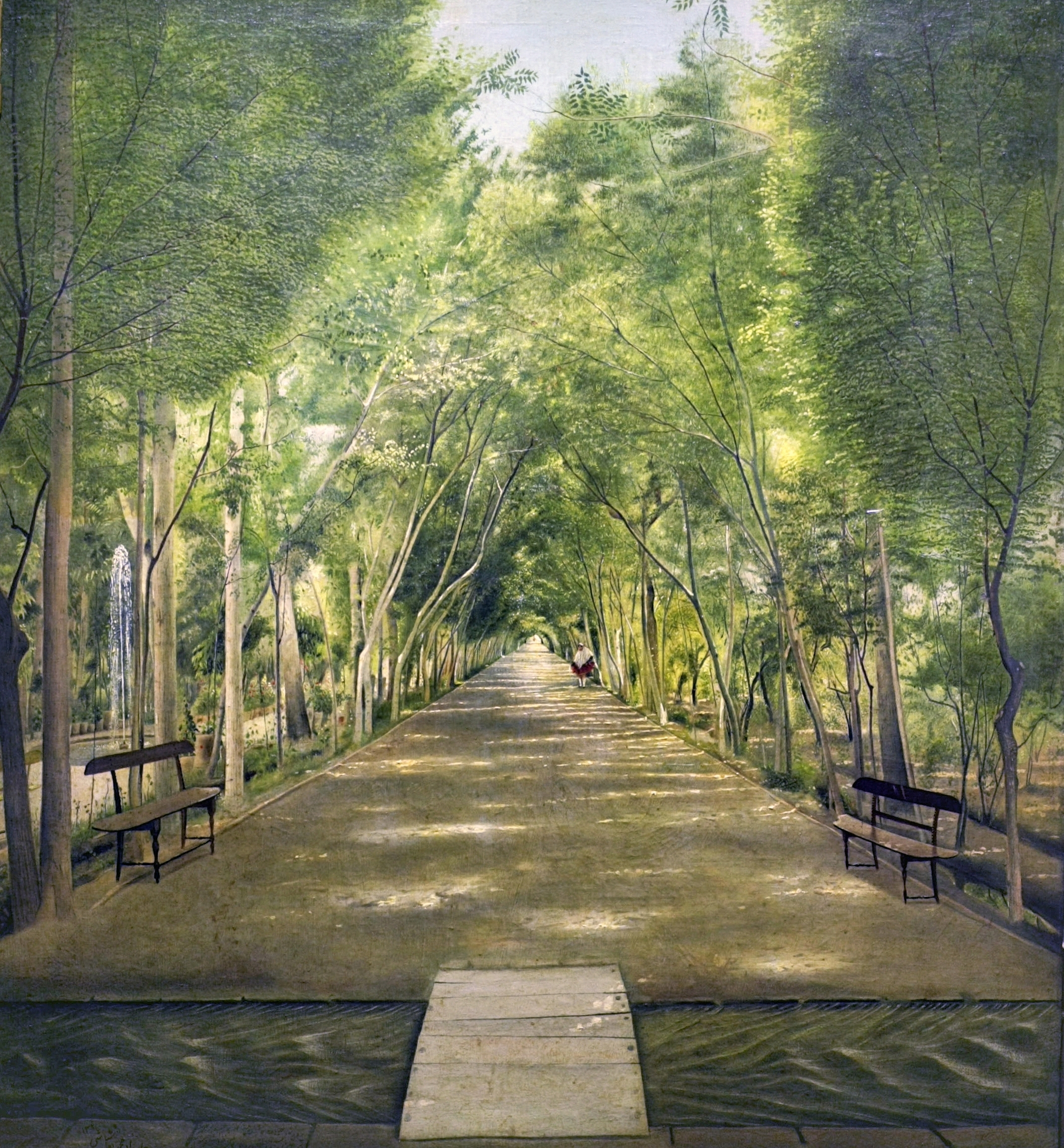
Carrer Doshan Tappeh, de l'artista iranià Kamal-ol-molk, 1899

La influència europea va ser forta, i va produir nous gèneres com la decoració d'esmalt pintat sobre metall, normalment amb flors que dibuixen clarament estils francesos i altres europeus. La laca sobre fusta s'utilitza de manera similar.

### Pintura qajar
La pintura adopta ara la tècnica europea de la pintura a l'oli. Grans murals d'escenes de festa i escenes històriques es van produir com a murals per a palaus i cafeteries, i molts retrats tenen una part superior arquejada que mostra que estaven destinats a ser inserits a les parets. L'art qajar té un estil distintiu de retrat. Les arrels de la pintura tradicional Qajar es poden trobar en l'estil de pintura que va sorgir durant l'imperi safàvida anterior. Durant aquest temps, hi va haver una gran influència europea en la cultura persa, especialment en les arts de la reialesa i les classes nobles. Tot i que s'utilitza algun modelatge, predominen l'aplicació intensa de pintura i grans àrees de colors plans, foscos, rics i saturats.
Si bé la representació d'objectes inanimats i natures mortes es considera molt realista a la pintura Qajar, la representació d'éssers humans està decididament idealitzada. Això és especialment evident en el retrat de la reialesa Qajar, on els temes de les pintures es col·loquen de manera molt formulada amb trets estandarditzats. Tanmateix, l'impacte de la fotografia va augmentar molt la individualitat dels retrats a finals del segle xix.
Kamal-ol-molk (1845-1940) provenia d'una família de pintors de la cort, però també es va formar amb un pintor que havia estudiat a Europa. Després d'una carrera a la cort, va visitar Europa l'any 1898, als 47 anys d'edat, i es va quedar durant uns quatre anys. Va ser un dels artistes que va introduir un estil més europeu a la pintura persa.

### Retrats reials
Les obres d'art més famoses de Qajar són els retrats que es van fer dels diferents xas perses. Cada governant, i molts dels seus fills i altres familiars, van encarregar retrats oficials d'ells mateixos, ja sigui per a ús privat o exposició pública. Els més famosos són els innombrables retrats que es van pintar de Fath Ali Shah Qajar, qui, amb la seva cintura estreta, la seva llarga barba negra bifurcada i els ulls més profunds, ha arribat a exemplificar la imatge romàntica del gran governant oriental. Moltes d'aquestes pintures eren de l'artista Mihr 'Ali. Tot i que els retrats es van executar en diversos moments al llarg de la vida del xa, s'adhereixen a un cànon en què s'emfatitzen els trets distintius del governant.
Hi ha retrats de Fath Ali Shah en una gran varietat d'escenaris, des del rei guerrer amb armadura fins al cavaller amb olor de flors, però tots són semblants en la seva representació del Xa, difereixen només lleugerament, generalment a causa del artista específic del retrat. Només és apropiat que aquest xa en particular estigui tan immortalitzat en aquest estil, ja que va ser sota el seu govern com a segon xa de Qajar que l'estil va florir realment. Una de les raons d'això eren les relacions diplomàtiques cada cop més forts que els governants Qajar estaven nodrint amb les potències europees.